# Gera

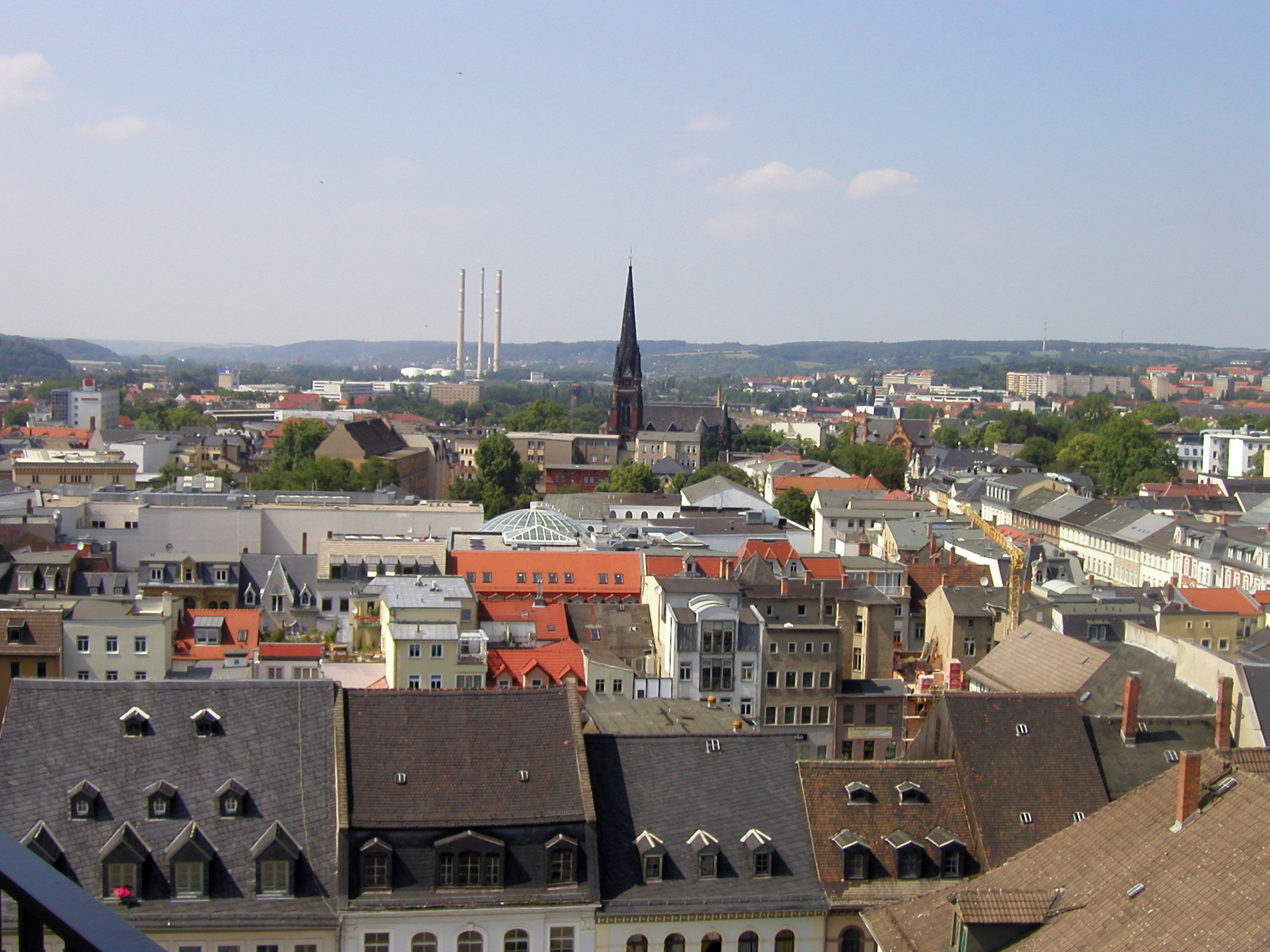
Blick vom Rathausturm über Gera

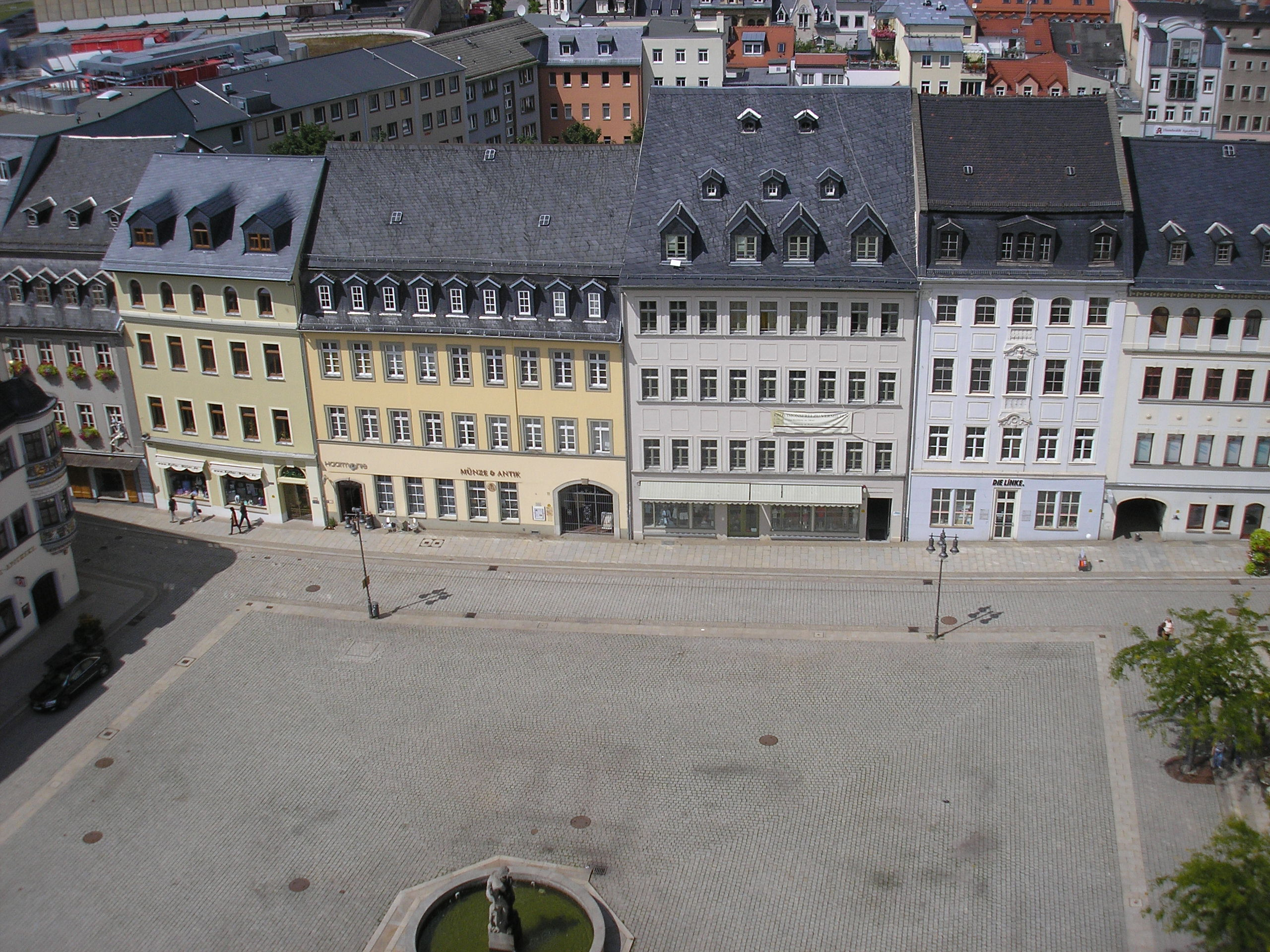
Markt Nordseite

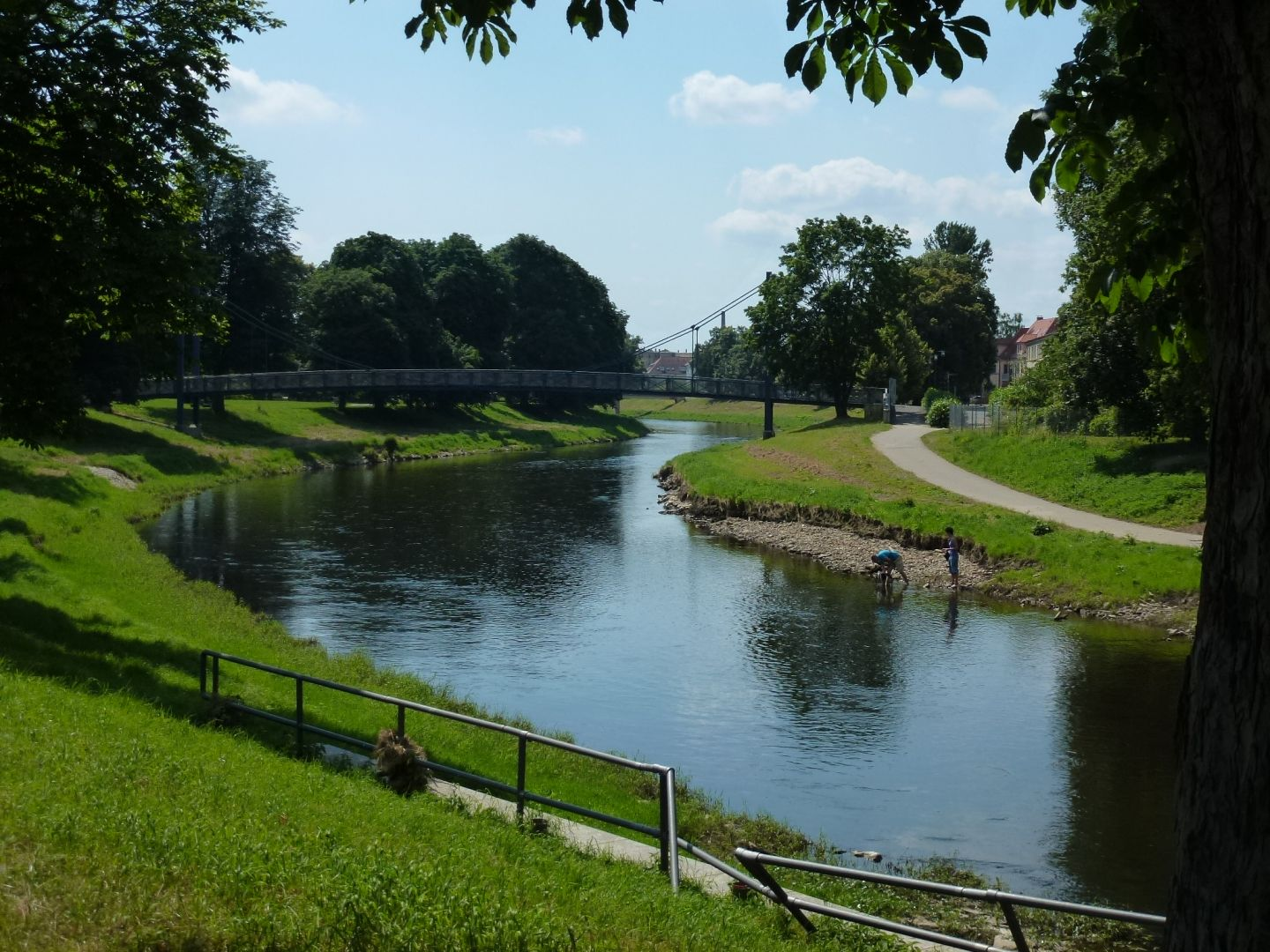
Hofwiesenpark, Textimasteg über die Weiße Elster

Gera ist eine kreisfreie Hochschulstadt im Osten Thüringens. Hinter der Landeshauptstadt Erfurt sowie Jena steht Gera mit 95.608 Einwohnern (Stand: 31. Dezember 2024) nach Bevölkerung an dritter Stelle im Freistaat Thüringen und ist eines der Oberzentren. Gera liegt im Norden des Vogtlands an der Weißen Elster im ostthüringischen Hügelland in etwa 200 Metern Höhe und gehört zur Metropolregion Mitteldeutschland. Leipzig liegt etwa 60 km in nördlicher Richtung, Erfurt 80 km westlich, Zwickau ungefähr 40 km südöstlich, Chemnitz circa 70 km östlich und Hof (Saale) rund 90 km südlich.
Gera hat historische Bedeutung als Landeshauptstadt des Fürstentums Reuß jüngerer Linie (1848 bis 1918) sowie des Volksstaates Reuß (1918 bis 1920). Mit dem Einsetzen der Industrialisierung Mitte des 19. Jahrhunderts erlebte die Stadt ein großes Wirtschafts- und Bevölkerungswachstum. Gera war zur Blütezeit der Stoff- und Tuchindustrie eine der reichsten Städte in Deutschland. Über 100 zum Teil sehr bedeutende Stadtvillen (zum Beispiel Villa Schulenburg) und prächtige Bauten aus der Gründerzeit zeugen heute vom Glanz und Reichtum vergangener Zeiten. Die Stadt wurde während des 19. Jahrhunderts auch zum Verkehrsknotenpunkt, da am Hauptbahnhof zahlreiche Bahnstrecken zusammentreffen.
Im Zweiten Weltkrieg, von Mai 1944 bis April 1945, wurde Gera teilweise durch Luftangriffe zerstört. Nach der Gründung der DDR wurde die Stadt 1952 Sitz des neu geschaffenen Bezirks Gera. Seit 1990 gehört sie auch administrativ wieder zu Thüringen. Die Stadt ist Sitz der Dualen Hochschule Gera-Eisenach (bis 2016 Berufsakademie Gera) und der privaten SRH Hochschule für Gesundheit Gera und war Veranstaltungsort der Bundesgartenschau 2007. Seit Januar 2017 führt die Stadt offiziell den Titel „Hochschulstadt“ und ist auch unter dem Namen Otto-Dix-Stadt bekannt.

## Geographie

### Geographische Lage
Gera liegt im Osten des Freistaates Thüringen im Tal des Flusses Weiße Elster und ist fast vollständig vom Landkreis Greiz umschlossen; im Norden grenzt die Stadt an Sachsen-Anhalt. Die Landesgrenze zu Sachsen ist rund 20 km entfernt. An der südlichen Stadtgrenze (bei Wünschendorf) tritt der Fluss aus seinem engen Tal am östlichen Rand des Thüringer Schiefergebirges heraus und fließt in eine breite Tallandschaft, in der sich die Stadt Gera ausbreitet. Während der Westrand des Tales relativ steil abfällt, steigt der Ostrand allmählich an. Zudem werden die Randgebiete der Stadt im Westen sowie im Südosten des Stadtgebietes durch die Täler zahlreicher kleinerer Nebengewässer der Weißen Elster wie dem Gessenbach eingeschnitten.
Gera liegt zwischen 180 m ü. NN (Bett der Weißen Elster) und 354 m (bei Gera-Falka im äußersten Südosten). Als Höhe Geras wird mit 205 m ü. NN meist die Höhe des Marktplatzes angegeben.
Gera hat mit dem Geraer Stadtwald im Westen des Stadtgebietes mit insgesamt 1.575 ha Fläche die größte zusammenhängende Waldfläche aller Thüringer Städte. Ein weiteres großes Waldgebiet – ein Ausläufer des Holzlandes – befindet sich im äußersten Nordwesten der Stadt. Im Nordosten – hinter Aga – befindet sich der Zeitzer Forst (Sachsen-Anhalt).

### Geologie
Die hauptsächlich vertretenen Gesteinsarten sind Kalkstein und Buntsandsteine. Die ältesten Gesteinsarten stehen im Osten der Stadt an und verjüngen sich tendenziell nach Westen. Auf einer Linie zwischen Niebra, Kaimberg und Naulitz stehen überwiegend devonische Tonschiefer an. Dem schließen sich vor allem um Collis und Laasen zwei Rotliegend-Zonen an. Während an den Osthängen der eigentlichen Kernstadt überwiegend Zechstein-Formationen zu finden sind, ist das Gebiet jenseits des Elstertals im Westen der Stadt vom Unteren Buntsandstein geprägt. Im äußersten Südosten der Stadt verläuft das Buntsandstein-Gebiet über das Elstertal hinweg bis nach Falka und weiter in Richtung Letzendorf und Pohlen. Im Norden des Stadtgebietes gibt es geringe Vorkommen von Braunkohle, die im 19. Jahrhundert abgebaut wurden. Gleichwohl überwiegt hier an den Hängen auch östlich der Elster der Buntsandstein, während die ebenen Flächen zumeist mit Löss bedeckt sind.

### Nachbargemeinden
Folgende Gemeinden grenzen an die Stadt Gera. Sie werden im Uhrzeigersinn beginnend im Nordosten genannt:
- im Landkreis Greiz (Thüringen): Pölzig, Hirschfeld, Brahmenau, Schwaara und Korbußen (alle Verwaltungsgemeinschaft Am Brahmetal), Ronneburg (Einheitsgemeinde), Kauern, Hilbersdorf, Linda b. Weida, Endschütz (alle Verwaltungsgemeinschaft Ländereck), Berga-Wünschendorf (Einheitsgemeinde), Zedlitz, Hundhaupten und Saara (alle Verwaltungsgemeinschaft Münchenbernsdorf), Kraftsdorf (Einheitsgemeinde) und Bad Köstritz (Einheitsgemeinde).
- im Saale-Holzland-Kreis (Thüringen): Silbitz (Verwaltungsgemeinschaft Heideland-Elstertal-Schkölen)
- im Burgenlandkreis (Sachsen-Anhalt): Wetterzeube sowie Gutenborn (Verbandsgemeinde Droyßiger-Zeitzer Forst)

### Stadtgliederung

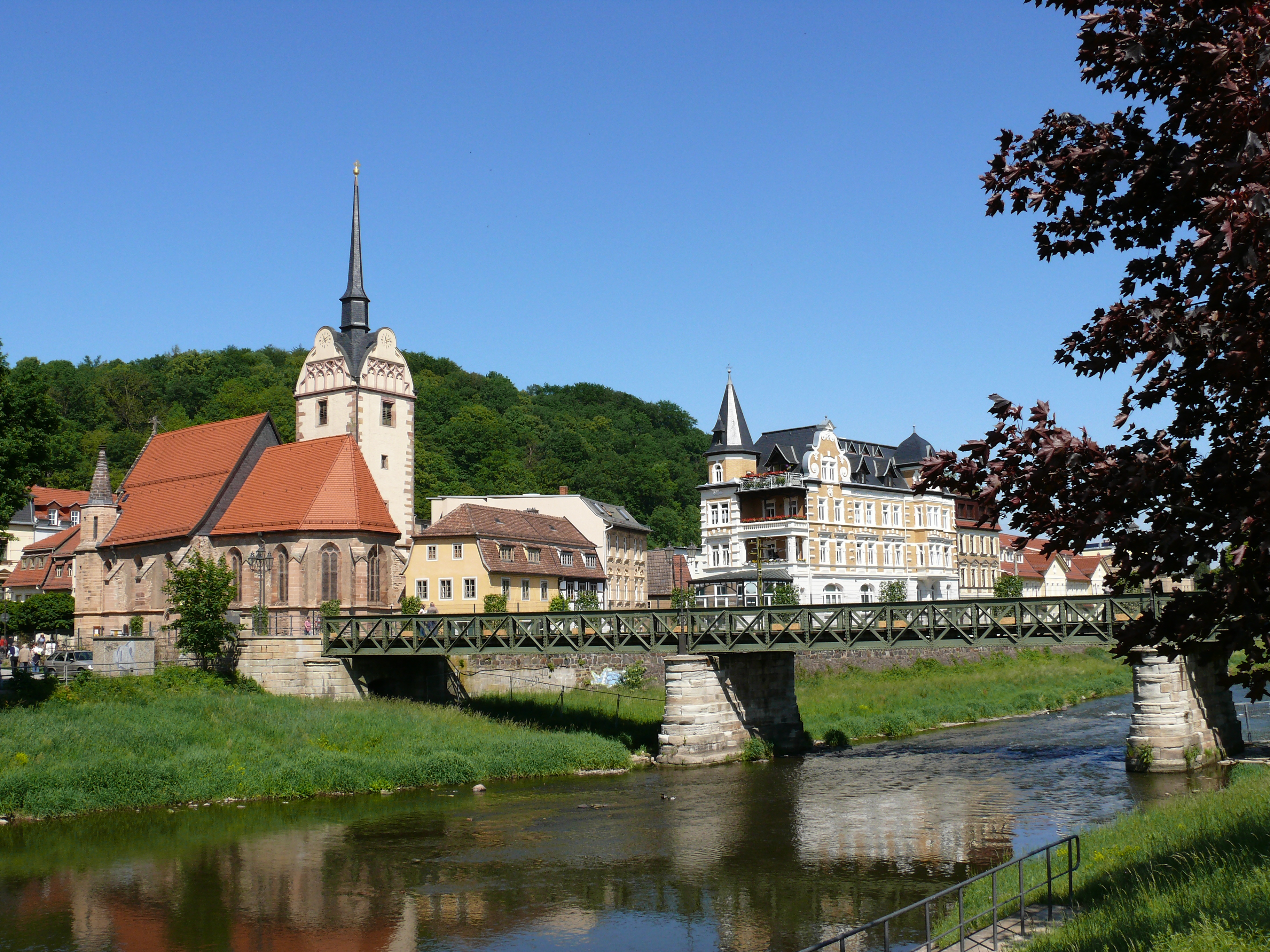
Blick auf Gera-Untermhaus

Das Stadtgebiet gliedert sich in 40 Stadtteile, die zu 12 Statistischen Bezirken zusammengefasst sind. Einige der Stadtteile sind zugleich Ortschaften oder bilden mit anderen Stadtteilen eine Ortschaft. In Gera gibt es 15 Ortschaften mit einem eigenen Ortsteilrat und einem Ortsteilbürgermeister.
Die Innenstadt umfasst neben der Altstadt, deren historische Abgrenzung noch ein Stadtmauerrest und die Gasse Hinter der Mauer bezeugen, auch das Ostviertel und wird im Westen von der Weißen Elster und im Nordwesten vom Hauptbahnhof begrenzt. Im Osten schließt das zusammenhängende Stadtgebiet bereits mit dem an das Ostviertel angrenzenden Stadtteil Leumnitz ab. Im Süden geht auf dem Ostufer der Weißen Elster die Innenstadt im Bereich des Wintergartens in den Stadtteil Pforten über; dem schließt sich südlich das baulich durch Auenflächen und Bahndämme abgetrennte Zwötzen an. Von Zwötzen aus führt ein dünner bebauter Streifen entlang der Salzstraße nach Liebschwitz, das bis 1928 zu Sachsen gehörte. Westlich der Weißen Elster beginnt gegenüber der Innenstadt der langgestreckte Stadtteil Debschwitz, der sich entlang der Wiesestraße anderthalb Kilometer südwärts bis zum in den 1970er-Jahren entstandenen Plattenbauviertel und bis heute einwohnerstärksten Stadtteil Lusan entlangzieht. Den Abschluss des zusammenhängend bebauten Stadtgebiets bildet im Südwesten Zeulsdorf und im Süden Röppisch. Nordwestlich des Hauptbahnhofes erstreckt sich der beiderseits der Weißen Elster gelegene Stadtteil Untermhaus, der durch seine Nähe zur früheren fürstlichen Residenz zu den vornehmsten Stadtteilen Geras zählt. Östlich der Bahngleise schließen sich an den Norden der Innenstadt Bieblach mit seiner prägenden Wohnbebauung aus den 1950er- und 1960er-Jahren sowie Tinz an, das bis zur Autobahn reicht und dort aus Industrie- und Gewerbeflächen besteht. An Bieblach schließt sich das Dorf Roschütz und das Plattenbaugebiet Bieblach-Ost aus den 1980er-Jahren an, nördlich der A4 wird das zusammenhängende Stadtgebiet mit Langenberg abgeschlossen.

### Klima

Niederschlagsdiagramm Gera-Leumnitz

Der durchschnittliche Jahresniederschlag der Jahre 1961 bis 1990 beträgt an der Messstation Gera-Leumnitz 591 mm und liegt damit außer im Monat April unter dem deutschen Durchschnitt. Der trockenste Monat ist der Februar, die meisten Niederschläge fallen im Juni und August.

## Geschichte

### Historischer Überblick

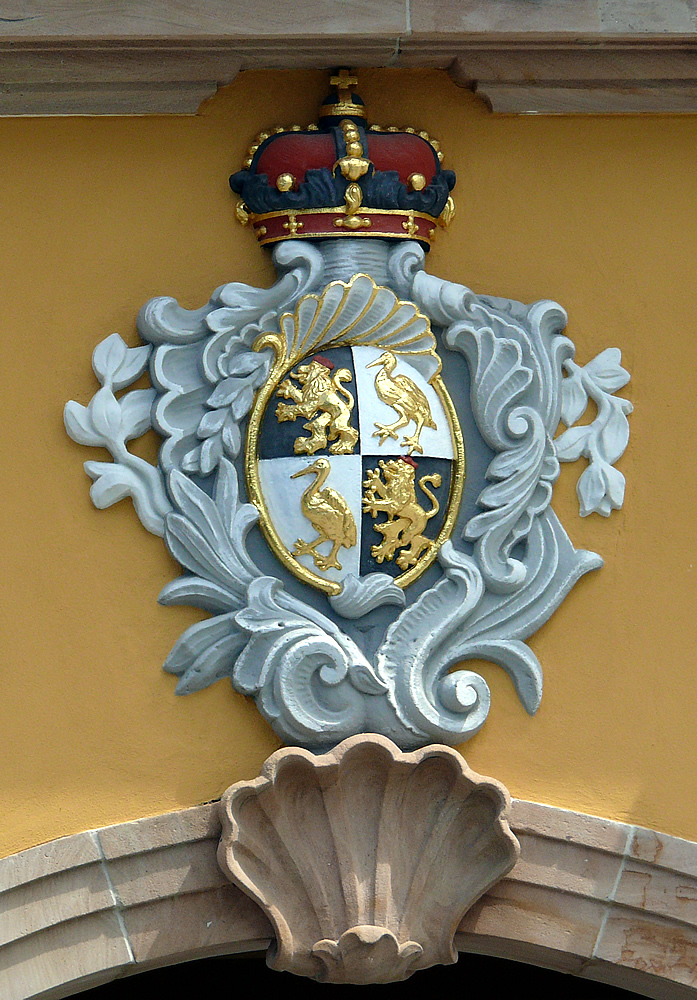
Reußenwappen an der Orangerie

Der Name Gera bezeichnete ursprünglich den Abschnitt des Elstertals, wo sich heute die Stadt befindet. Er entstand vermutlich schon vor der Völkerwanderungszeit und ist von den seit dem 8. Jahrhundert ansässigen Slawen übernommen worden. Im Jahre 995 wurde der Name Gera in einer Grenzbeschreibung erstmals erwähnt. 999 kam die provincia Gera in den Besitz des Stiftes Quedlinburg. Im Rahmen der deutschen Besiedelung im Mittelalter der Gebiete östlich von Saale und Elbe wurde das Gebiet des heutigen Gera zunächst Teil der Sächsische Ostmark.
Die Quedlinburger Äbtissin Sophia I. von Brehna setzte 1209 Heinrich II. „den Reichen“ von Weida (* um 1164/1165; † um 1209) aus dem Geschlecht der Vögte von Weida zum Verwalter des Gebietes ein, wodurch er die Amtsbezeichnung Vogt erhielt, die sich sodann auf seine Nachfahren als Familienbezeichnung übertrug. Während sein älterer Sohn Heinrich III. die Herrschaften Weida und Ronneburg erhielt, bekam der zweitgeborene Sohn, Heinrich IV. „der Mittlere“ († 1249/1250) die Vogtei Gera mit der Pflege Reichenfels sowie die Stadt Plauen. Er nannte sich 1238 „Vogt von Gera“. Seine beiden Söhne begründeten die Linien der Vögte von Gera und der Vögte von Plauen. Später kam es zu zahlreichen Erbteilungen. 1562 fiel Gera nach dem Aussterben der Vögte von Gera an das Fürstenhaus Reuß, das von den Vögten von Plauen abstammte. Gera wurde so zur Landeshauptstadt des Fürstentums Reuß jüngerer Linie.

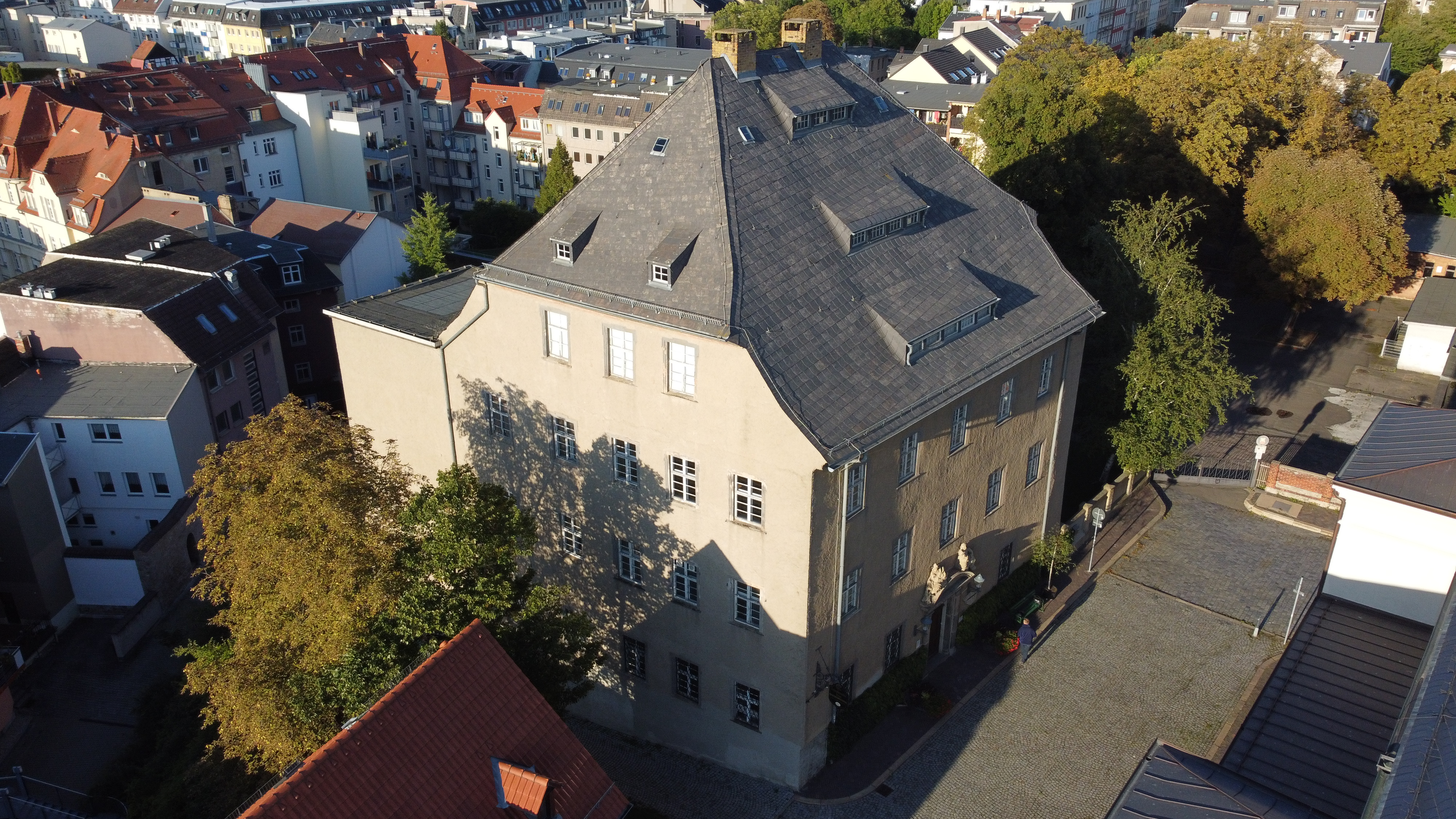
Das Schreibersche Haus blieb als einziges Wohnhaus vom Stadtbrand 1780 verschont (Luftaufnahme 2022).

Nachdem im Zentrum des Gebietes Gera im 12. Jahrhundert eine Siedlung gleichen Namens entstanden war, erlangte diese im frühen 13. Jahrhundert (vor 1237) das Stadtrecht. Anfangs entwickelte sich die Stadt nur langsam. 1450 wurde sie im Sächsischen Bruderkrieg fast völlig zerstört.
Seit 1564 war Gera Residenzstadt der Linie der jüngeren Reuß. Diese Zeit bedeutete eine Blüte für Gera, in dem die Textilindustrie seit dem 15. Jahrhundert an Bedeutung gewonnen hatte. Unter dem Landesherrn Heinrich Posthumus Reuß nahm die Bedeutung der Stadt weiter zu. 1686 und 1780 wurde die Stadt durch Brände weitestgehend zerstört.
Im 19. Jahrhundert, in der Gründerzeit, entwickelte sich Gera durch die Textilindustrie zu einer der reichsten Städte Deutschlands, mit vielen Prachtbauten des Historismus, die bis heute das Stadtbild prägen. Im Jahre 1882 gründete Oscar Tietz mit dem Geld seines reichen Onkels Hermann Tietz den Laden, aus dem sich im Laufe der Jahre eine der erfolgreichsten Kaufhausketten entwickeln sollte – Hertie. Zehn Jahre später, 1892, nahm die Straßenbahn Gera ihren Betrieb auf.

Prachtbauten aus der Gründerzeit
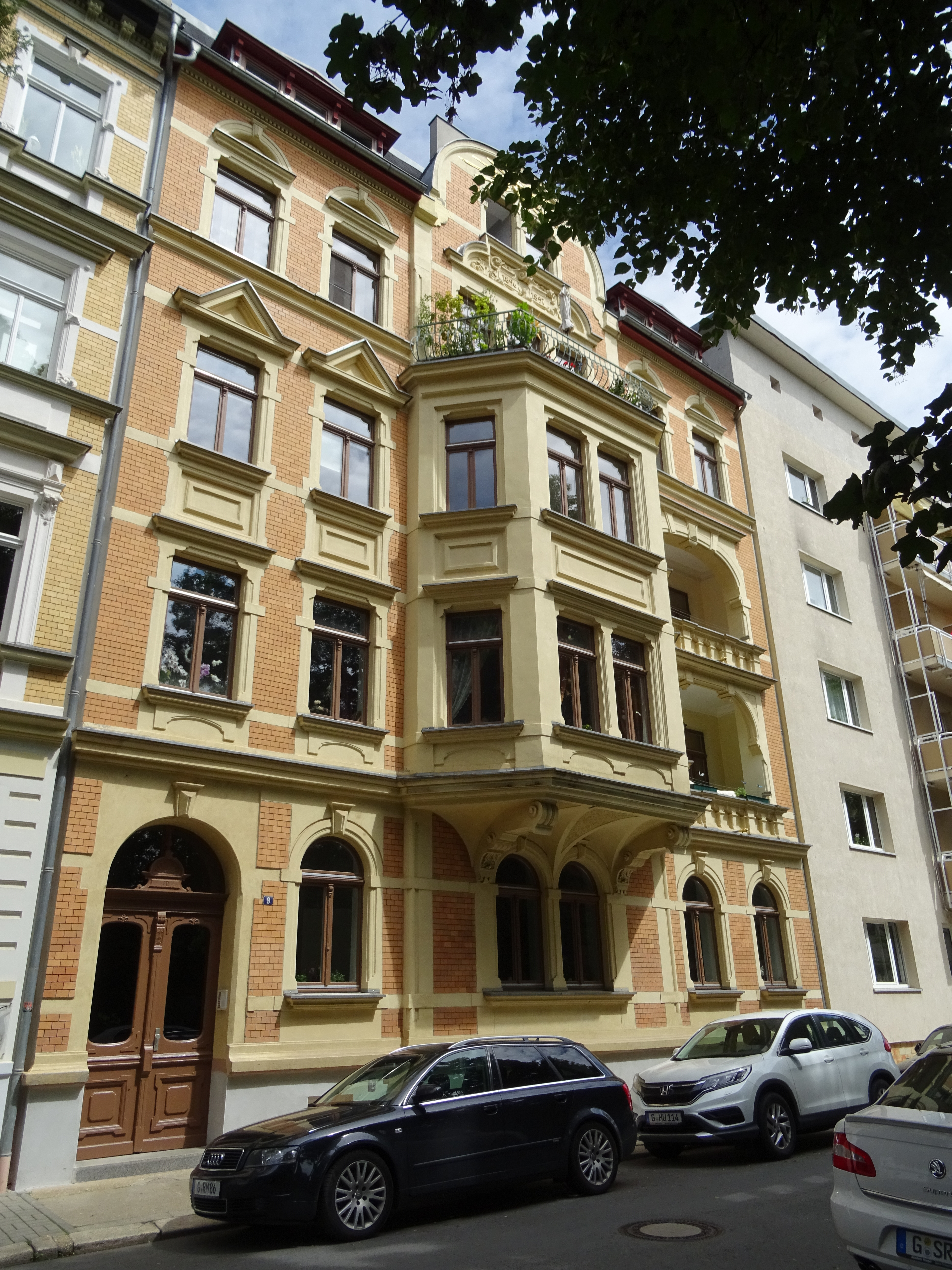
Biermannplatz 9
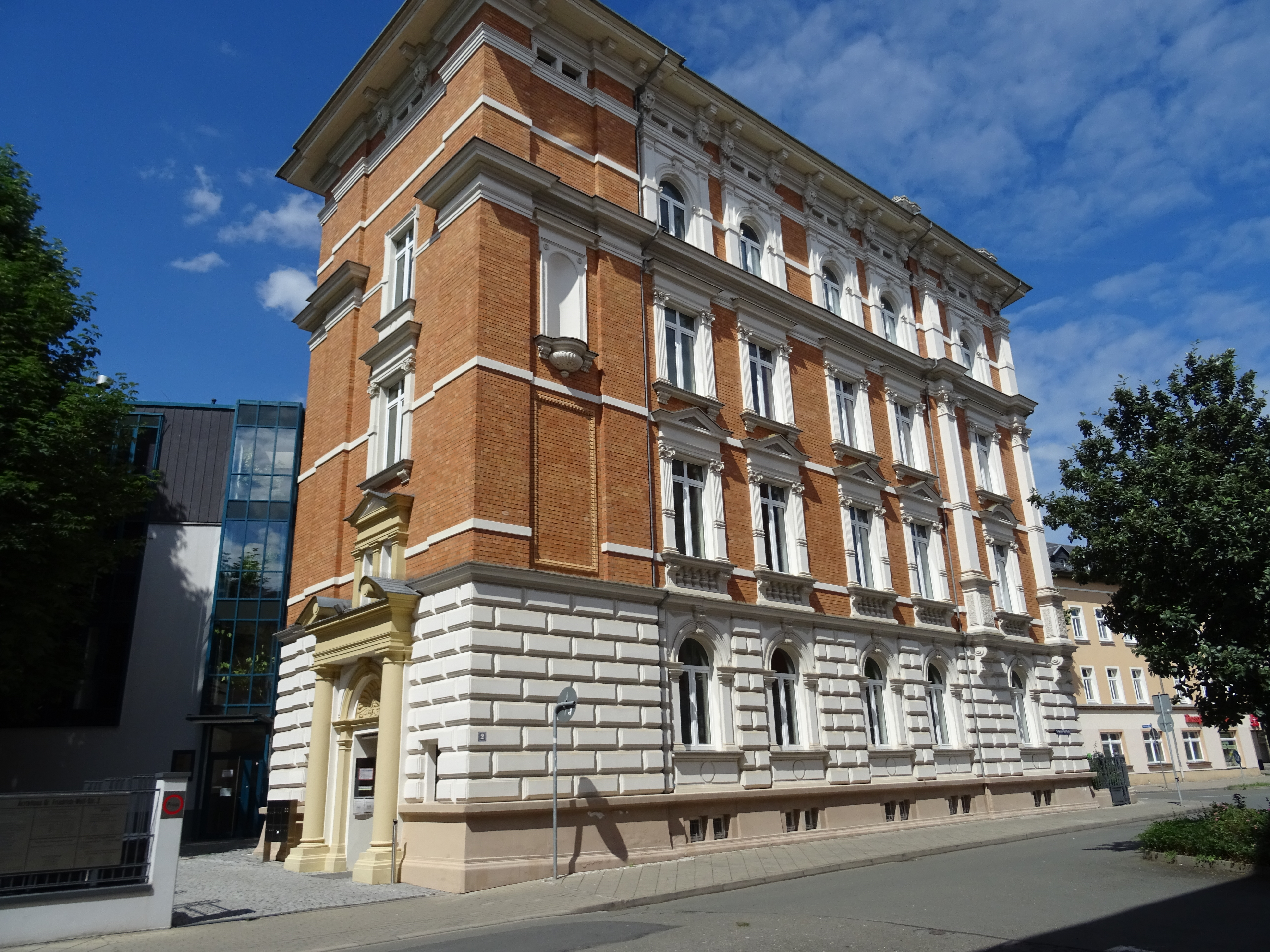
Dr.-Friedrich-Wolf-Straße 2
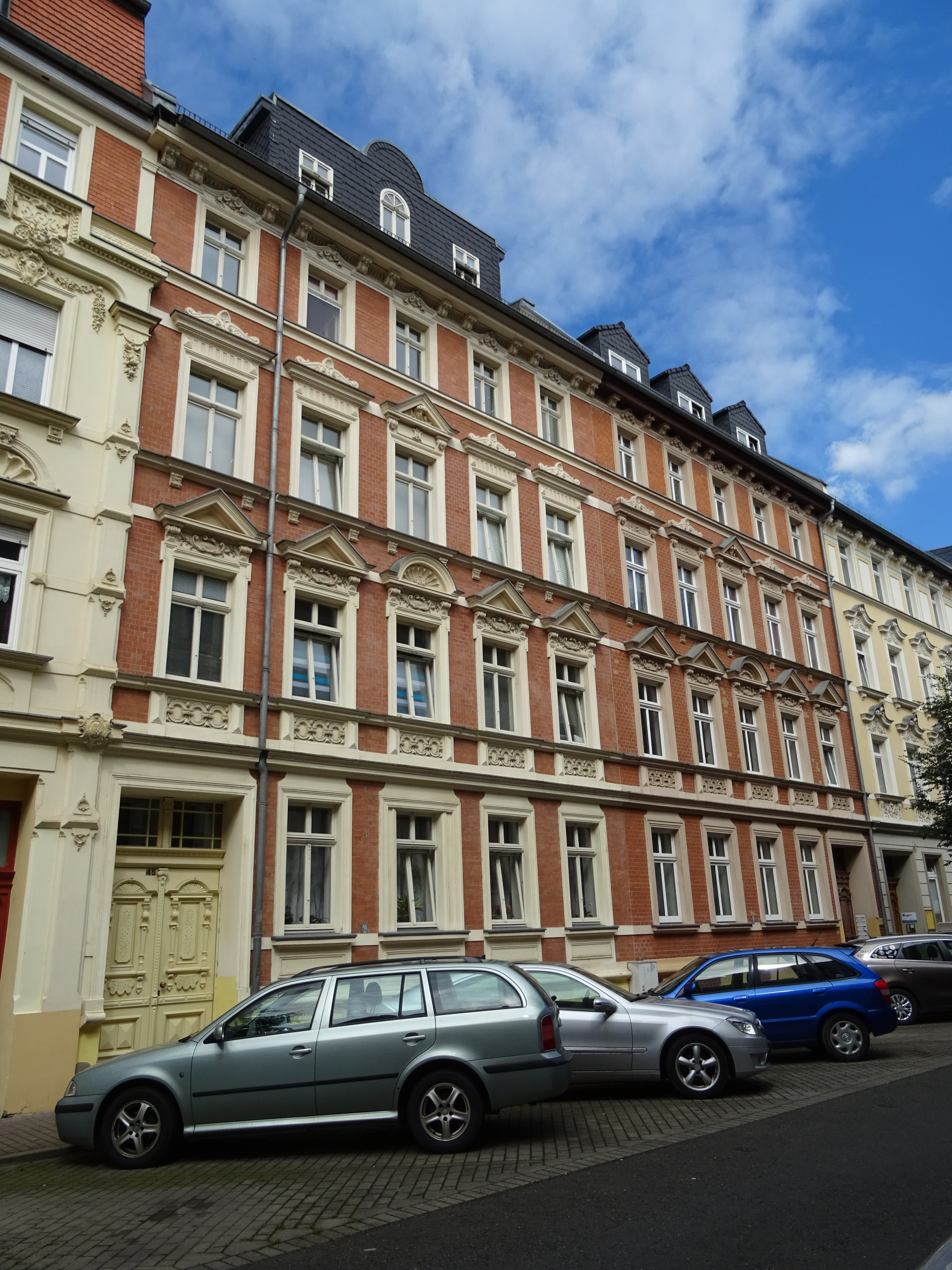
Feuerbachstraße 45
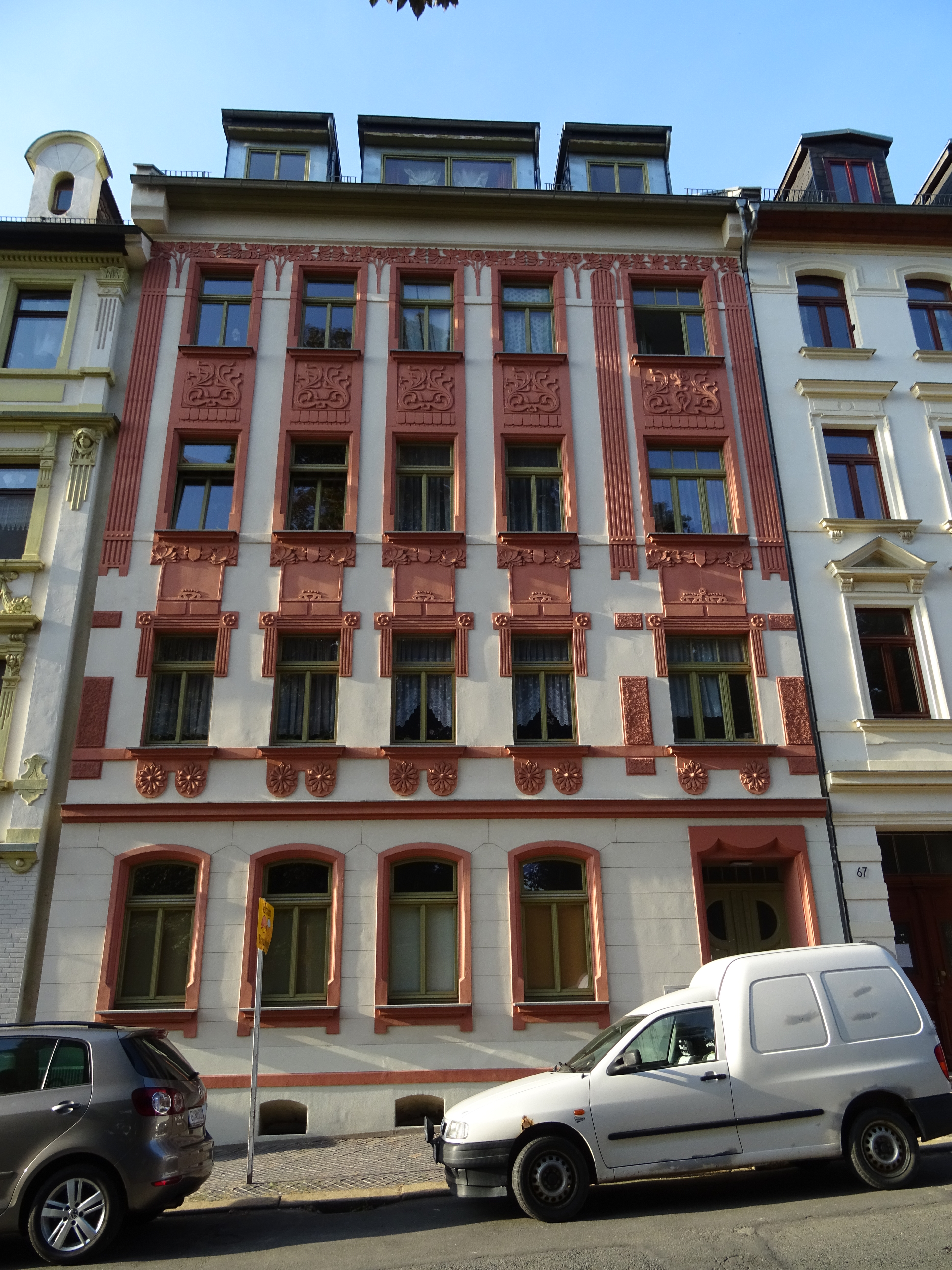
Karl-Liebknecht-Straße 65
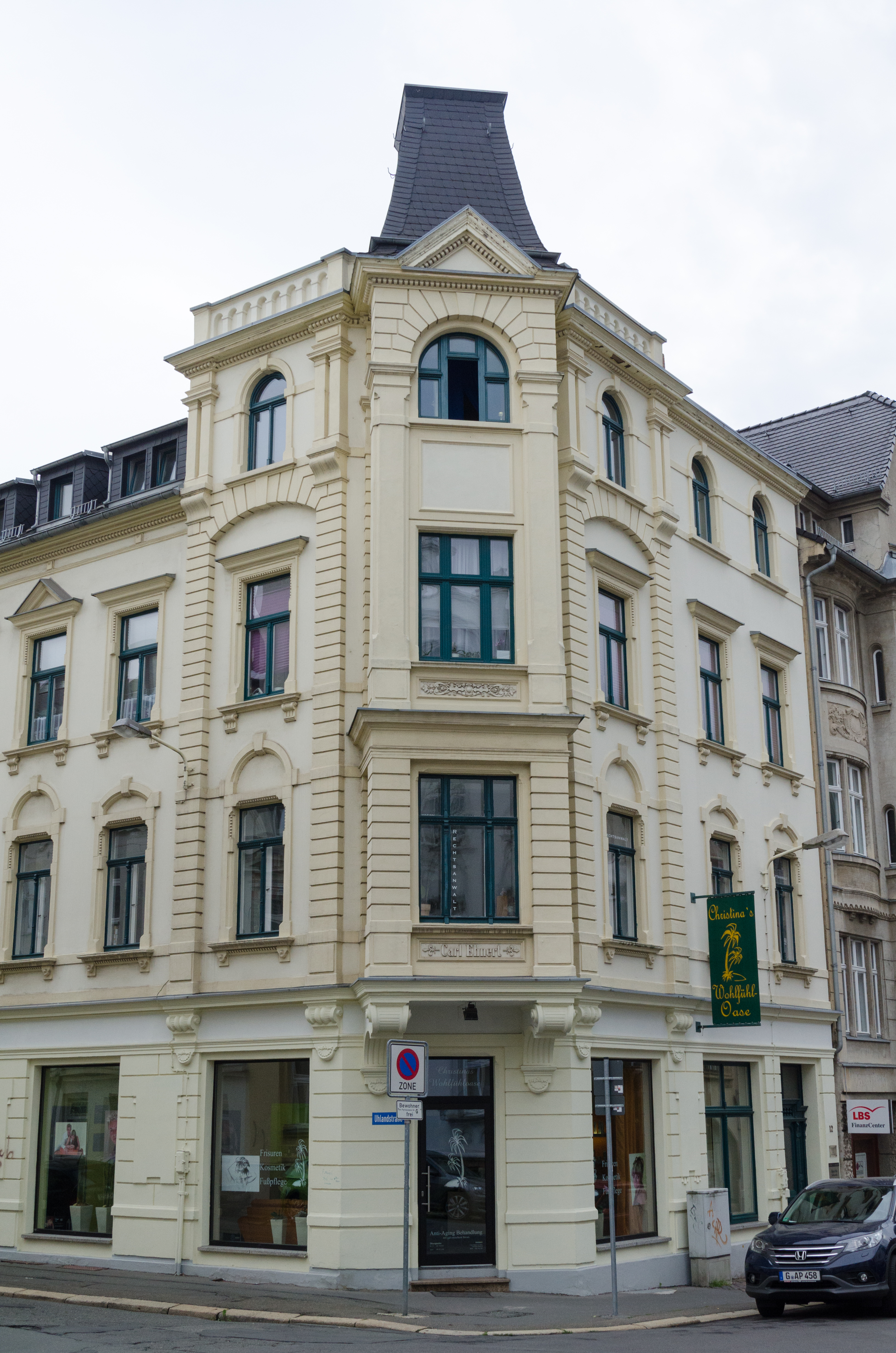
Laasener Straße 12
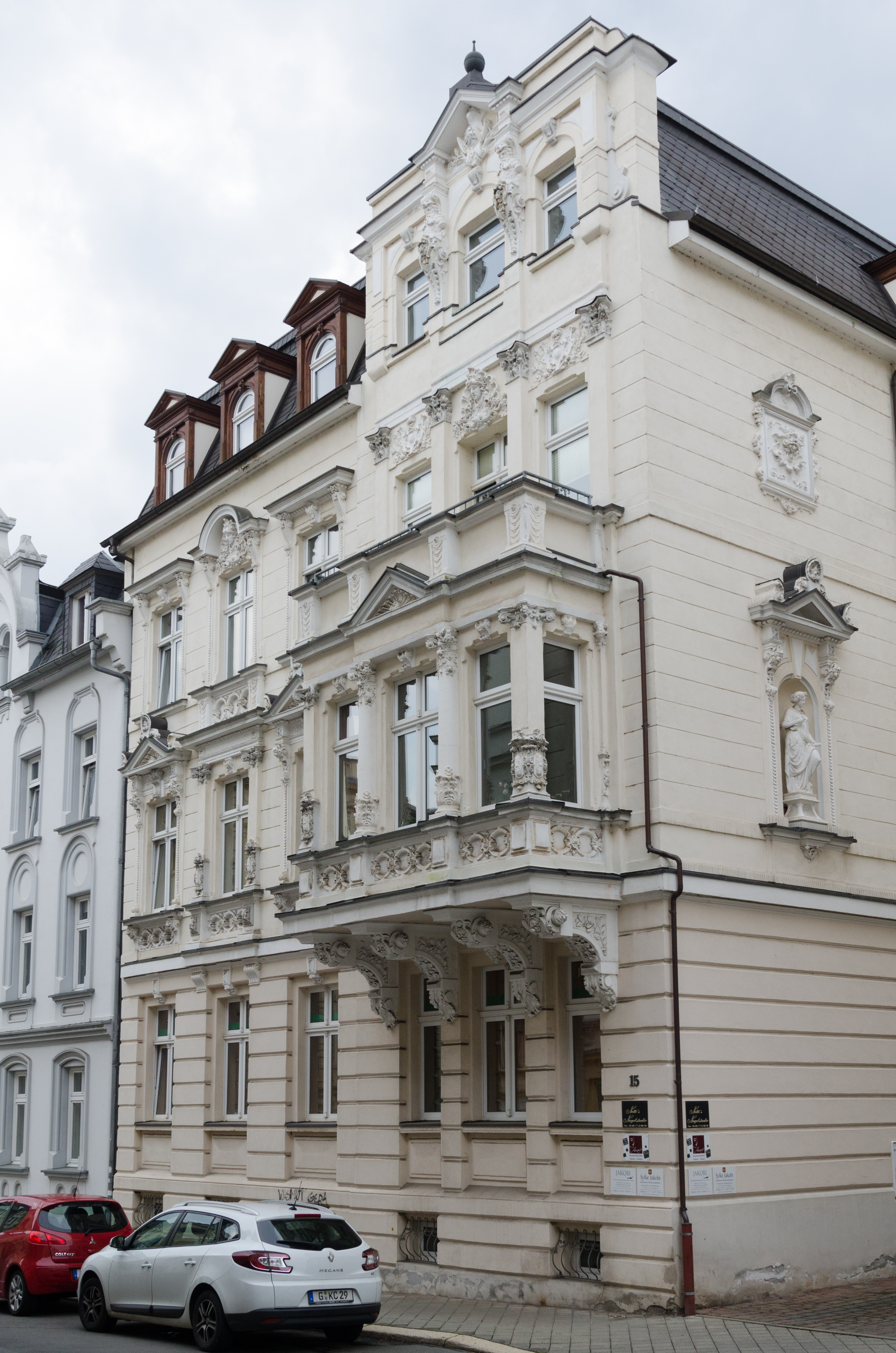
Laasener Straße 15
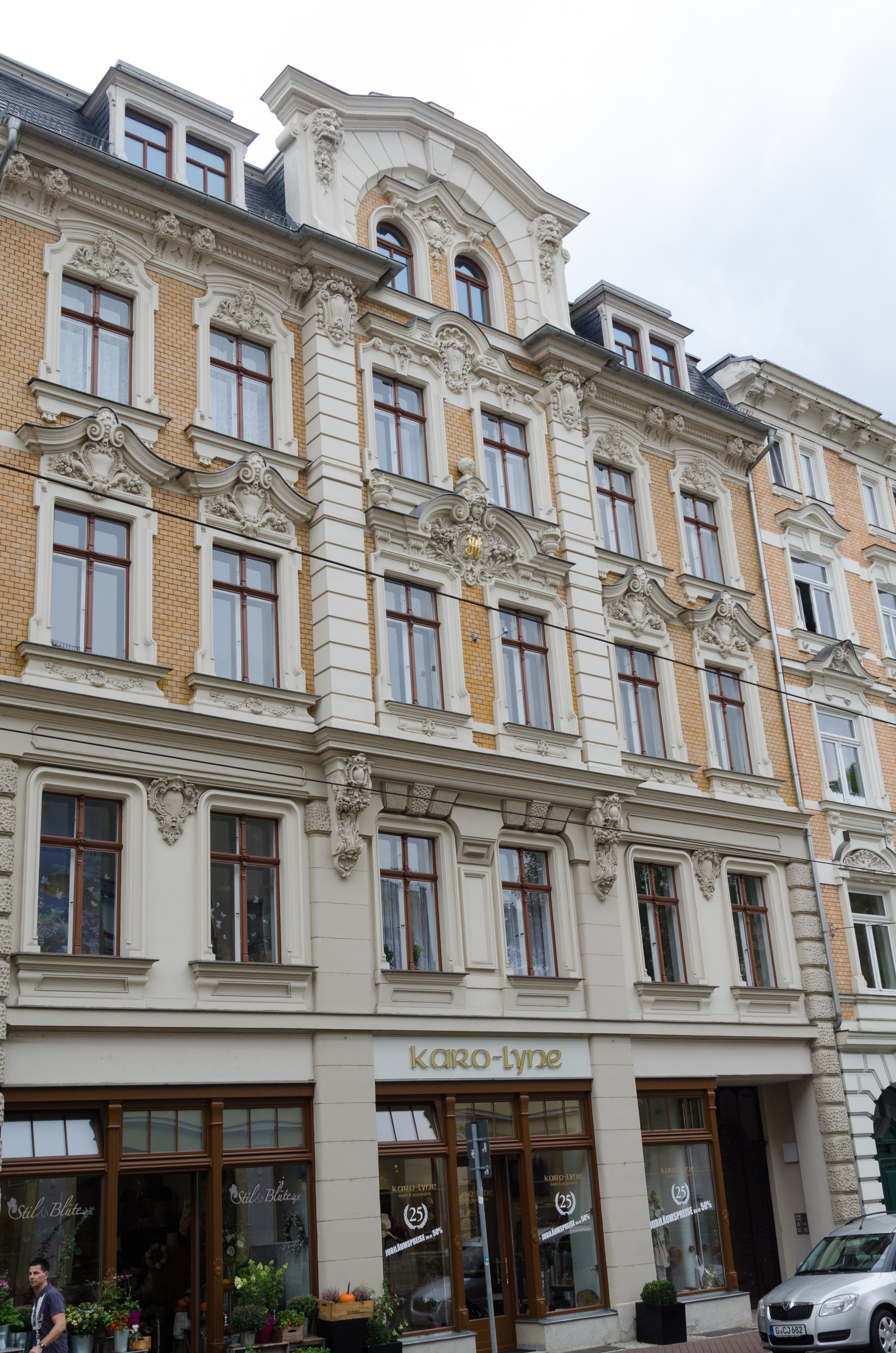
Leipziger Straße 31
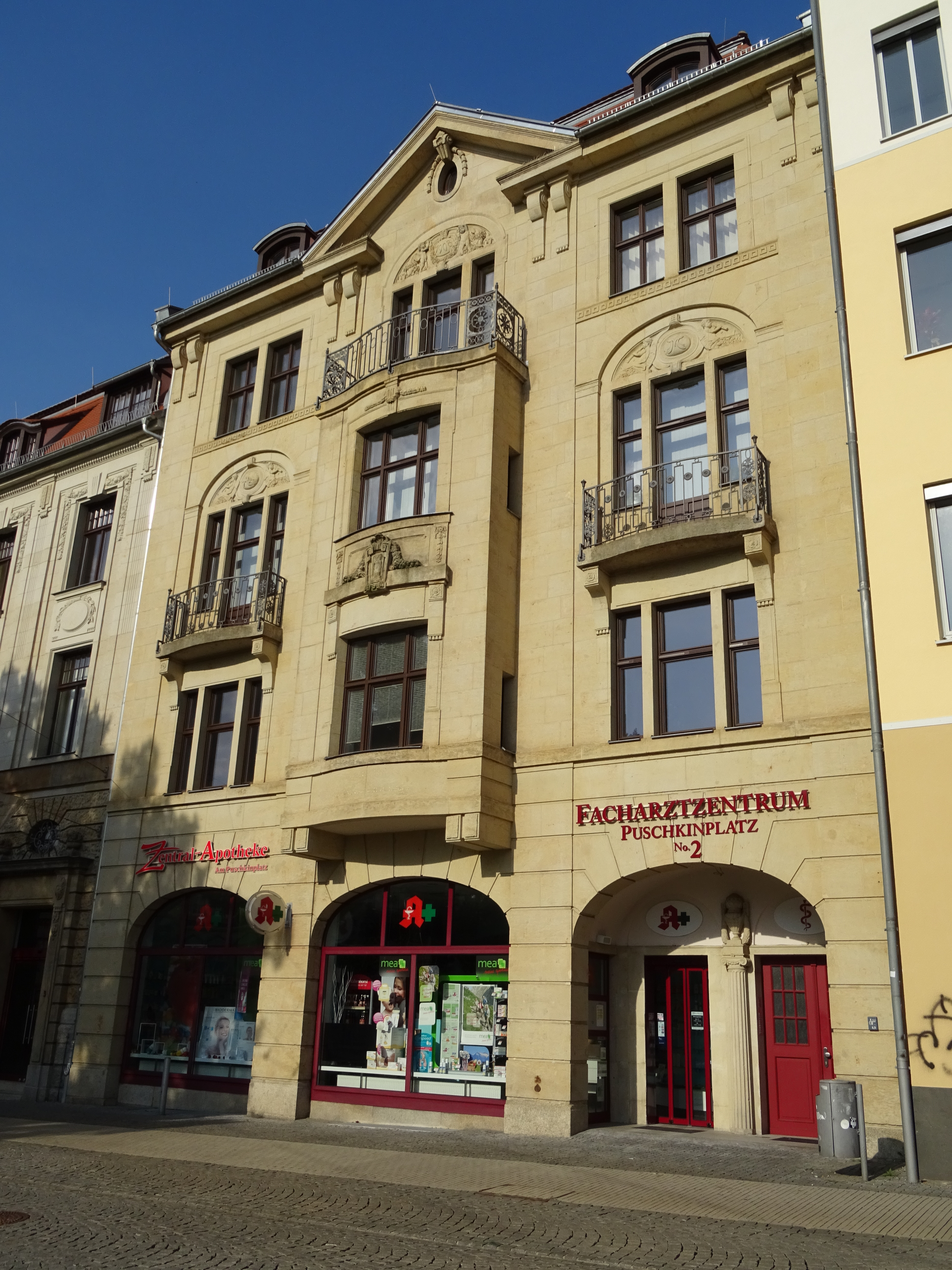
Puschkinplatz 2
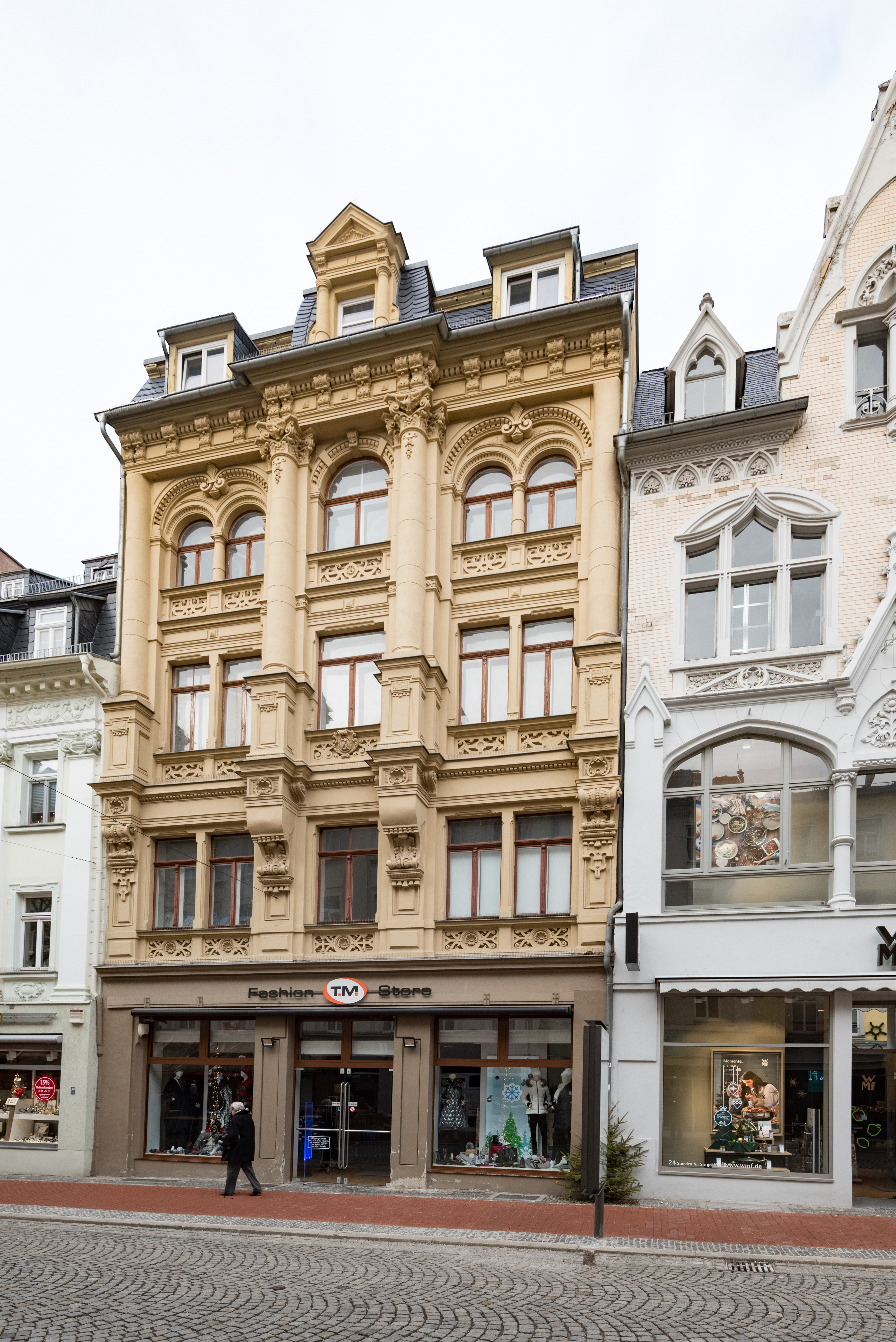
Sorge 3

Nach der Abdankung des letzten Fürsten in der Novemberrevolution 1918 kam Gera 1920 zum Land Thüringen und bildete dessen größte Stadt.
Während des Zweiten Weltkriegs erlebte Gera, von Mai 1944 bis April 1945, insgesamt zehn Luftangriffe der amerikanischen Luftwaffe. Der schwerste Angriff erfolgte am 6. April 1945, ihm fielen große Teile der Stadt zum Opfer. Insgesamt kamen bei den Angriffen 514 Menschen ums Leben. Trotzdem besteht beinahe die Hälfte Geras aus Gebäuden von vor dem Zweiten Weltkrieg.

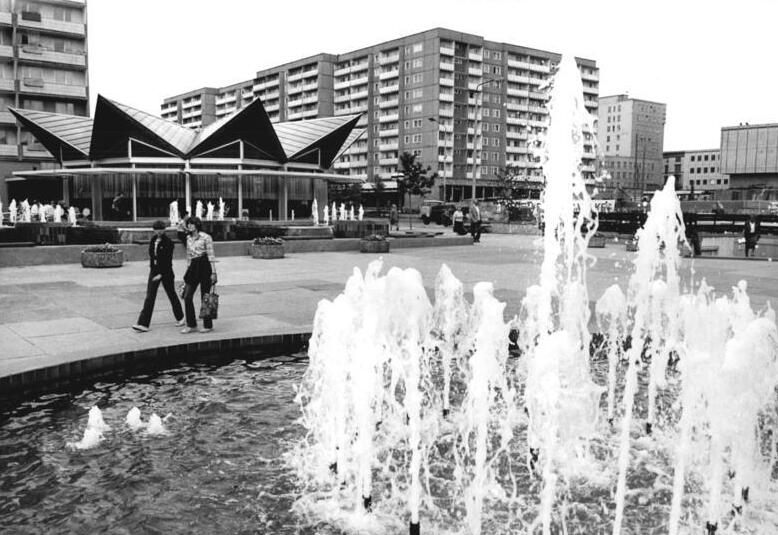
Platz der Republik, Mai 1981

Seit 14. April 1945 war Gera wie das übrige Thüringen zunächst von der US-Armee, dann seit 2. Juli 1945 sowjetisch besetzt und wurde damit 1949 Bestandteil der DDR. 1952 wurde es Bezirkshauptstadt.
Gera war ein Schwerpunkt des Volksaufstands am 17. Juni 1953, der durch Ausrufung des Ausnahmezustands mit Einsatz sowjetischer Panzer niedergeworfen wurde.
In der DDR-Zeit wurde Gera durch den Uranerzbergbau bei Ronneburg zur Großstadt und erreichte 1989 mit etwa 135.000 Menschen die höchste Einwohnerzahl seiner Geschichte. Nach der Wende sank die Einwohnerzahl rapide und liegt seit 2009 wieder unter der Marke von 100.000, womit Gera eine „Große Mittelstadt“ ist.
Beim Bundeswettbewerb „Unsere Stadt blüht auf“ erreichte die Stadt 2005 und 2009 Gold. Vom 27. April 2007 bis zum 14. Oktober 2007 fand in Gera und Ronneburg die Bundesgartenschau 2007 statt. Es handelte sich dabei um die erste Bundesgartenschau, die gleichzeitig an zwei Standorten stattfand. Im Zusammenhang mit der Bundesgartenschau gab es viele Veränderungen im Stadtbild. Im November 2006 wurde die Stadtbahnlinie 1 von Untermhaus nach Zwötzen in Betrieb genommen. Geras historischer Hofwiesenpark, der Küchengarten sowie die angrenzende Orangerie und das Theater wurden umgestaltet bzw. modernisiert und unmittelbar vor der Bundesgartenschau ihrer Bestimmung übergeben.

### Eingemeindungen

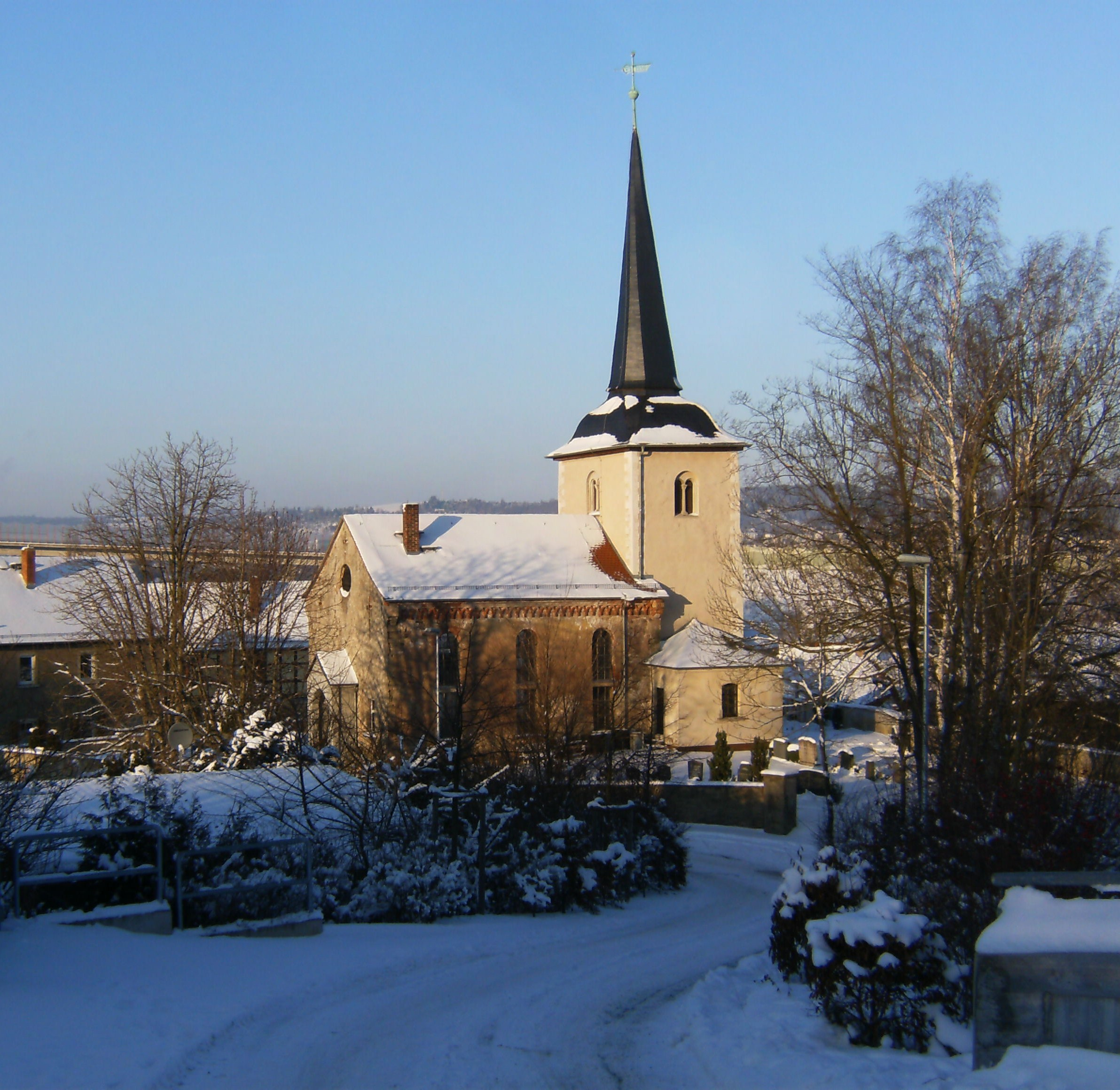
Thieschitz, Kirche

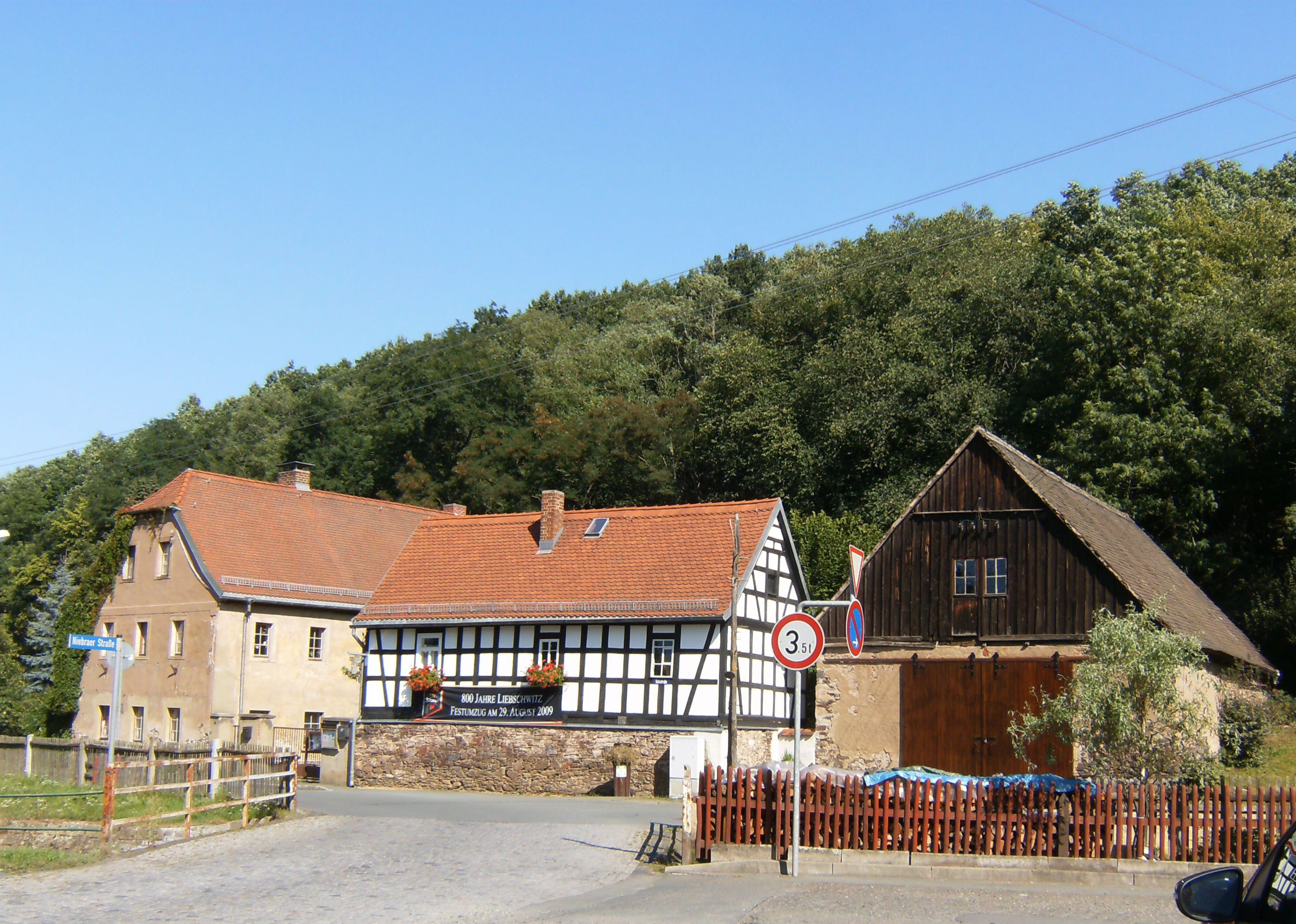
Liebschwitz

Folgende Gemeinden und Gemarkungen wurden nach Gera eingegliedert:
- 1. Oktober 1905: Bieblach
- 1. April 1912: Debschwitz
- 1. Januar 1919: Untermhaus mit dem 1897 eingemeindeten Cuba, sowie Pforten, Zwötzen, Leumnitz, Tinz, Milbitz, Thieschitz, Rubitz, Lusan und Oberröppisch (Oberröppisch wurde am 1. April 1925 wieder ausgemeindet)
- 1. Oktober 1922: Ernsee und Unterröppisch (Unterröppisch wurde am 1. April 1925 wieder ausgemeindet)
- 1. Oktober 1923: Windischenbernsdorf, Frankenthal und Scheubengrobsdorf sowie Töppeln und Laasen (beide Orte wurden am 1. Oktober 1924 wieder ausgemeindet)
- 1929: Staatsgut Tinz
- 1933: Teile von Poris-Lengefeld
- 1935: Cossenforst
- 1936: Rittergüter Hain und Roschütz
- 1. Juli 1950: Dürrenebersdorf, Kaimberg, Langenberg (Stadt), Langengrobsdorf, Liebschwitz, Lietzsch, Poris-Lengefeld, Roschütz, Röppisch, Taubenpreskeln, Zeulsdorf und Zschippern
- 1. April 1994: Aga (mit Großaga, Kleinaga, Lessen, Reichenbach und Seligenstädt), Cretzschwitz, Söllmnitz (mit Lauenhain und Wernsdorf), Roben (mit Rusitz und Steinbrücken), Hermsdorf und Falka (mit Großfalka, Kleinfalke, Wüstfalke, Niebra und Otticha)
- 1. Juli 1994: Röpsen (mit Dorna und Negis), Thränitz (mit Collis und Am Stern), Trebnitz (mit Laasen), Hain (mit Wachholderbaum und Pionierkaserne Gera), Weißig (mit Gorlitzsch und Schafpreskeln) und das aus Ronneburg umgegliederte Naulitz

Die Karte mit den Grenzen der Eingemeindungen nach Gera weist einige Abweichungen auf.

## Bevölkerung

### Bevölkerungsentwicklung

Bevölkerungsentwicklung von 1871 bis 2017

Die Einwohnerzahl der Stadt überschritt um 1959 die Grenze von 100.000, wodurch sie zur Großstadt wurde. Vor dem Fall der Mauer 1989 erreichte sie mit etwa 135.000 ihren höchsten Wert. In dieser Zeit war das Neubaugebiet Lusan weitestgehend fertiggestellt, und Bieblach-Ost befand sich im Bau. Seit Anfang der 1990er-Jahre fiel die Bevölkerungszahl rapide ab und lag Mitte der 2010er Jahre bei knapp über 90.000.
Sowohl die Prognosen des Thüringer Landesamtes für Statistik auf der Basis der 12. Koordinierten Bevölkerungsvorausberechnung, die eigene Bevölkerungs- und Haushaltsprognose der Stadt Gera 2009 als auch die Prognose der Bertelsmann Stiftung gingen seinerzeit davon aus, dass die Bevölkerung bis 2030 um weitere 15 % sinken werde, mithin auf rund 85.000. Der Bevölkerungsrückgang werde dabei weit weniger von Abwanderung bestimmt als vielmehr durch ein Geburtendefizit.
Durch die Zuwanderung infolge der Flüchtlingskrise ab 2015 sowie des russischen Überfalls auf die Ukraine seit 2022 nach Deutschland hat sich der Bevölkerungsrückgang in der Stadt Gera jedoch verlangsamt und schließlich zu einem Anstieg gewandelt. Am 31. Juli 2024 betrug die Anzahl der mit Hauptwohnsitz in Gera gemeldeten Einwohner 96.234. Das Durchschnittsalter lag bei 47,8 Jahre.
Zum Stichtag 31. Dezember 2023 waren von den 94.847 Einwohnern der Stadt Gera 12.653 Personen ausländische Staatsbürger, was einem Ausländeranteil von 13,3 % gleichkommt. Damit hat Gera unter allen kreisfreien Städten und Landkreisen im Freistaat Thüringen (nach Suhl) den zweithöchsten Ausländeranteil. Innerhalb Thüringens ist Gera jedoch die Stadt mit dem prozentual höchsten Zuwachs an Ausländern zwischen 2013 und 2023. Noch vor der Asylkrise 2015/2016 betrug der Ausländeranteil in Gera am 31. Dezember 2013 1,9 % – der niedrigste Wert unter allen kreisfreien Städten in Thüringen. Bis 2023 hat sich dieser Anteil auf mehr als das Sechsfache erhöht. Die 5 wichtigsten Hauptherkunftsländer waren hierbei die Ukraine, Syrien, Afghanistan, Rumänien und Polen.

### Religionen

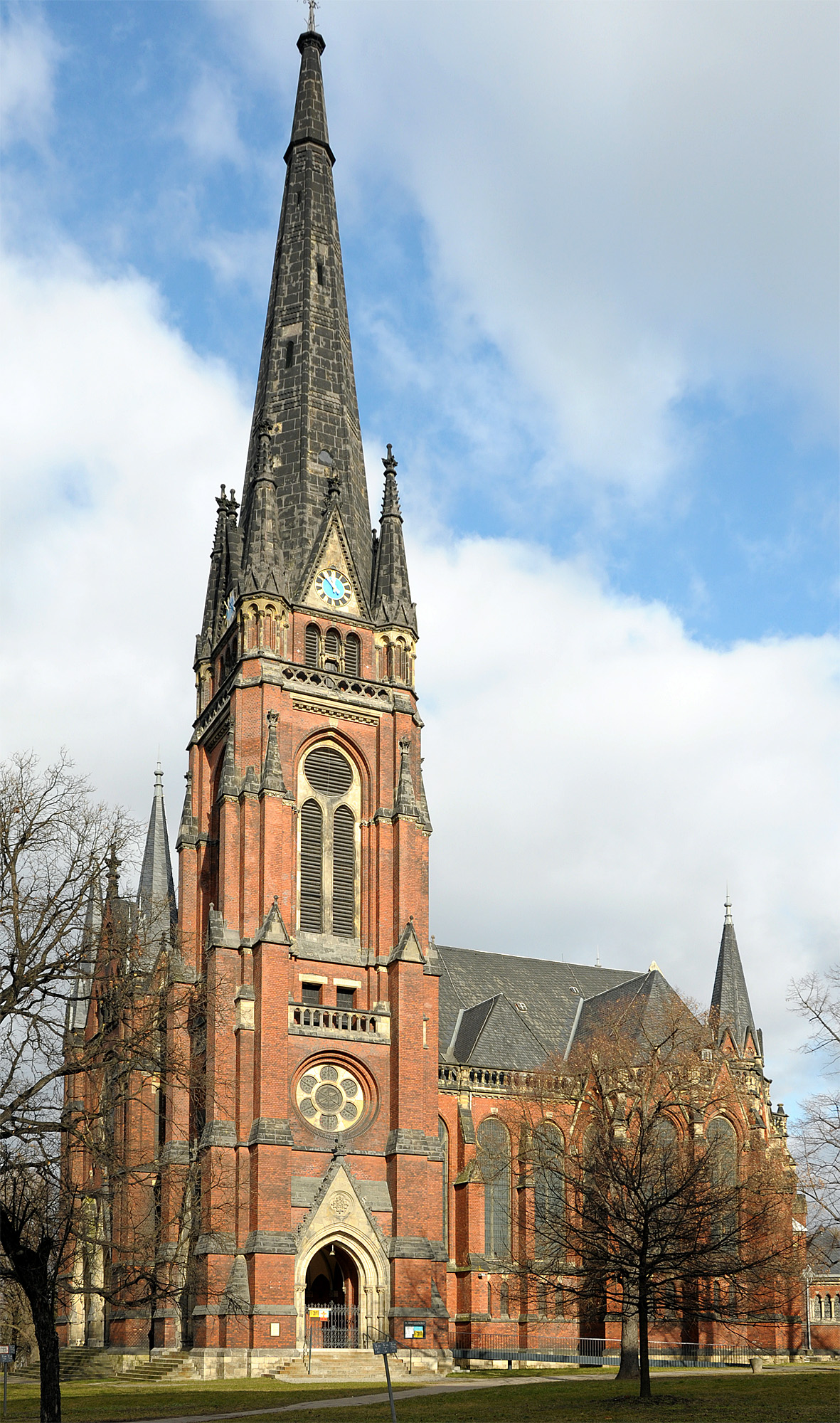
Die Johanniskirche

Gemäß offiziellen Daten des Zensus 2011 waren in Gera zu diesem Zeitpunkt 9,9 % der Einwohner evangelisch, 2,6 % katholisch. 87,4 % gehörten keiner der beiden großen christlichen Konfessionen an – damals der höchste Wert unter allen Landkreisen und kreisfreien Städten in Deutschland. Der Anteil der Protestanten und Katholiken an der Gesamtbevölkerung ist seitdem weitergesunken. Gemäß dem Zensus 2022 waren 8,3 % der Einwohner evangelisch, 2,4 % katholisch, und 89,4 % waren konfessionslos, gehörten einer anderen Glaubensgemeinschaft an oder machten keine Angabe.

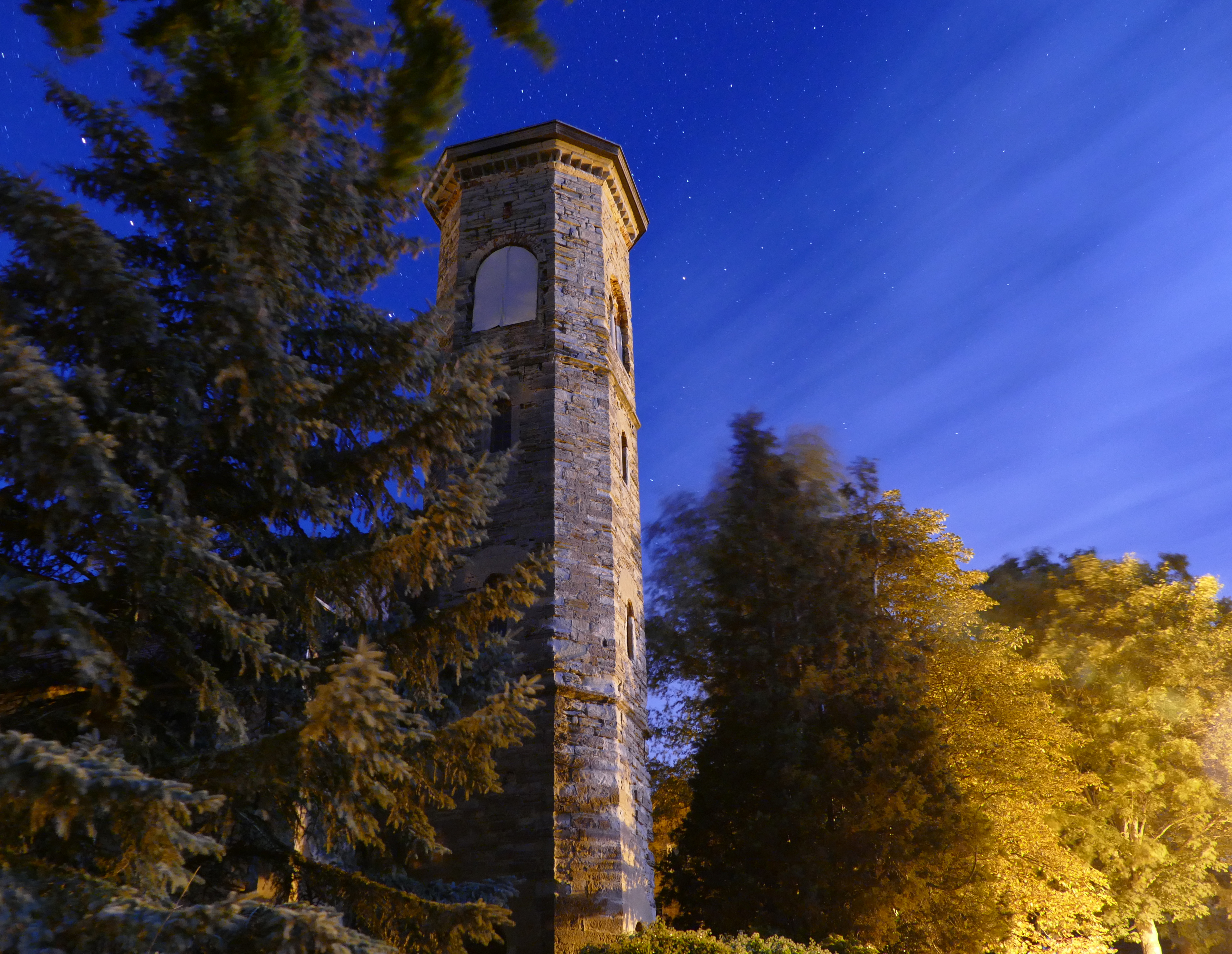
Dorfkirche in Wernsdorf, 2022

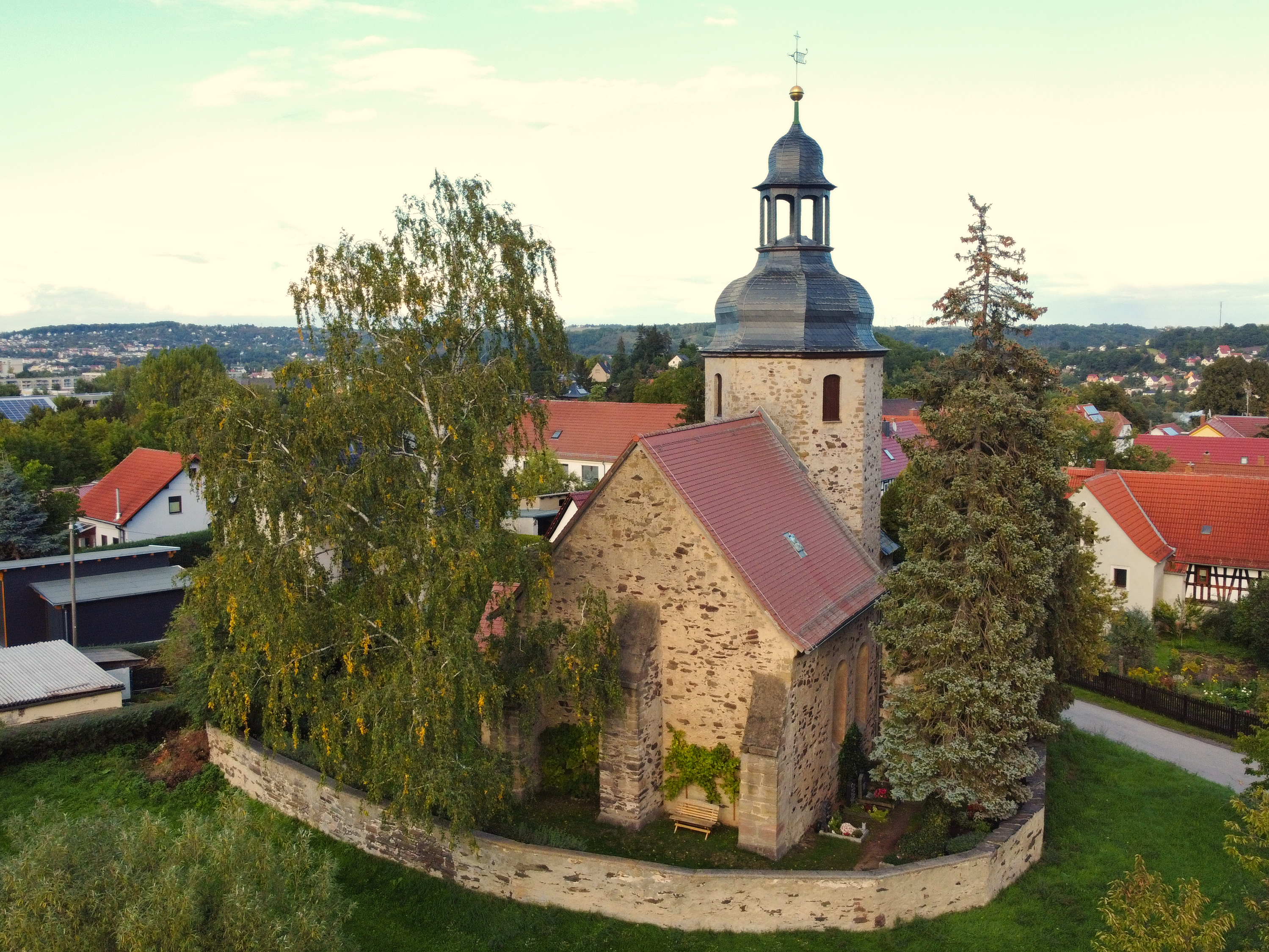
Evangelische Dorfkirche in Oberröppisch, 2022

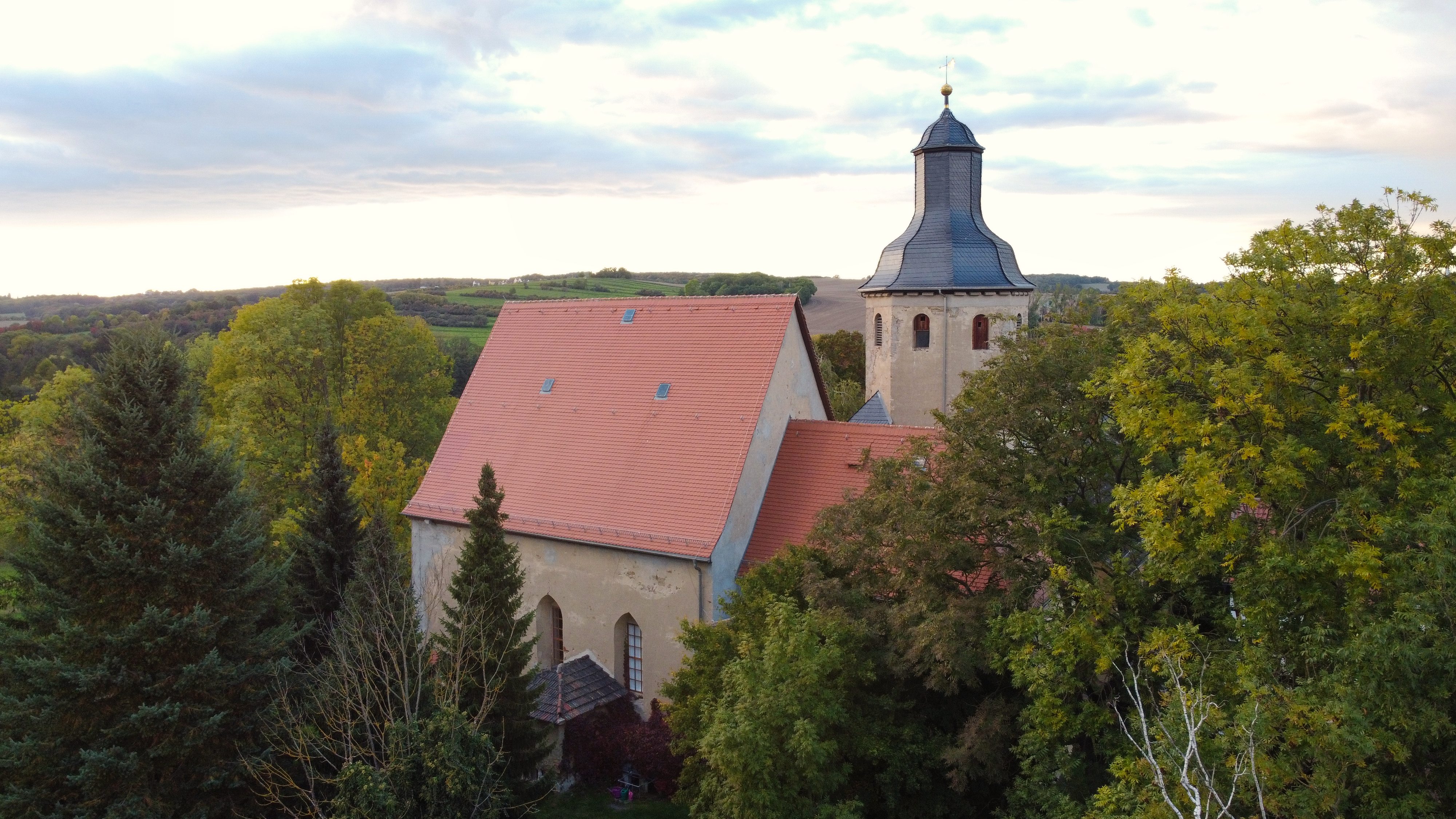
Dorfkirche in Dorna, 2022

Die Bevölkerung der Stadt Gera gehörte anfangs zum Bistum Naumburg. Das Stift Quedlinburg erließ wohl schon vor 1200 eine Kirchenordnung für die Stadt. Gera war Sitz eines Dekanats innerhalb des Archidiakonats Zeitz. 1533 wurde die Reformation eingeführt, nach der die Stadt über viele Jahrhunderte eine fast ausschließlich protestantische Stadt war, wobei das lutherische Bekenntnis vorherrschte. Die Kirche teilte die Geschicke der Landesherren von Reuß: Die kleine „Evangelisch-Lutherische Kirche des Fürstentums Reuß jüngere Linie“, deren Sitz sich in Gera befand, schloss sich 1920 mit sechs anderen Landeskirchen Thüringens zur „Thüringer Evangelischen Kirche“ zusammen, aus der sich später die Evangelisch-Lutherische Kirche in Thüringen entwickelte. Seit 2009 ist Gera Teil der fusionierten Evangelische Kirche in Mitteldeutschland. Innerhalb dieser Landeskirche ist Gera Sitz eines Regionalbischofs für den Propstsprengel Gera-Weimar sowie innerhalb dessen auch Sitz eines Superintendenten für den Kirchenkreis Gera. Die heute bestehenden 13 evangelisch-lutherischen Kirchengemeinden beziehungsweise Pfarrämter gehören somit alle zur Superintendentur Gera.
Im 19. Jahrhundert zogen auch wieder Katholiken in die Stadt. 1894 gründeten sie erneut eine eigene Kirchengemeinde und erbauten die Kirche St. Elisabeth, zu der auch die Katholiken benachbarter Städte und Gemeinden gehörten. Bereits 1903 wurde in der Nicolaistraße 4 in Gera die dortige Fabrikhalle zur Kirche umgebaut und geweiht. Die Kirche erhielt als Schutzpatronin die Heilige Elisabeth von Thüringen. 100 Jahre nach der Einweihung der „St. Elisabeth“-Kirche war die Bausubstanz der einstigen Fabrikhalle nicht mehr sanierfähig. So entschloss die Gemeinde, ein nahegelegenes Grundstück mit einem sanierungsfähigen Gründerzeit-Gemeindehaus und dem Bauplatz für einen Kirchenneubau zu erwerben. Das Gemeindehaus wurde nach komplexen Umbauten im November 2000 eingeweiht, die neu erbaute Kirche konnte im November 2003 geweiht werden. Seit 2018 gehören zur Pfarrei St. Elisabeth neben der Hauptkirche auch die 1985 geweihte Hl.-Maximilian-Kolbe-Kirche in Lusan sowie die Kirchen Mariä Verkündigung (Eisenberg), St. Josef (Hermsdorf), St. Nikolaus (Kahla), Maria Geburt (Ronneburg) und St. Jakobus (Stadtroda). Die St.-Jakobus-Kirche in Langenberg von 1989 wurde 2021 profaniert. Die Stadt ist heute Sitz eines Dekanats innerhalb des Bistums Dresden-Meißen.
Daneben gibt es auch noch Gemeinden, die zu Freikirchen gehören, darunter die Evangelisch-Freikirchliche Gemeinde (Baptisten), die Evangelisch-methodistische Kirche, die Freie evangelische Gemeinde, die Adventgemeinde, die Evangelische Christengemeinde (Pfingstgemeinde), die Benjamin-Gemeinde (Forum Leben) und die Christliche Gemeinde.
Ferner sind eine Neuapostolische Kirche, eine Gemeinde der Apostolischen Gemeinschaft und die Zeugen Jehovas in Gera vertreten.
Es existieren weiter eine von einem Moscheeverein getragene Moschee und ein buddhistisches Diamantweg-Zentrum. Dem Judentum gehörten während der Weimarer Republik etwa 500 Personen an; bis zur Reichspogromnacht im November 1938 bestanden eine Synagoge im Hotel „Kronprinz“ an der Schülerstraße und eine orthodoxe Synagoge in der Hospitalstraße (heute Karl-Liebknecht-Straße). Nach 1945 wurde in Gera noch einmal eine jüdische Gemeinde gegründet, die sich jedoch nach wenigen Jahren wegen geringer Mitgliederzahl auflöste. Heute gehört Gera der Jüdischen Landesgemeinde Thüringen an.

## Politik

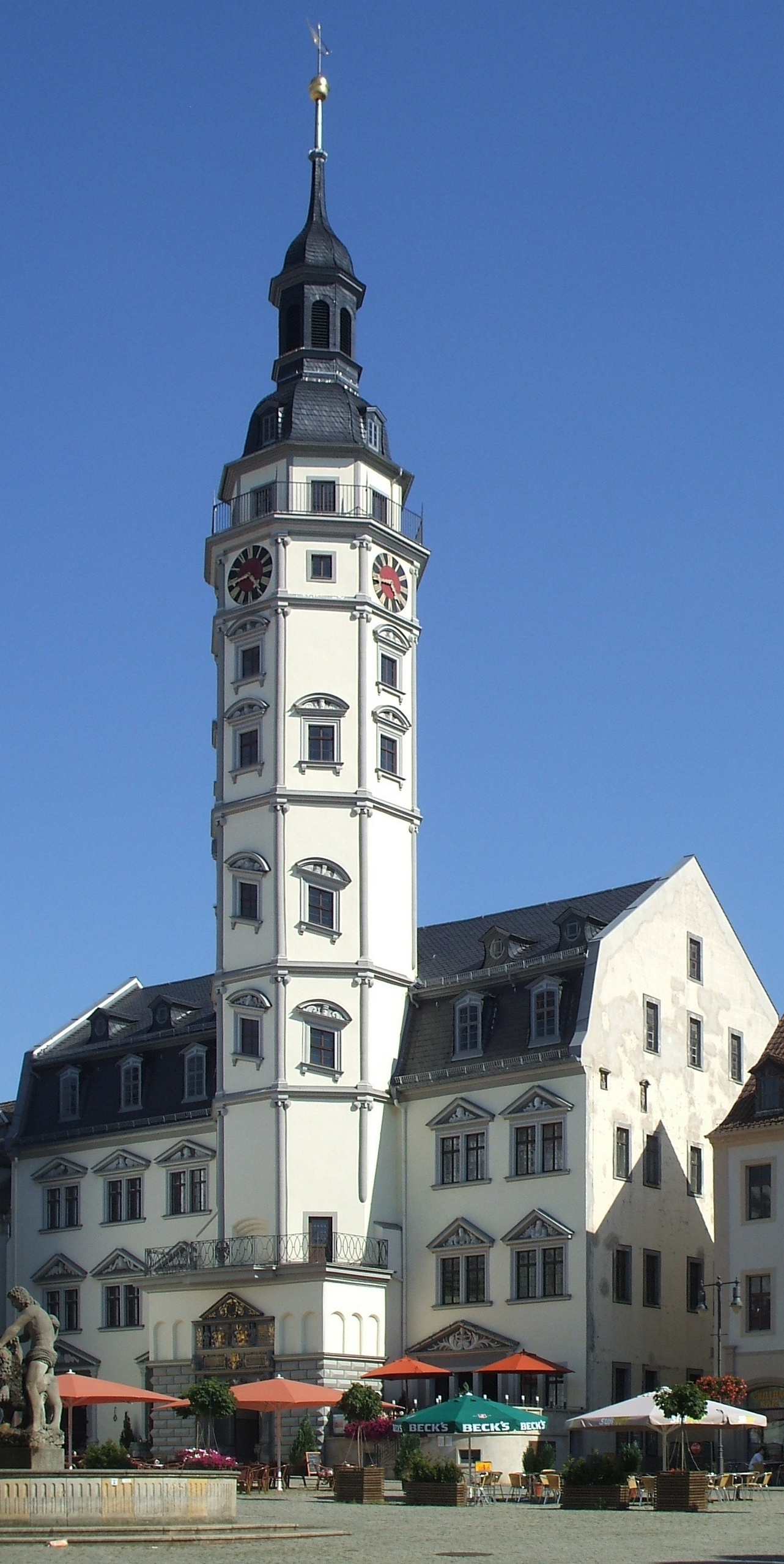
Rathaus Gera

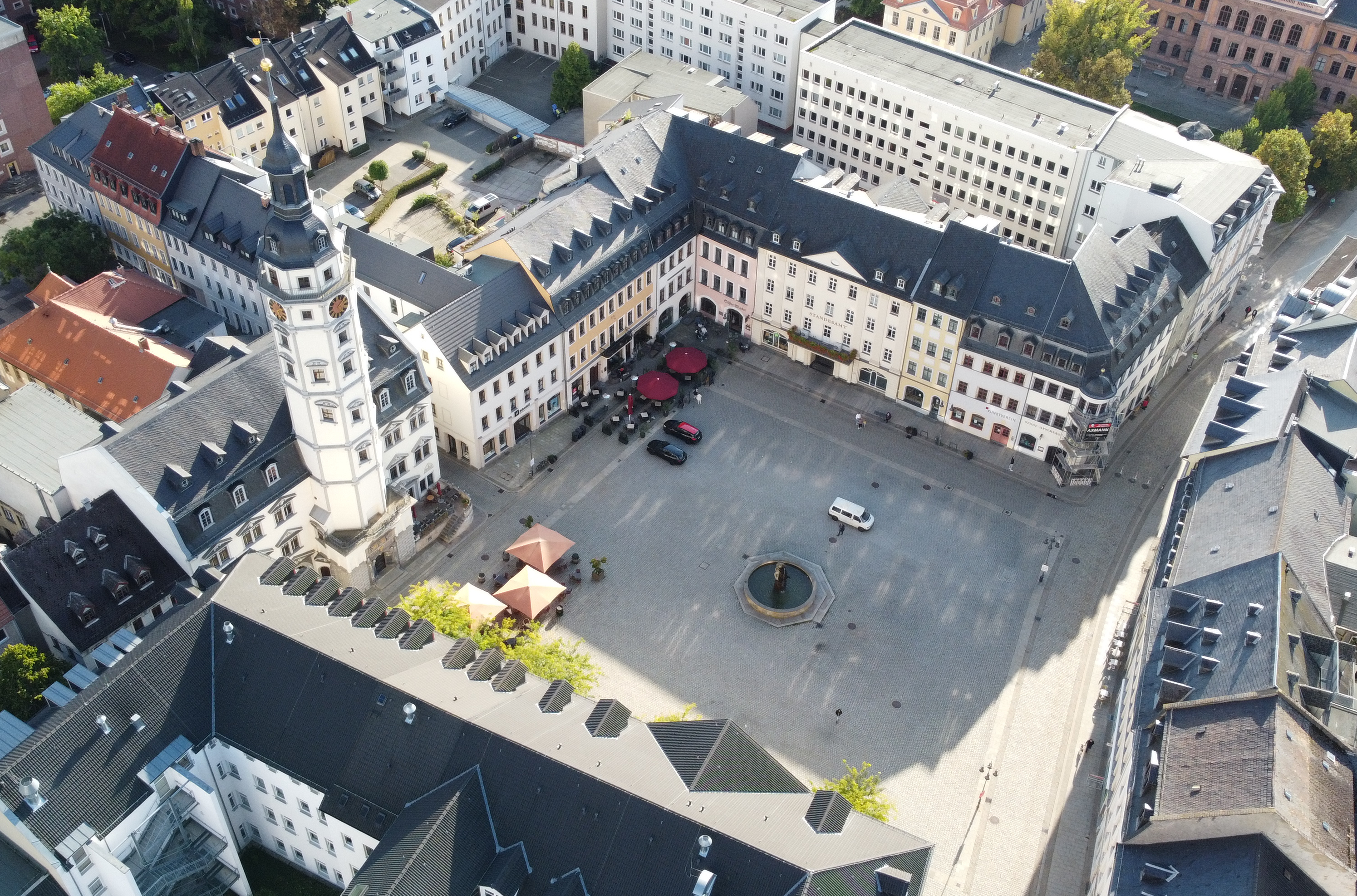
Markt mit Rathaus, 2022

### Historische Entwicklung
An der Spitze der Stadt Gera stand im 13. Jahrhundert ein cultetus des Stifts Quedlinburg, zu dem die Stadt seinerzeit gehörte. 1306 wurde das Schulzenamt den Vögten und Herren von Gera übertragen. Seit 1360 ist ein Rat nachweisbar. Im 15. Jahrhundert gab es mehrere Räte, zu denen jeweils ein Bürgermeister gehörte. Der regierende Rat besorgte die laufende Verwaltung, der sitzende Rat war für die Gerichtsbarkeit zuständig, und der ruhende beziehungsweise alte Rat wurde zu wichtigen Angelegenheiten hinzugezogen. Ab 1618 gab es noch zwei Kollegien, später wieder drei, und gegen Ende des 18. Jahrhunderts gab es zwei Bürgermeister, von denen der juristische Bürgermeister vom Landesherrn eingesetzt wurde. 1832 erhielt Gera eine neue Stadtverfassung. An der Spitze stand danach ein Oberbürgermeister, der ab 1933 von der NSDAP eingesetzt wurde. Nach dem Zweiten Weltkrieg bildeten die sowjetischen Besatzer den Rat der Stadt mit einem Oberbürgermeister. Freie Wahlen gab es in der Zeit der Sowjetischen Besatzungszone und der DDR bis 1989 nicht.
Erst seit der Kommunalwahl 1990 wurde das nach der Wiedervereinigung Deutschlands als Stadtrat bezeichnete Gremium wieder frei gewählt. Es wird vom „Stadtratsvorsitzenden“ geführt und wählte anfangs auch den Oberbürgermeister.
Einige Stadtteile haben außerdem einen Ortsteilrat mit einem Ortsteilbürgermeister als Vorsitzendem.
Gera gilt seit einigen Jahren als Hochburg der AfD, deren Landesverband in Thüringen vom Verfassungsschutz als rechtsextrem eingestuft wird, sowie als "Hotspot der rechtsextremen Szene".

### Stadtrat
Nach der Kommunalwahl vom 26. Mai 2024 verteilen sich die 42 Sitze im Geraer Stadtrat wie folgt:
| Stadtratswahl Gera 2024Wahlbeteiligung: 58,5 % 403020100 35,116,415,912,36,25,93,32,01,71,3keine AfDCDUBGcLinkeBFGeSPDGrünePARTEILAiFDPSonst.Gewinne und Verlusteim Vergleich zu 2019 %p 16 14 12 10 8 6 4 2 0 −2 −4 −6 −8−10−12−14−16−18−20+6,3+3,5+15,9−6,0+6,2−0,5−3,4−0,7−1,2−1,4−18,6AfDCDUBGLinkeBFGSPDGrünePARTEILAFDPSonst.Anmerkungen:c Bündnis Gerae Bürgerschaft FÜR GERAi Liberale Allianz | Sitzverteilung im Stadtrat Gera seit 2024Insgesamt 42 Sitze - Linke: 5 - PARTEI: 1 - SPD: 2 - Grüne: 1 - BG: 7 - BFG: 3 - LA: 1 - CDU: 7 - AfD: 15 |

### Oberbürgermeister
In der Stadtgeschichte von Gera existiert seit 1852 die Amtsbezeichnung Oberbürgermeister für das Stadtoberhaupt.
Seit 1994 wird der Oberbürgermeister für sechs Jahre direkt von den Einwohnern gewählt; erhält im ersten Wahlgang kein Kandidat die absolute Mehrheit, findet zwischen den beiden bestplatzierten Bewerbern eine Stichwahl statt. Der erste direkt gewählte Oberbürgermeister wurde Ralf Rauch (parteilos; 1994–2006), dem als bislang einzigem sechs Jahre später die Wiederwahl gelang. Ihm folgten Norbert Vornehm (SPD, 2006–2012), Viola Hahn (parteilos, 2012–2018), Julian Vonarb (parteilos, 2018–2024) und Kurt Dannenberg (CDU, seit 2024).

### Ergebnisse bei Bundes- und Landtagswahlen
Auf Bundesebene gehört Gera seit der Bundestagswahl 2017 dem Bundestagswahlkreis Gera – Greiz – Altenburger Land an; zuvor war es Teil des Bundestagswahlkreises Gera – Jena – Saale-Holzland-Kreis. Bei den acht Bundestagswahlen seit 1994 erreichten CDU, SPD, Linke und AfD jeweils zweimal in der Stadt Gera das beste Zweitstimmenergebnis. Bei den Bundestagswahlen 2021 und 2025 erhielt der in Gera lebende Stephan Brandner (AfD) die meisten Erststimmen.
Bei Landtagswahlen in Thüringen ist Gera in die Wahlkreise Gera I (nördliche Stadtteile) und Gera II (südliche Stadtteile) unterteilt. Nach der Wiedervereinigung konnte stets die CDU die Direktmandate für Gera gewinnen, musste diese zur Landtagswahl 2004 und fortan an Die Linke (bzw. ihre Vorgängerpartei PDS) abtreten. Seit 2014 entwickelt sich Gera zu einer „Hochburg“ der AfD. Zur Landtagswahl 2019 gingen das Direktmandat für Gera II, 2024 dann beide Geraer Direktmandate an deren Kandidaten, Dieter Laudenbach und Wolfgang Lauerwald.

### Städtepartnerschaften
Gera unterhält Städtepartnerschaften mit folgenden elf Städten:
- Saint-Denis (Frankreich), seit 1959, erneuert 1996
- Sliwen (Bulgarien), seit 1965
- Skierniewice (Polen), seit 1965
- Pskow (Russland), seit 1969, erneuert 1996
- Kuopio (Finnland), seit 1972
- Arnhem (Niederlande), seit 1987, erneuert 1991
- Rostow am Don (Russland), seit 1987
- Nürnberg (Deutschland), seit 1988, erneuert 1990 und 1997
- Fort Wayne (Vereinigte Staaten), seit 1992
- Timișoara (Rumänien), seit 1998
- Goražde (Bosnien und Herzegowina), seit 2002

Die ehemals gepflegte Partnerschaft mit  Pilsen (Tschechien) besteht nicht mehr, da nach Angaben von tschechischer Seite aus dem Jahr 2022 kein Kooperationsvertrag bestehe und eine Grundlage für eine Zusammenarbeit nicht gegeben sei.

## Kultur und Sehenswürdigkeiten

### Theater und Kino

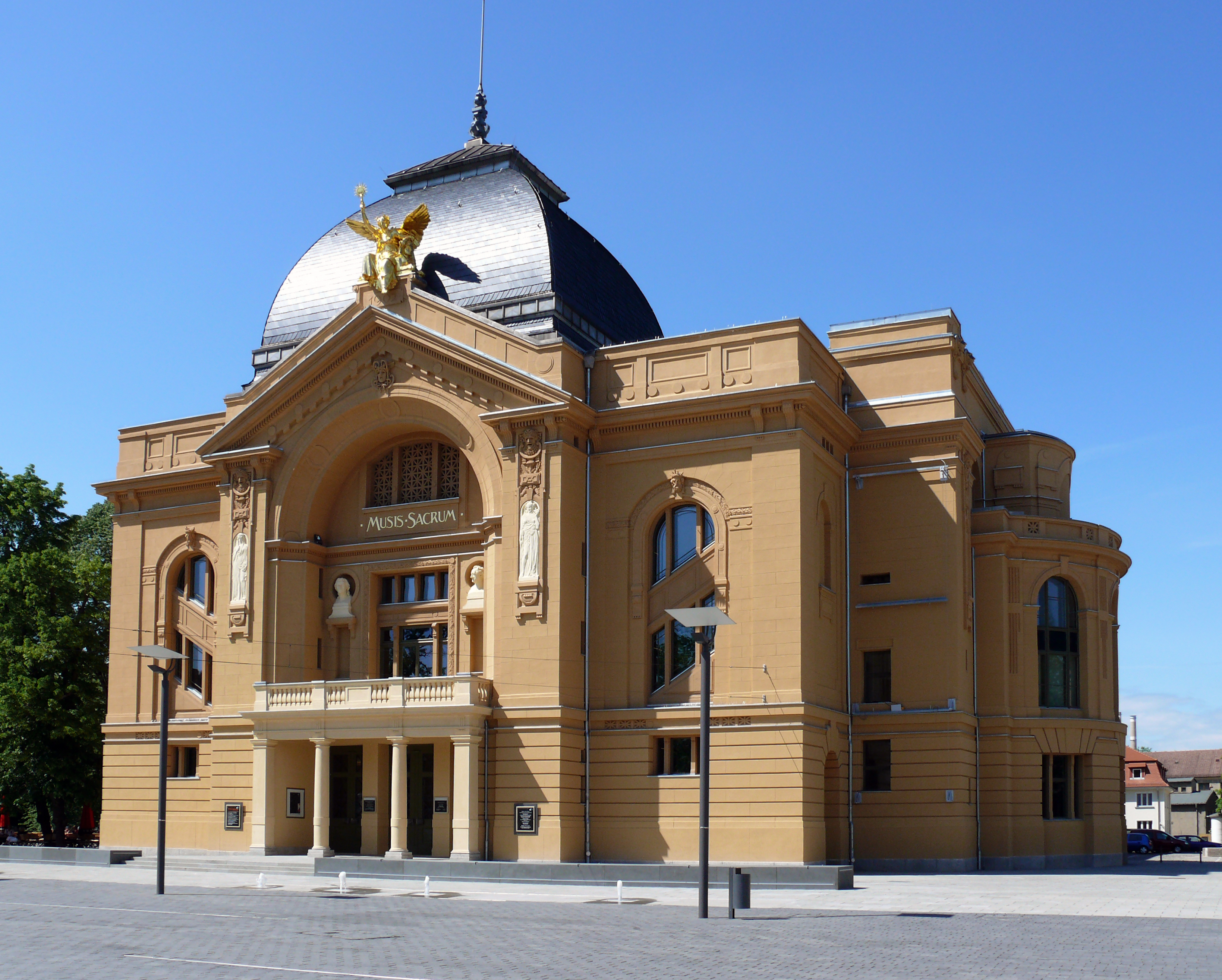
Theater in Gera

Die Bühnen der Stadt Gera fusionierten 1996 mit dem Landestheater Altenburg zum Theater Altenburg-Gera. Dieses trug von 2006 bis 2019 den Namen Theater & Philharmonie Thüringen; seit 2019 firmiert die fusionierte Theater GmbH unter dem Namen Theater Altenburg Gera. Die Geraer Spielstätten sind Großes Haus, Bühne am Park, Kleines Theater im Zentrum sowie die TheaterFABRIK Gera. Im Großen Haus ist sowohl der Theatersaal als auch ein separater Konzertsaal untergebracht. Generalintendant ist seit 2011 Kay Kuntze, kaufmännischer Geschäftsführer seit 2015 Volker Arnold.
1938 gab es fünf verschiedene Kinos in Gera, von denen das Palasttheater am Amthordurchgang mit 1150 Plätzen für eine Veranstaltung das größte war. Die beiden nach der Wiedervereinigung noch verbliebenen Kinos schlossen Ende 1997, als die moderne UCI-Kinowelt eröffnet wurde.
Im November 2014 wurde das Metropol-Kino als Programmkino wiedereröffnet. Die UCI-Kinowelt wurde nach 23 Jahren im Zuge der Corona-Maßnahmen geschlossen und danach nicht wieder geöffnet.
Bekannt auch über die Stadtgrenzen ist das Kabarett Fettnäppchen direkt unter dem Rathaus.
Größere Veranstaltungen finden im 1981 eröffneten Kultur- und Kongresszentrum Gera im Stadtzentrum statt.

### Museen

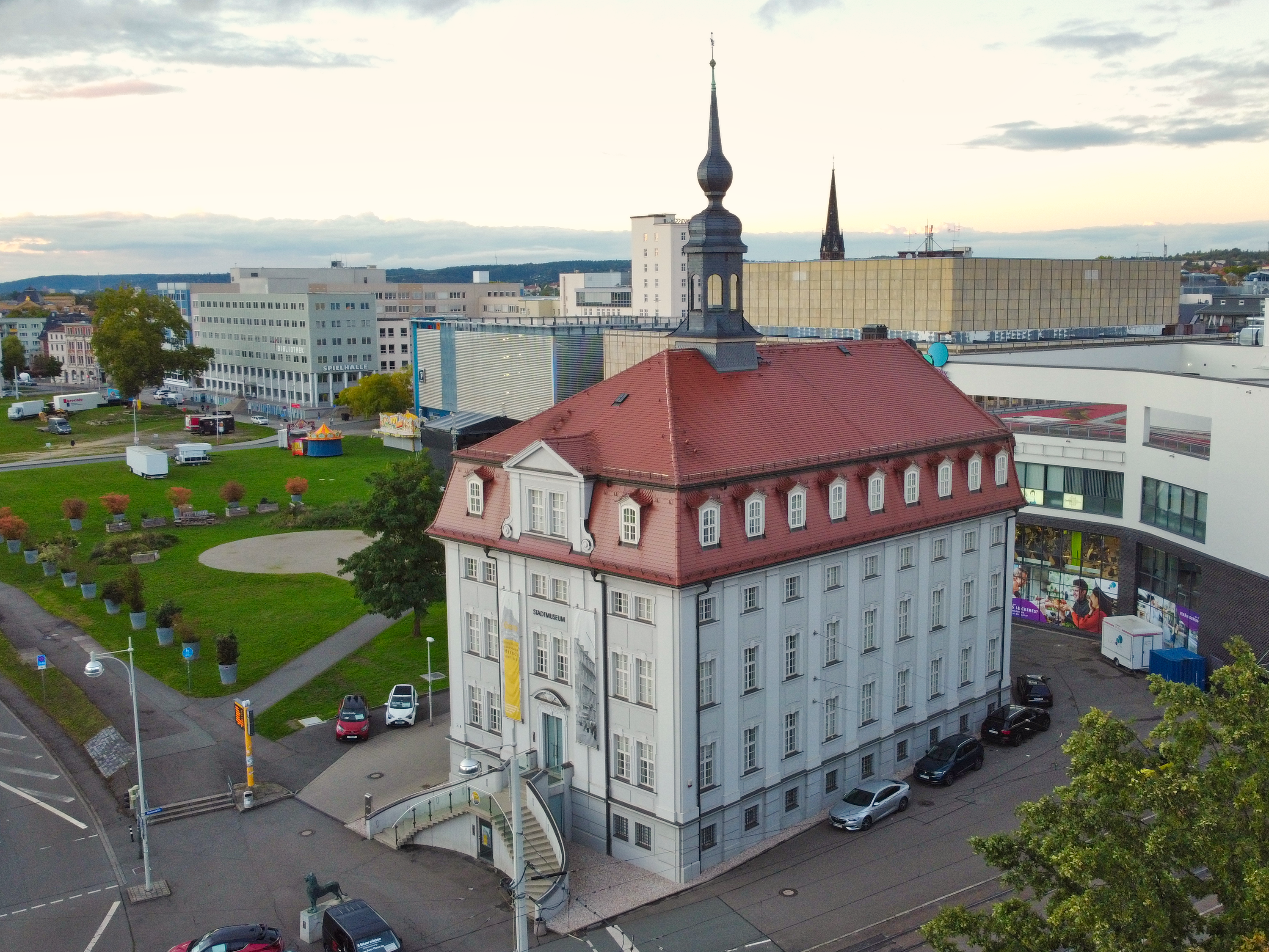
Das Stadtmuseum, 2022

Gera besitzt vier städtische Museen, die alle in historischen Gebäuden untergebracht sind.

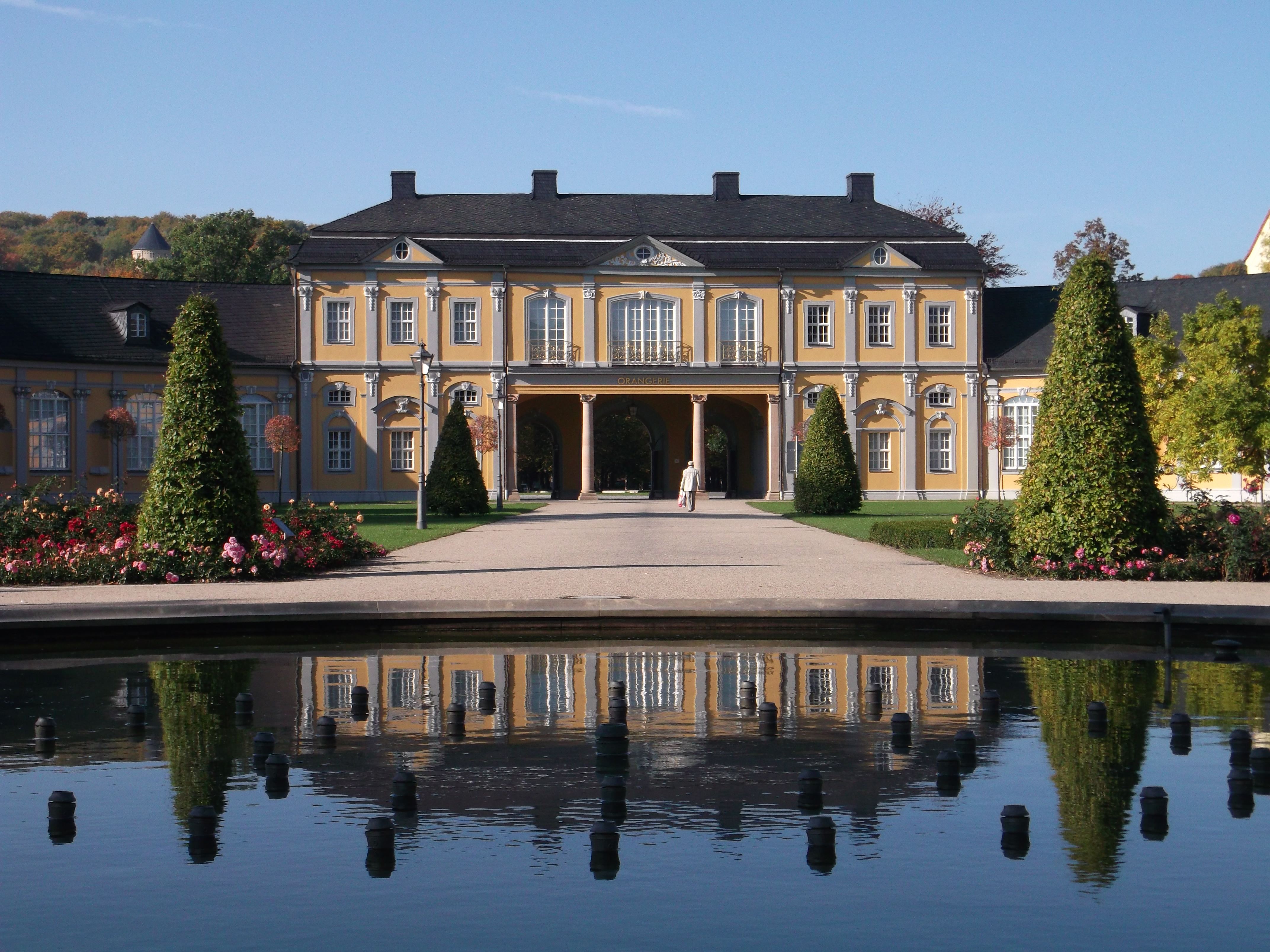
Orangerie (Gera)

- Das Stadtmuseum im ehemaligen Zucht- und Waisenhaus, gegründet 1878, beschäftigt sich mit der Stadtgeschichte. Daneben betreibt das Stadtmuseum die Historischen Höhler unter dem Nicolaiberg, wo in den Jahren 1986 bis 1989 zehn der Geraer Höhler der Öffentlichkeit zugänglich gemacht wurden.
- Die Kunstsammlung Gera wurde 1972 in der ehemaligen fürstlichen Orangerie eröffnet. 1991 kam das Otto-Dix-Haus hinzu, das anlässlich des 100. Geburtstags des Malers zum zweiten Museum der Geraer Kunstsammlung umgebaut worden war.
- Im ehemaligen Schreiberschen Haus in der Altstadt befindet sich seit 1956 das Museum für Naturkunde. Weiterhin gehören zum Naturkundemuseum der unter dem Haus befindliche Höhler Nr. 188, in dem Mineralienausstellungen stattfinden, sowie der Botanische Garten.
- Das Museum für Angewandte Kunst wurde 1984 im ehemaligen Ferberschen Haus eingerichtet.

Daneben gibt es noch einige kleinere Museen und Sammlungen von Privatleuten oder Unternehmen, wie das Straßenbahnmuseum der Geraer Verkehrsbetrieb GmbH.

### Vormaliger Kunstpreis der Stadt Gera
Die Stadt vergab in der Zeit der DDR den Kunstpreis der Stadt Gera.

### Bauwerke

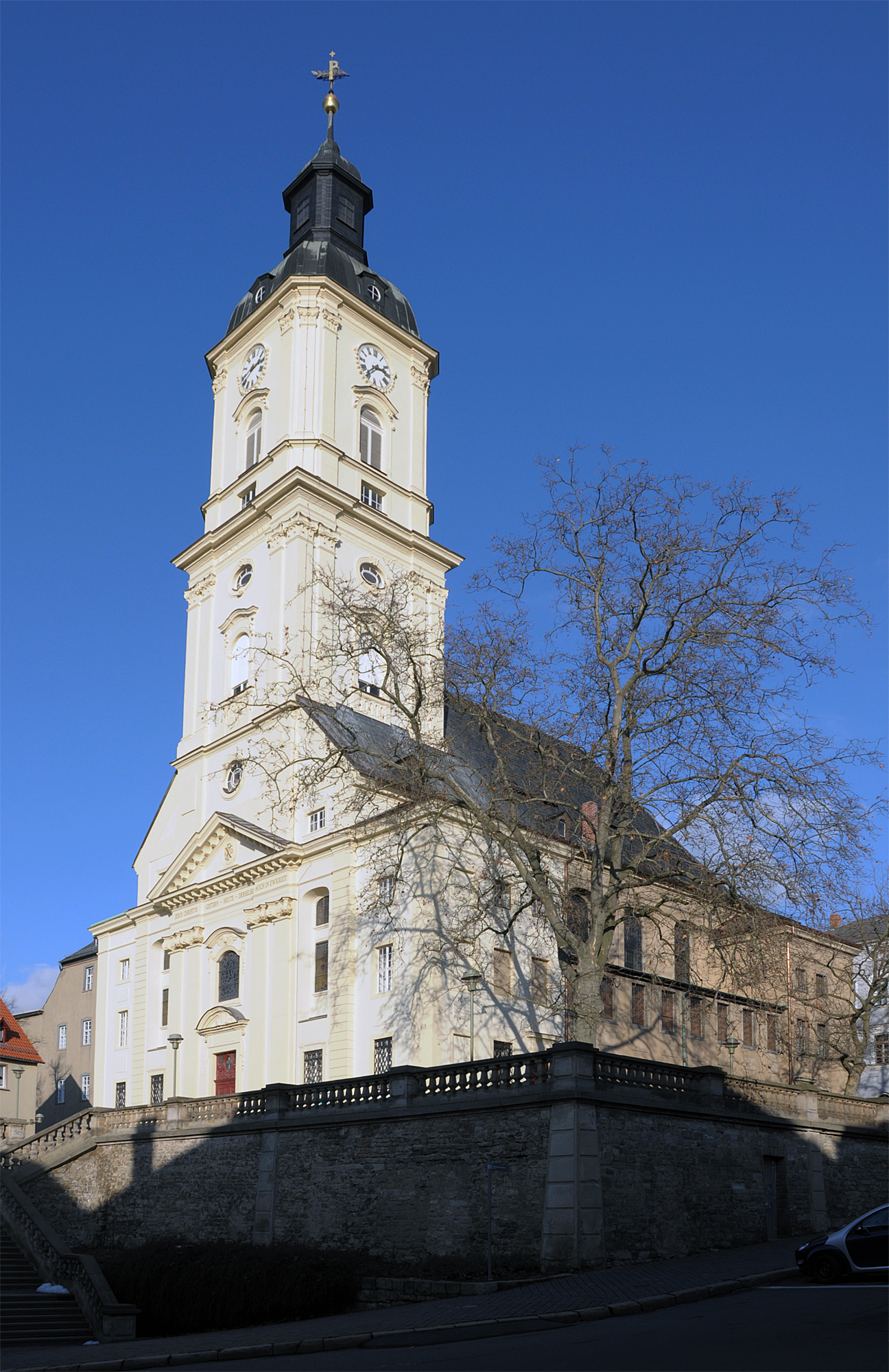
Salvatorkirche

Beinahe die Hälfte der Gebäude Geras stammt aus der Zeit von vor dem Zweiten Weltkrieg. Das historische Zentrum der Stadt bildet bis heute der Markt mit dem 1576 eingeweihten Geraer Rathaus, dem barocken Simsonbrunnen und der Stadtapotheke. Das 1686/88 auf Fundamenten eines im Bruderkrieg 1450 zerstörten Freihauses erbaute sogenannte Schreibersche Haus auf dem Nicolaiberg war das einzige Gebäude, welches den großen Stadtbrand 1780 überstand. Am Stadtgraben sind Reste der Stadtmauer mit Wehrturm erhalten geblieben. Durch mehrfache Zerstörungen und die Stadtbrände (1450, 1639, 1686, 1780), das Wachstum der Stadt während der Industrialisierung, die Bombardierungen des Zweiten Weltkriegs und schließlich die Stadtumbauten in der DDR sind in Gera nur wenige Bauwerke aus der Zeit vor dem 18. Jahrhundert erhalten. Seit Ende der 1990er-Jahre wurde ein Großteil der historischen Bausubstanz im Stadtzentrum und in den angrenzenden Stadtteilen restauriert.

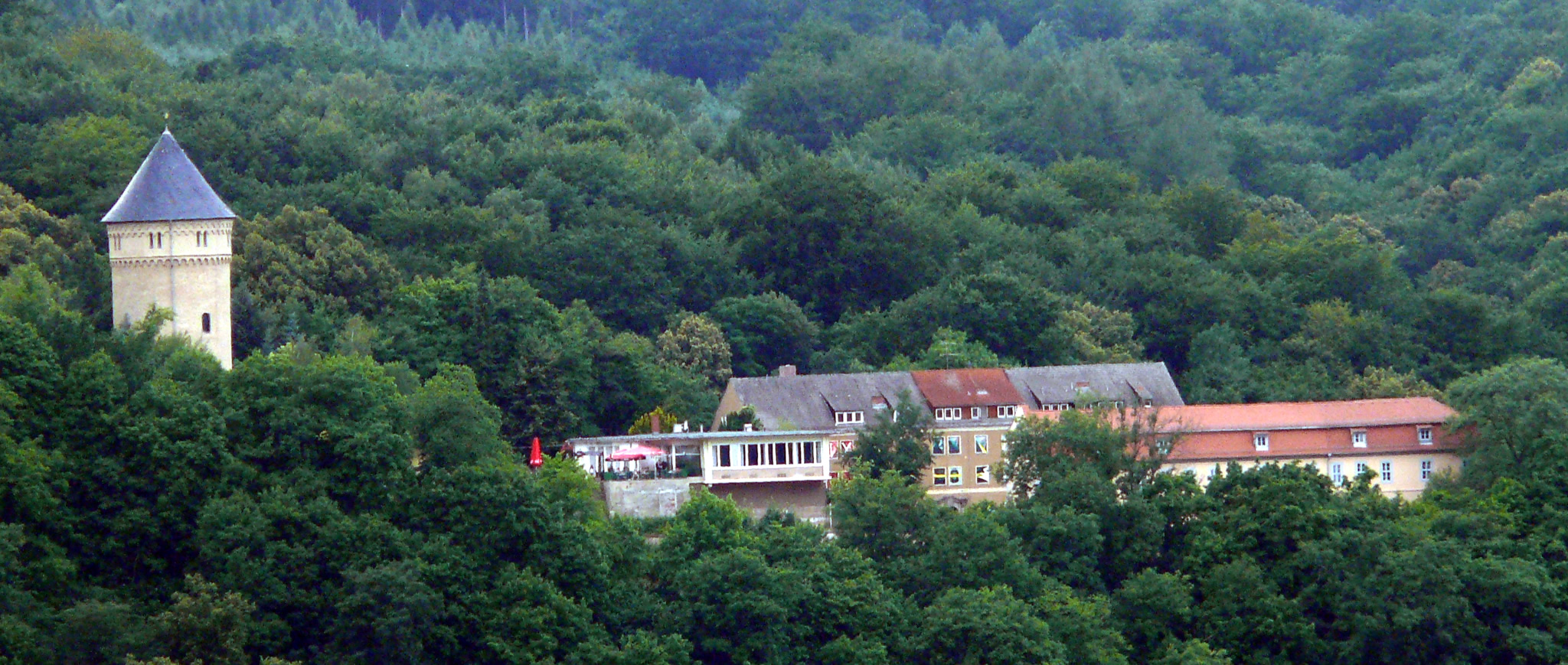
Reste von Schloss Osterstein

Bekannte historische Kirchengebäude in Gera sind im Stadtzentrum die Salvatorkirche (Barock mit Jugendstil-Interieur), die Johanniskirche (Neogotik) und die Trinitatiskirche (Renaissance, Neogotik) sowie in Untermhaus die Marienkirche (Spätgotik). Bedeutende sakrale Bauwerke in den weiter außerhalb gelegenen Ortsteilen sind die Dorfkirchen von Langenberg (romanisch-gotisch), Kaimberg (barock), Lusan (romanisch-gotisch) und Alt-Taubenpreskeln (gotisch).
Auf dem Hainberg oberhalb des Stadtteils Untermhaus finden sich der ehemalige romanische Bergfried aus dem 12. Jahrhundert sowie Reste von Wirtschaftsgebäuden und des Schlosshofes des ehemaligen fürstlichen Residenzschlosses von Reuß jüngere Linie (Schloss Osterstein). Vom Bergfried aus bietet sich ein weitreichender Blick über die Stadt Gera und das Kernareal der Bundesgartenschau von 2007 mit dem Hofwiesenpark. Das Schloss Osterstein wurde bei einem Bombenangriff am 6. April 1945 zerstört. Das Areal mit dem Bergfried, Ruinen und einem zur DDR-Zeit gebauten Restaurant entwickelte sich zu einem beliebten Ausflugsziel und wird auch für kulturelle Ausstellungen genutzt. In Tinz befindet sich ein barockes Wasserschloss von 1745.

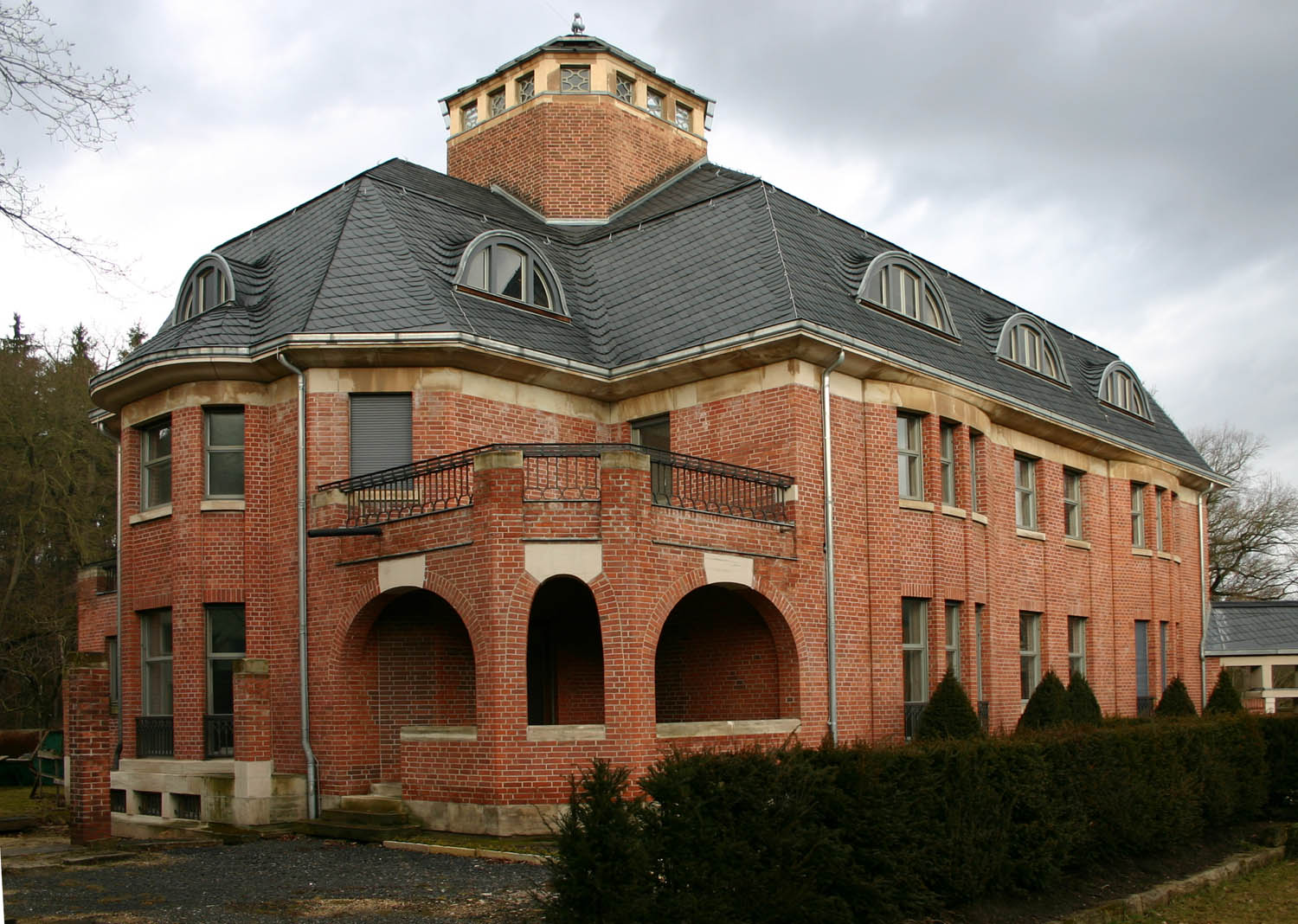
Haus Schulenburg

Eine Besonderheit Geras sind die Geraer Höhler. Diese Tiefkeller unter den eigentlichen Kellern der Häuser in der historischen Altstadt entstanden im 17. und 18. Jahrhundert. Hier wurde das von den Bürgern gebraute Bier gelagert. Nach dem damaligen Stadtrecht war das Braurecht an Hausbesitz innerhalb der Stadt gekoppelt. Die Höhler waren nicht miteinander verbunden und nur vom Haus bzw. Keller darüber zugänglich. Später gerieten die Höhler in Vergessenheit. Einige von ihnen wurden im Zweiten Weltkrieg als Luftschutzbunker genutzt und im Zuge dessen miteinander verbunden.

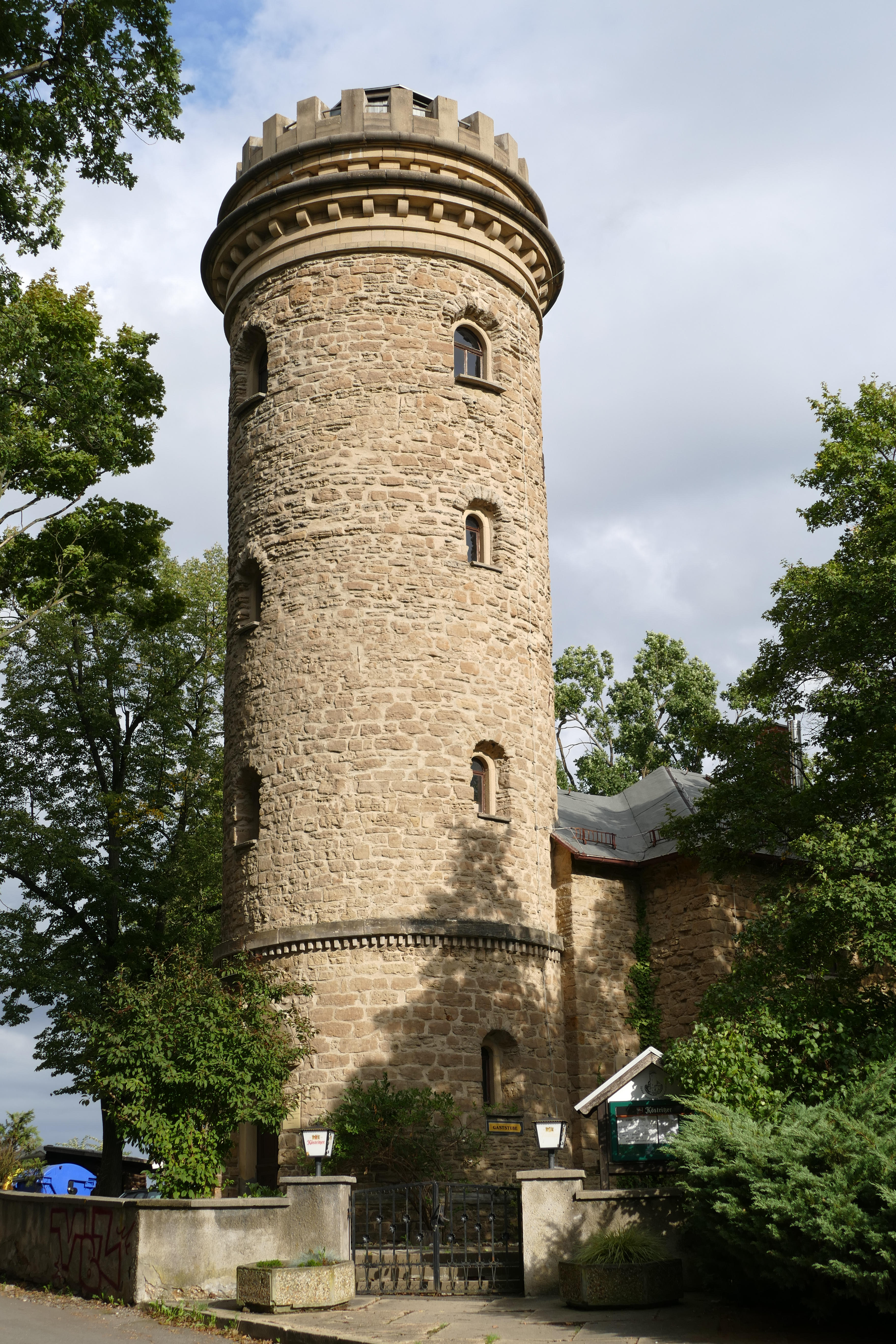
Der Ferberturm, 2022

Bekannt ist Gera für die durch die einstige Bedeutung als Industriestadt bedingte hohe Anzahl von Villen. Sie sind vor allem nördlich und westlich des Stadtzentrums in den Stadtteilen Untermhaus und Heinrichsgrün sowie im Bereich Berliner Straße/Friedrich-Engels-Straße zu finden. Besonders bekannt sind das Haus Schulenburg von Henry van de Velde und die Villa Jahr.
Auffälliges Bauwerk und einprägsame Landmarke waren über Jahre die 3 Essen des ehemaligen Heizkraftwerks Gera-Nord. Bis Ende 2010 waren sie vollständig abgerissen. An sie erinnert heute ein 30 m hohes Fassadenbild an der Giebelseite eines elfgeschossigen Wohnhauses in der Berliner Straße.
Ca. 500 m nördlich des Waldklinikums Gera steht auf der Metzhöhe des Weinberges der 24 m hohe Gladitschturm. Dieser achteckige Aussichtsturm wurde 1897 vom Geraer Verschönerungsverein errichtet und bietet eine 20 m hohe Aussichtsplattform, die jedoch seit mehreren Jahren wegen Baufälligkeit nicht bestiegen werden kann.

### Parks und Gärten

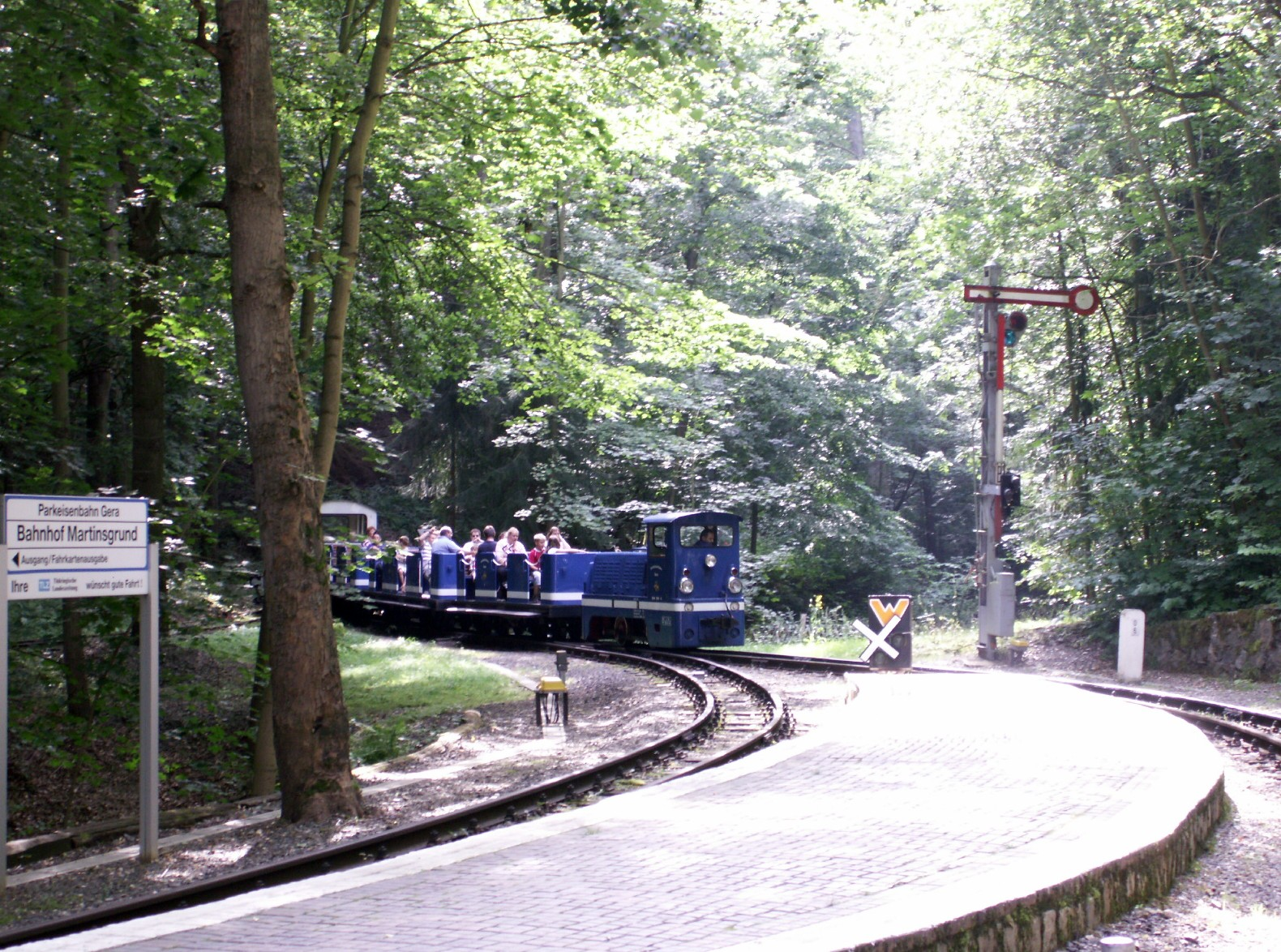
Parkeisenbahn im Tierpark Gera

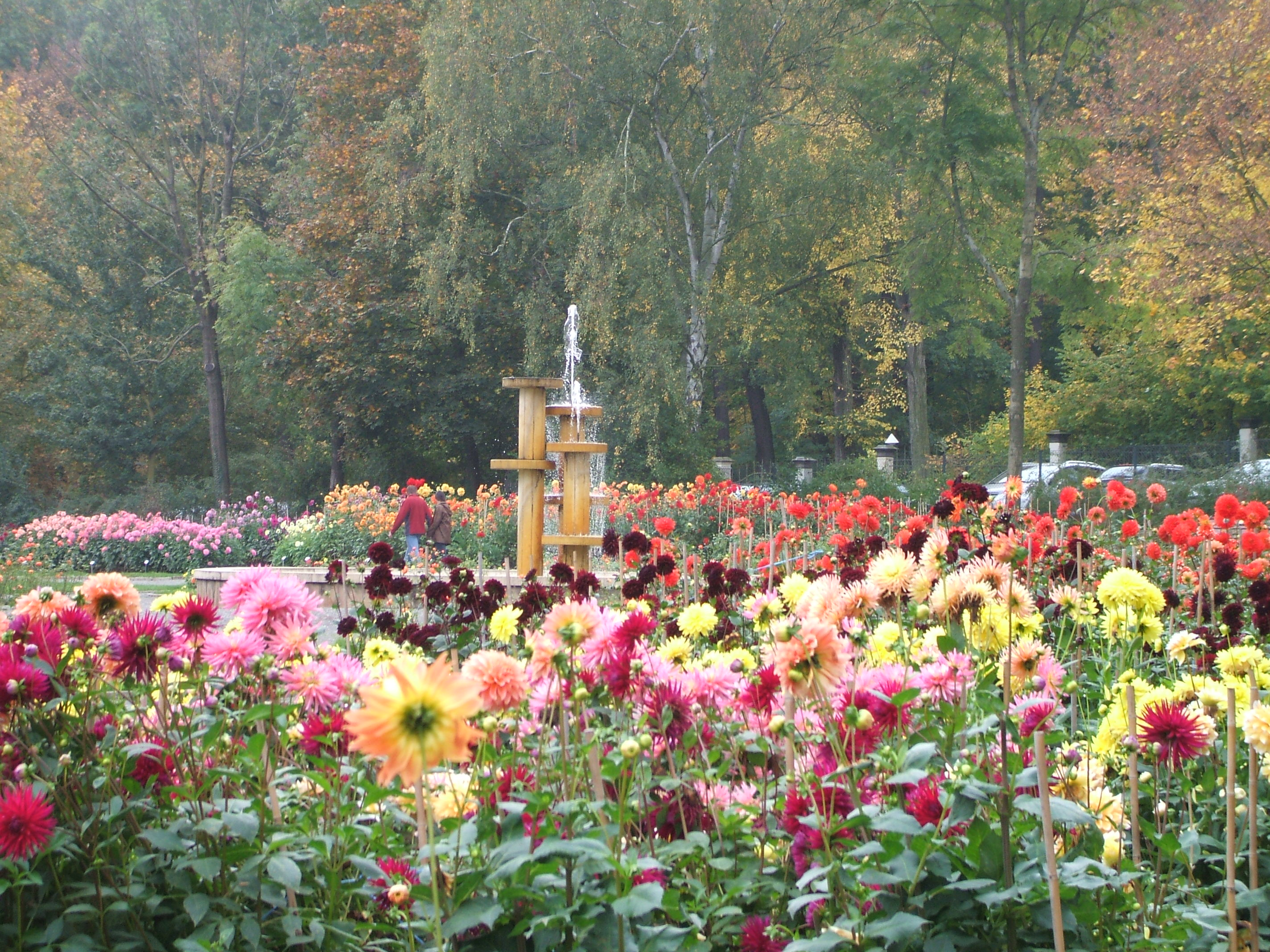
Der Dahliengarten zur Zeit der herbstlichen Dahlienbepflanzung (Okt. 2007)

Im Stadtteil Debschwitz befindet sich der Tierpark Gera, der größte Waldzoo Ostthüringens und einer der größten Zoos in Thüringen. Er zeigt auf einem etwa 20 Hektar großen Gelände über 500 Tiere aus über 80 Tierarten. Attraktionen des Tierparks sind das begehbare Affengehege und die Parkeisenbahn, eine kleine Eisenbahn mit rund 800 m Streckenlänge vom Bahnhof Martinsgrund am Tierparkeingang bis zum Bahnhof Wolfsgehege im oberen Teil des Tierparks.

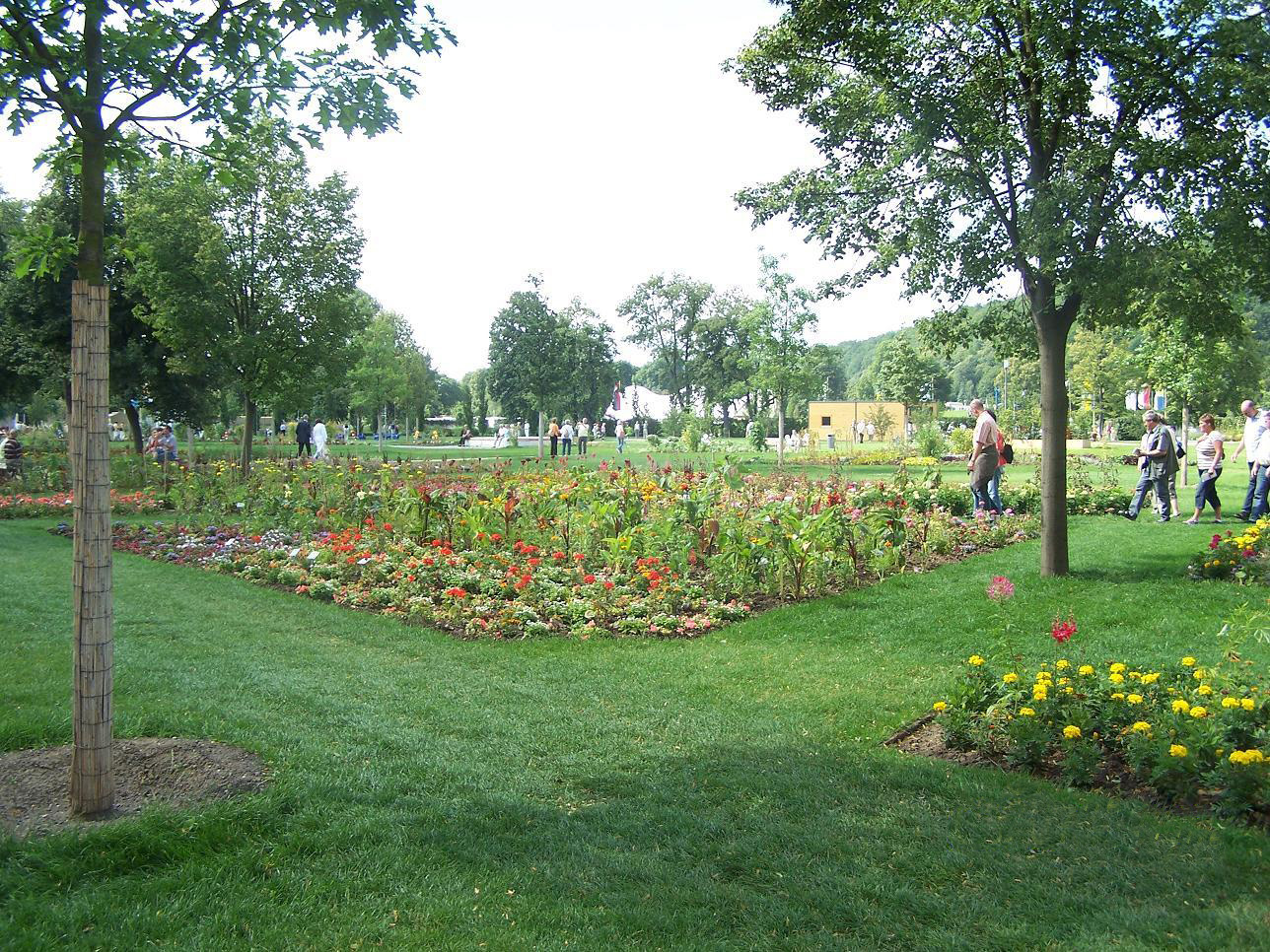
Blick auf die BUGA 07 im Hofwiesenpark Gera

Im Zuge der Bundesgartenschau entstand mit dem als Hauptausstellungsbereich dienenden Hofwiesenpark ein großer zentrumsnaher attraktiver Stadtpark, in den auch das ehemalige Sommerbad sowie die Villa Jahr einbezogen worden waren. Durch ein Band von neu gestalteten Grün- und Gewerbeflächen war er mit der zweiten Ausstellungsfläche, der Neuen Landschaft Ronneburg, verbunden. Darüber hinaus verfügt die Stadt mit dem Küchengarten, einem barocken Lustgarten zwischen Orangerie und Theater, sowie dem Dahliengarten, einem Schaugarten für Dahlien, und den Botanischen Garten über weitere beliebte innerstädtische Grünanlagen.

### Schutzgebiete

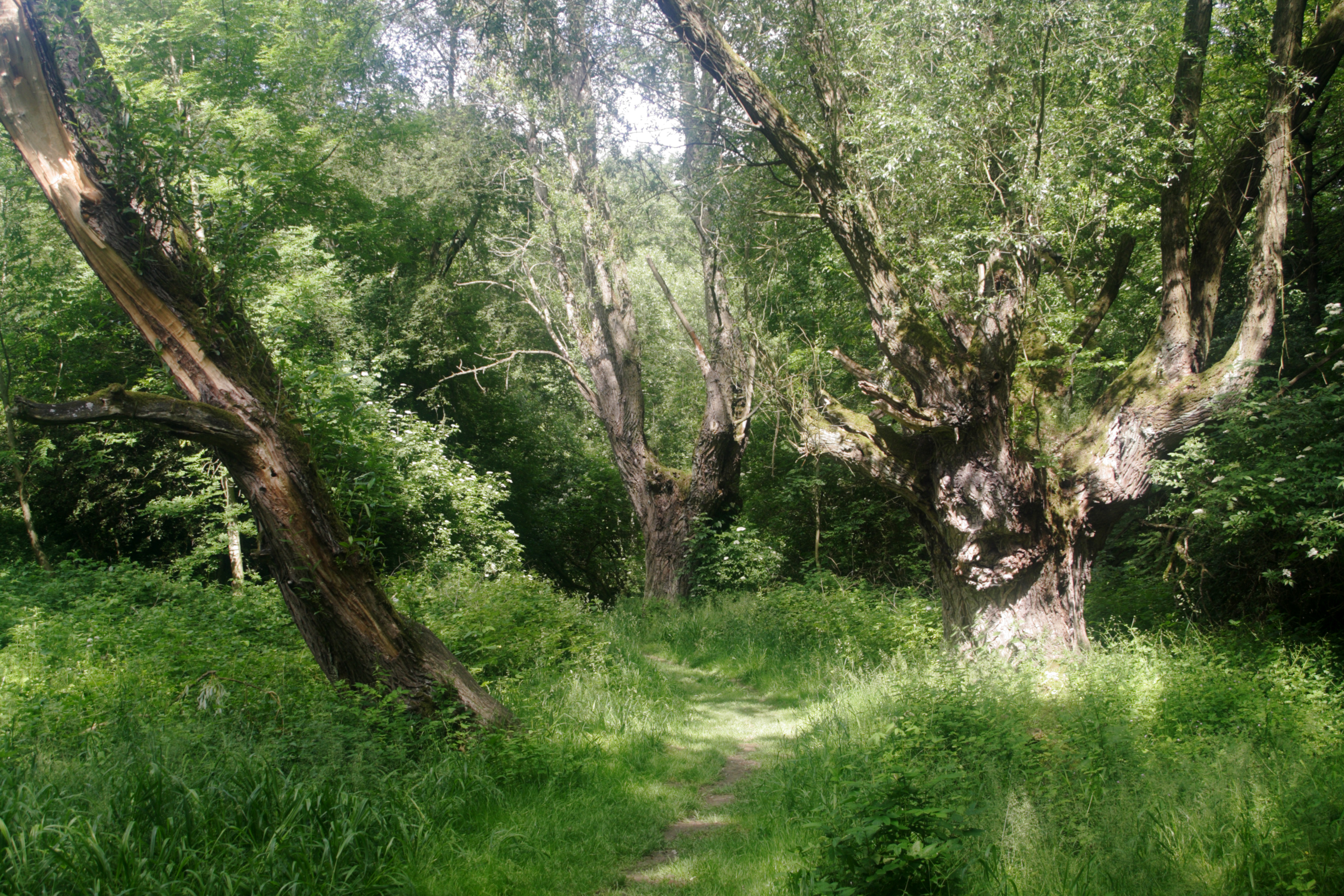
Zaufensgraben

Im Stadtgebiet befinden sich zwei ausgewiesene Naturschutzgebiete (Rödel und Zeitzer Forst) und drei Landschaftsschutzgebiete (Geraer Stadtwald, Der Hausberg und Zaufensgraben). Der Zeitzer Forst ist außerdem ein Europäisches Vogelschutzgebiet und ebenso wie die Brahmeaue, der Hainberg–Weinberg und die Schluchten bei Gera und Bad Köstritz mit Roschützer Wald anerkannte FFH-Gebiete (Stand Januar 2017).

### Sport

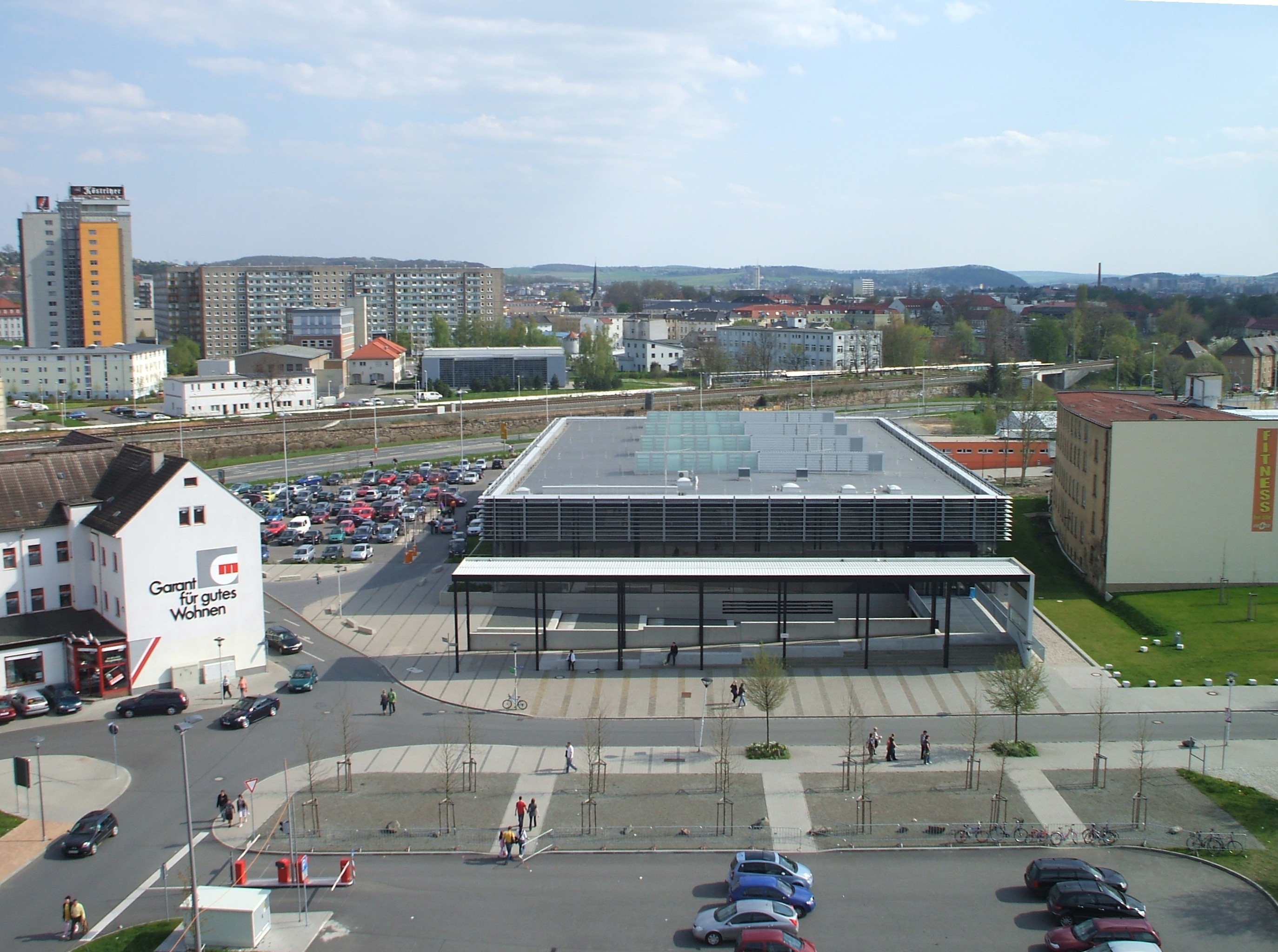
Panndorfhalle

#### Sportanlagen
Die großen Sportanlagen Geras konzentrieren sich hauptsächlich auf die früheren „Hofwiesen“ an der Weißen Elster zwischen dem Stadtzentrum und den Stadtteilen Heinrichsgrün und Untermhaus. Hier befinden sich das Stadion der Freundschaft, das Hofwiesenbad (Hallen-Freizeit-Bad), eine Rollhockey-Arena sowie die im Jahre 2005 grundlegend sanierten Tennisplätze des TC 90 Gera. Im Jahre 2004 wurde eine neue Vierfelder-Sporthalle fertiggestellt, welche die alte Panndorfhalle ersetzt. Der Name wurde beibehalten.
Das am Südende des Hofwiesenparks gelegene Sommerbad musste wegen Baufälligkeit geschlossen werden und wurde in das Ausstellungsgelände der Bundesgartenschau 2007 integriert. Naturbäder befinden sich derzeit nur noch außerhalb des Stadtzentrums in den Stadtteilen Kaimberg und Aga.
Weitere kleinere Sportanlagen sind über die ganze Stadt verteilt. Nennenswert sind das traditionsreiche Stadion am Steg, das Reitstadion in Milbitz, das Zwötzener Karl-Harnisch-Stadion und die Rollschnelllaufbahn im Gelände des früheren Heizkraftwerkes.

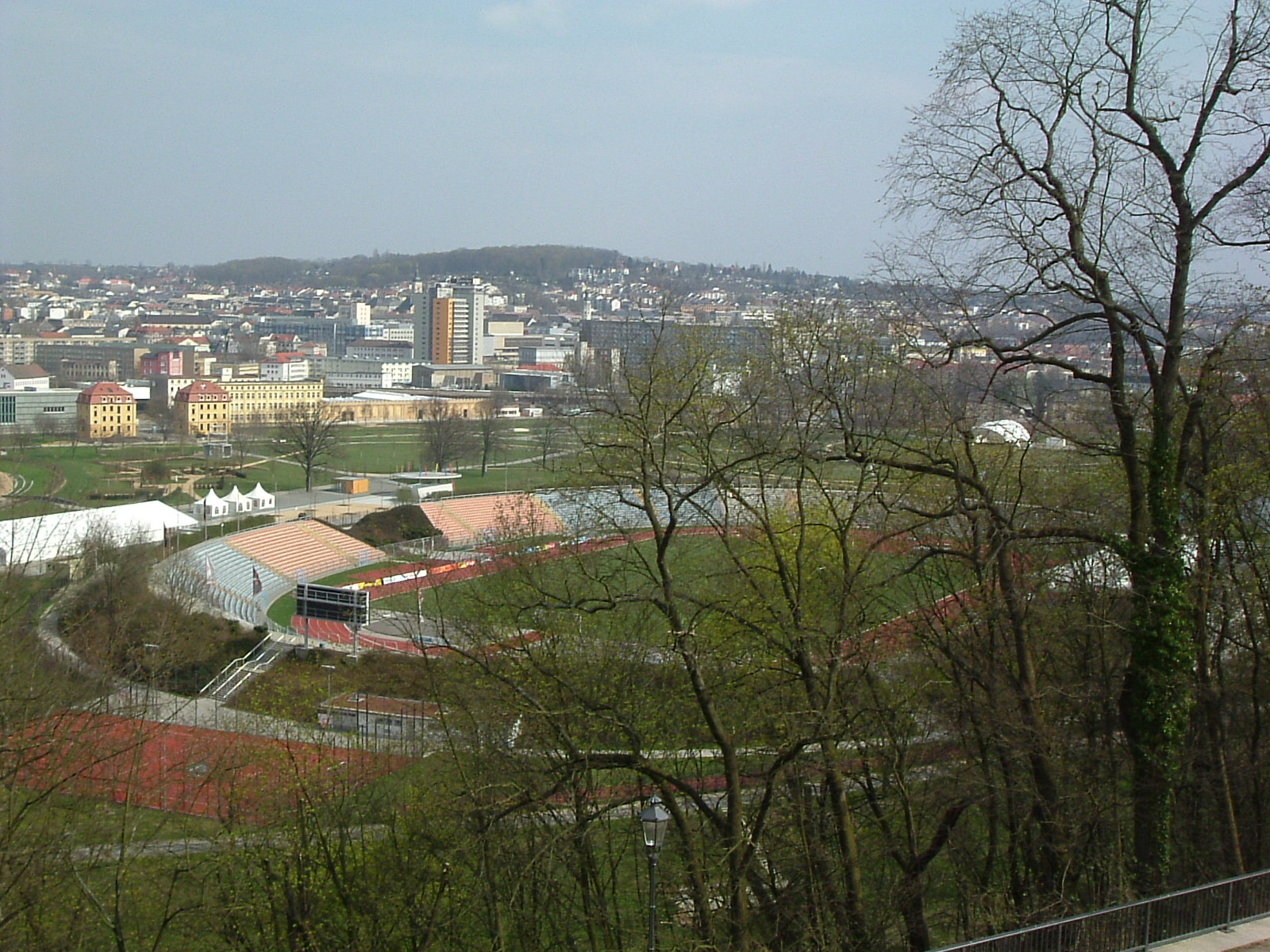
Stadion der Freundschaft, Leichtathletik- und Fußballstadion

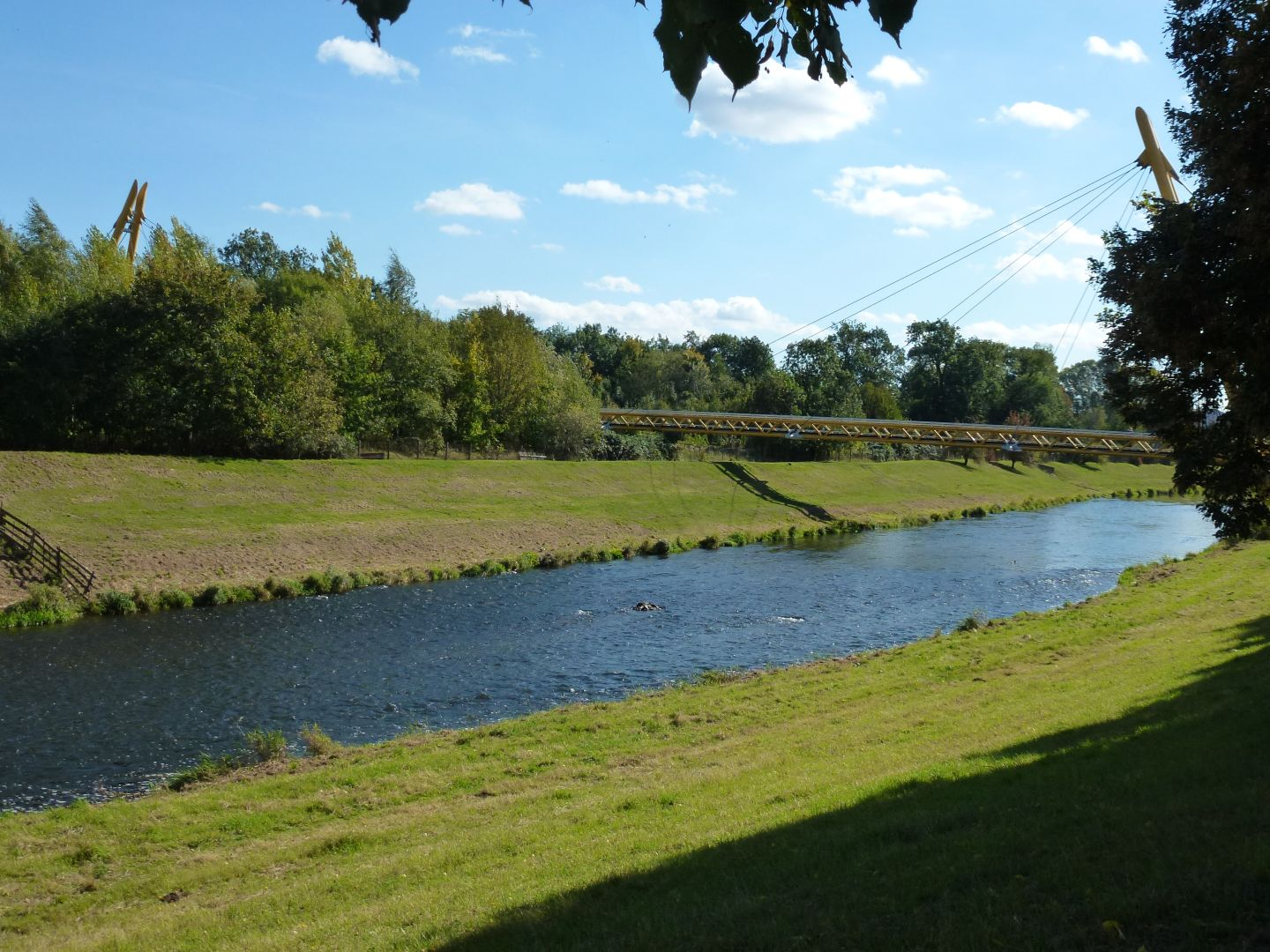
Fußgängerbrücke am Elster-Radweg im Norden Geras

#### Fußball
Der führende Fußballverein Geras ist die BSG Wismut Gera in der Thüringenliga. Der in der Vergangenheit erfolgreichste Verein der Stadt spielte bis 1996 sowie in der Saison 1999/2000 in der NOFV-Oberliga, musste sich nach einem Konkursverfahren jedoch im Jahre 2003 bis in die Bezirksliga zurückziehen. Seit 2008 spielte die 1. Mannschaft wieder in der Thüringenliga; 2015 gelang der Aufstieg in die Oberliga, aus der sich der Verein 2019 zurückzog.
Der größte Erfolg in der Vereinsgeschichte ist bis heute der 2. Platz der Vorgängermannschaft BSG Gera-Süd, die im Finale um den FDGB-Pokal 1949 nur knapp Waggonbau Dessau unterlag. 2007 schloss sich die Fußballabteilung des in 1. SV Gera rückbenannten Vereins dem neu gegründeten FV Gera Süd an. Nach einem Beschluss der Mitgliederversammlung vom 3. Juni 2009 startet der Verein seit dem Beginn der Saison 2009/10 wieder unter dem Traditionsnamen BSG Wismut Gera.
Bis zum Januar 2012 spielte mit dem 1. FC Gera 03 ein weiterer Verein temporär in der NOFV-Oberliga. Dieser Verein entstand im Jahre 2003 durch den Zusammenschluss der Fußballabteilungen des TSV 1880 Gera-Zwötzen und des SV 1861 Liebschwitz. 2007 gelang dem Verein der Gewinn des Thüringer Landespokals. Der Aufenthalt in der Oberliga währte insgesamt nur kurz, denn die Geschichte des Vereins wurde durch mehrere Insolvenzanträge begleitet, die letztlich in einem Rückzug der 1. Männermannschaft während der laufenden Saison 2011/12 gipfelten.
Der früher ebenfalls erfolgreiche Fußballverein Dynamo Gera zog bereits nach der Saison 1989/90 seine Mannschaften vom Spielbetrieb zurück. Alle anderen Vereine Geras spielen auf Bezirks- und Stadtebene.
Die Frauenmannschaft des FFC Gera vertritt die Stadt in der höchsten Landesspielklasse, der Thüringenliga. Als Fusion der Frauenfußballabteilungen der BSG Wismut Gera und des 1. FC Gera 03 spielt die Mannschaft in der Tradition des TSV Modedruck/1880 Gera-Zwötzen, der über viele Jahre überregional in der Regionalliga Nordost vertreten war.

#### Radsport
Eine der bedeutendsten Sportarten Geras ist seit vielen Jahren der Radsport. Zwischen 1967 und 2001 war die Stadt 14-mal Etappenort der Internationalen Friedensfahrt. Gera verfügt ebenso über eine Radrennbahn, die ihren Ursprung bereits im Jahr 1934 hat. In der Umgebung Geras findet außerdem jährlich eines der bedeutendsten Straßenradrennen für Frauen statt, die Internationale Thüringen-Rundfahrt. Besonders durch zahlreiche Weltmeisterschaftsteilnahmen und den Erfolg der Juniorenmannschaften (LV Team HFB Gera) ist der Geraer Radsport bekannt. Aus der Stadt stammen bedeutende ehemalige Radrennfahrer wie Olaf Ludwig, Hanka Kupfernagel oder Jens Heppner. Mit dem SSV Gera 1990 verfügt die Stadt weiterhin über einen der erfolgreichsten Radsportvereine im Bund Deutscher Radfahrer, der auf eine lange Tradition zurückblicken kann.
Der Elster-Radweg verläuft von Süden nach Norden durch die Stadt. Durch das Hochwasser der Weißen Elster Anfang Juni 2013 wurde er stark beschädigt, steht aber im Stadtgebiet inzwischen wieder weitestgehend zur Verfügung.

#### Schießsport
Eine sich entwickelnde Sportanlage ist der Sportpark Langenberg im ehemaligen Sommerbad. Überregionale Bekanntheit erlangten die dort beheimateten Bogenschützen durch ihren Vereinsvorsitzenden und Trainer Mario Oehme. Der ursprünglich aus den Schießdisziplinen kommende Oehme war nach einem Arbeitsunfall auf den Rollstuhl angewiesen und wechselte zu Pfeil und Bogen. Seit dieser Zeit hat er die Bogensportlandschaft in Deutschland entscheidend mitgestaltet. Seine sportliche Laufbahn krönte er mit 3 Teilnahmen an Sommer-Paralympics.

#### Weitere Sportarten
Im Bereich Handball hat sich der Post SV Gera mit einer guten Jugendförderung einen Namen gemacht. Die 1. Männermannschaft spielt derzeit in der Landesliga Thüringen. Das Reitstadion Gera-Milbitz ist ein Zentrum des Reitsports in Deutschland. Bereits viermal war Gera Ausrichter der deutschen Meisterschaften im Dressur- und Springreiten. Die Geraer Speedskater des RSV Blau-Weiß Gera gehören zur internationalen Spitze; 2008 richtete die Stadt die Speedskating-Europameisterschaft aus. Auch ist Gera mit dem Flugplatz Gera-Leumnitz ein Zentrum des Fallschirmspringens. 2006 fand die Weltmeisterschaft im Fallschirmspringen in Gera statt. Im Rollhockey war Gera achtmal DDR-Meister, die Blue Lions des RSC Gera spielen derzeit in der 2. Bundesliga.

#### Inklusion
2021 bewarb sich die Stadt als Host Town für die Gestaltung eines viertägigen Programms für eine internationale Delegation der Special Olympics World Summer Games 2023 in Berlin. 2022 wurde sie als Gastgeberin für Special Olympics Malta ausgewählt. Damit wurde sie Teil des größten kommunalen Inklusionsprojekts in der Geschichte der Bundesrepublik mit mehr als 200 Host Towns. Bei der Begrüßung der maltesischen Gäste äußerte Oberbürgermeister Julian Vornab folgenden Wunsch: „Über das Inklusionsprojekt der Host Towns hinaus solle somit die Problembewältigung von Menschen mit Behinderung hier in Gera nachhaltig geprägt werden.“

### Regelmäßige Veranstaltungen

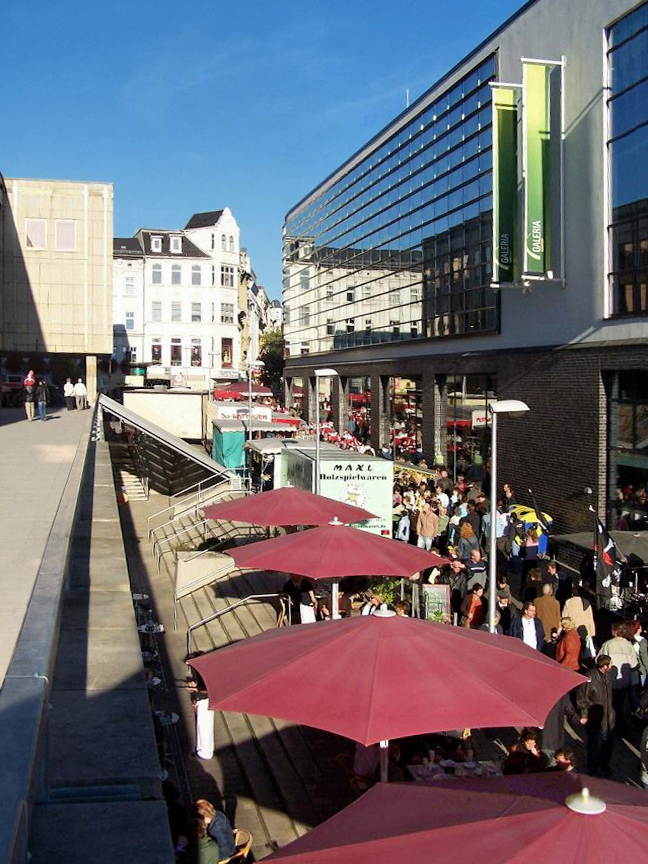
Geras Innenstadt beim Höhlerfest, 2007

Im Lauf des Jahres finden in Gera verschiedene Kunst- und Kulturfestivals statt. Eine der überregional bekanntesten Veranstaltungen ist das Deutsche Kinder-Medien-Festival Goldener Spatz, das seit 1979 und seit 2003 gemeinsam mit Erfurt veranstaltet wird. Verwandte Veranstaltungen sind die video/film tage Rheinland-Pfalz/Thüringen, die abwechselnd in Gera und Koblenz stattfinden, und die Messe GERAmedia mit Symposium und Events am Medienstandort Thüringen.
Die Stadt vergibt zweijährlich den Aenne-Biermann-Preis.
Das internationale Feuerwerksfestival Flammende Sterne findet seit 2005 jährlich auch in Gera auf dem Flugplatz Gera-Leumnitz statt. Seit 1979 finden jährlich im März die Geraer Ballett-Tage statt. Als „Alles Theater“ werden die Theatertage in Gera bezeichnet. Im Rahmen der Museumsnacht öffnen die Museen der Stadt an einer Nacht im September ihre Pforten. Im Mai findet jährlich eine Tierpark-Safari statt.
Von 2006 bis 2009 fand mit dem GERiljA-Festival ein überregionales Amateurbandfestival für Nachwuchsbands statt. An die Stelle dieses Festivals ist seit 2014 das Dachschaden-Festival getreten. Dieses finden einmal jährlich auf dem Dach der Braumanufaktur Sächsischer Bahnhof Gera statt und bietet regionalen Bands so eine besondere Plattform. Von 2003 bis 2014 fand jährlich das Neonazi-Festival Rock für Deutschland in Gera statt.

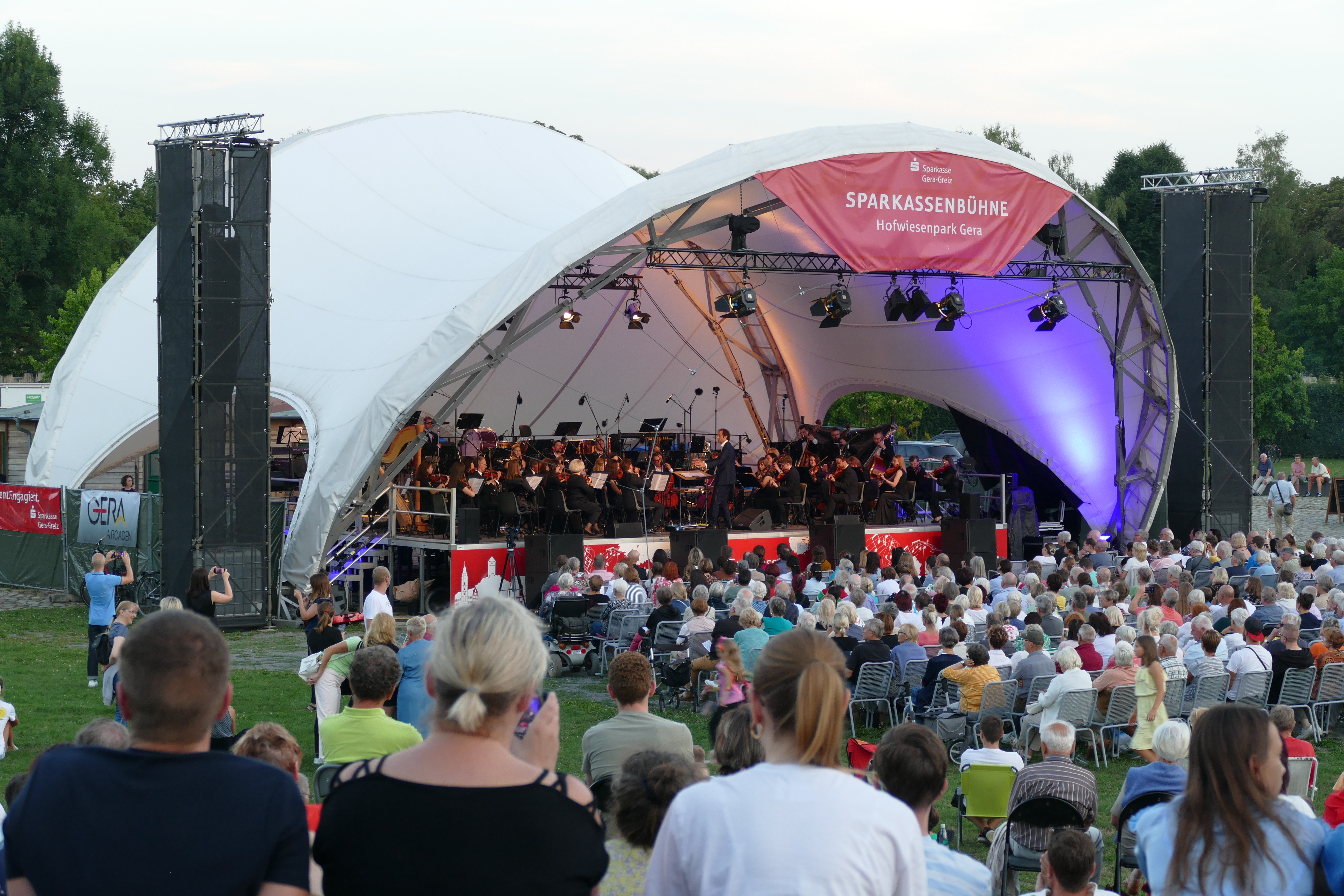
Veoliabühne im Hofwiesenpark, 2022

Saisonale Stadtfeste sind das Hofwiesenparkfest am letzten Aprilwochenende, das etwa zeitgleich stattfindende Frühlingsvolksfest, das Kinder- und Familienfest „Sommernachtstraum“ (Stadtparkfest) Ende Mai oder Anfang Juni, das Tierpark- und Dahlienfest im September, das Höhlerfest und das Herbstvolksfest im Oktober sowie der Geraer Märchenmarkt genannte Weihnachtsmarkt. Gera-Lusan hat mit dem alle zwei Jahre stattfindenden Lusanfest ein eigenes Stadtteilfest.
Die Eis-Arena-Gera ist eine 900 m² große Eisbahn auf dem zentralen Platz, die jedes Jahr von Anfang Dezember bis Mitte Februar genutzt werden kann.

### Kulinarische Spezialitäten
Gera liegt mitten im „thüringischen Schwarzbierland“ und hat mit der Köstritzer Brauerei im Nachbarort Bad Köstritz die größte und bedeutendste deutsche Schwarzbierbrauerei. Typisch sind ferner die Thüringer Rostbratwürste (kurz: Roster) sowie die Thüringer Klöße. Wirklich typisch für Gera ist aber die Gersche Fettbemme – eine Brotscheibe (Bemme), bestrichen mit Schmalz. Die echten Geraer (Gersche) werden ihretwegen auch „Gersche Fettguschen“ genannt. Eine Anspielung früherer Zeit, auf den meist leicht fettigen Rand um den Mund, der entsteht, wenn man herzhaft in die Bemme hineinbeißt.

## Wirtschaft und Infrastruktur

### Grunddaten der Wirtschaft
Im Jahr 2016 erbrachte Gera, innerhalb der Stadtgrenzen, ein Bruttoinlandsprodukt (BIP) von 2,613 Milliarden Euro. Das BIP pro Kopf lag im selben Jahr bei 27.391 Euro (Thüringen: 27.674 Euro, Deutschland: 38.180 Euro) und damit unter dem regionalen und nationalen Durchschnitt. Im Jahr 2022 waren in Gera 22544 Personen vollzeitbeschäftigt mit einem Medianeinkommen von 2.595,34 Euro. Der Medianlohn in Gera ist im Vergleich zu Ostdeutschland 10 % niedriger.

### Ansässige Unternehmen

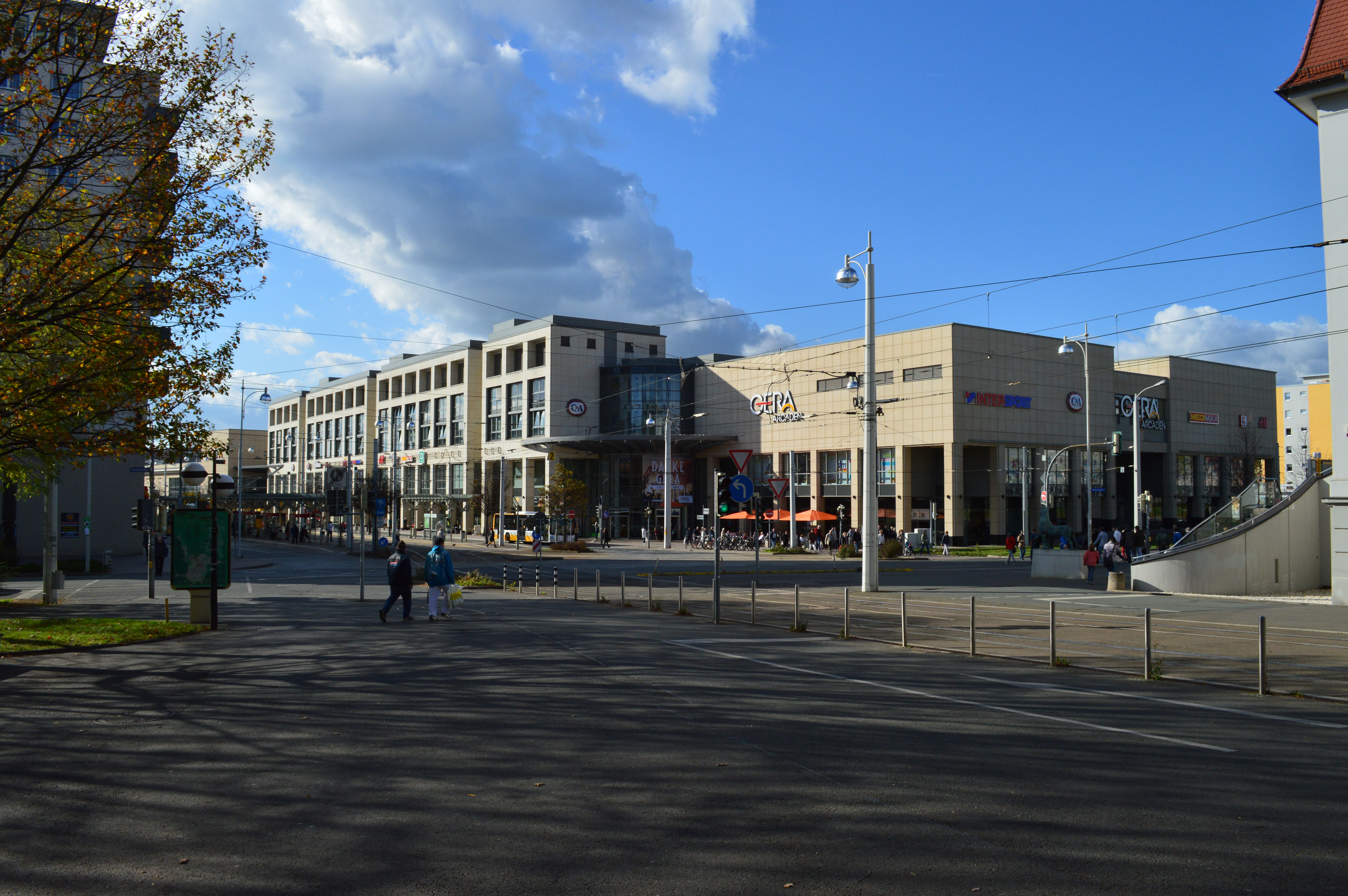
Gera Arcaden, das größte Einkaufszentrum der Stadt

Traditionell waren die meisten Industriebetriebe im Süden der Stadt angesiedelt, nach 1945 kam im Norden an der Autobahn ein neues Industriegebiet hinzu. Die wichtigsten Wirtschaftszweige vor 1990 haben in Gera heute nur noch eine geringe oder gar keine Bedeutung: Werkzeugmaschinenbau (VEB Wema Union), Textilindustrie (VEB Modedruck), Textilmaschinenbau (VEB Textima), Elektronik und Gerätebau (VEB Elektronik Gera) existieren nicht mehr oder nur in stark verkleinerter Form. Außerdem gab es in Gera Außenstellen des VEB Carl Zeiss Jena sowie eine Brauerei. Ein wesentlicher Wirtschaftsfaktor war auch der Uranerzbergbau der SDAG Wismut im benachbarten Ronneburg. Ab 1990 fielen auch in Gera zahlreiche Arbeitsplätze weg. Auf ihrem Höchststand im Jahr 1998 betrug die Arbeitslosenquote im Jahresdurchschnitt 22,7 %. Im Juni 2021 lag die Arbeitslosenquote bei 8,0 %.
Das produzierende Gewerbe in der Stadt prägen heute Dagro Eissmann Automotive GmbH, Iseo Deutschland GmbH, POG-Präzisionsoptik Gera GmbH, Electronicon Kondensatoren GmbH sowie Othüna (Margarineherstellung), außerdem das Kompressorenwerk Kaeser, ixxact Präzisionsmechanik GmbH und eine Niederlassung von Max Bögl. Die AGA Zerspanungstechnik Gera GmbH, ein Unternehmen der Samag, hat ebenfalls ihren Sitz in Gera. Seit 2003 hat der Sportdatendienstleister Sportradar einen seiner Standorte in Gera. 2008 eröffnete D+S Europe ein größeres Servicezentrum mit inzwischen mehreren hundert Beschäftigten, Rittal verlagerte sein Liefer- und Infozentrum vom benachbarten Bad Köstritz nach Gera. 2012 eröffnete die Lidl Stiftung & Co. KG in Gera ein neu gebautes Zentrallager für Thüringen und Sachsen. Die Deutsche Post AG betreibt im Stadtteil Tinz eines ihrer 82 Briefzentren in Deutschland.

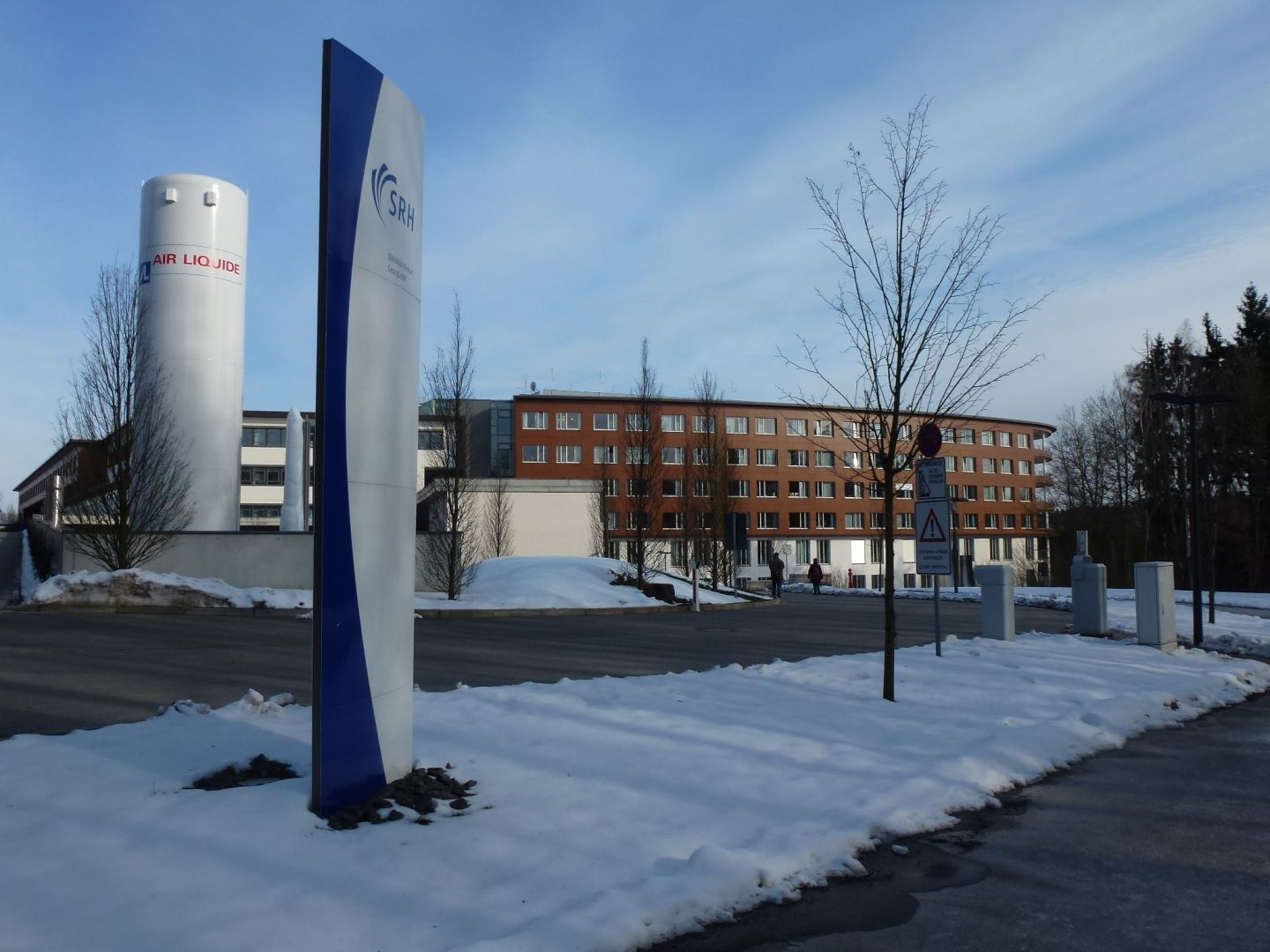
Neues Bettenhaus des Waldklinikums

Gera hat eine regionale Bedeutung als Einkaufsstadt. Seit Ende der 1990er Jahre entstanden im Zentrum der Stadt drei große Einkaufszentren (1998: Gera Arcaden, 2000: Amthor-Passage, 2003: Elster-Forum).
Das privat betriebene SRH Waldklinikum ist ein Haus der Schwerpunktversorgung und Lehrkrankenhaus der Universität Jena. Es gehört mit seinen mehr als 1700 Beschäftigten zu den größten Arbeitgebern der Stadt und liegt in exponierter Lage inmitten des Stadtwaldes von Gera. Bis 2013 wurde es als größtes Klinikbauprojekt in den neuen Ländern seit der Wende saniert. Die Gestaltung als Kulturkrankenhaus ist ein weiteres Alleinstellungsmerkmal. Das Waldklinikum betreibt die einzige private Hochschule in Gera.
In der Stadt hat auch die Sportwetten Gera GmbH ihren Sitz, die durch Bandenwerbung bei zahlreichen sportlichen Großereignissen auf sich aufmerksam macht und einer der größten Wettanbieter in Deutschland ist. Die Lizenz zum Anbieten von Sportwetten, die das Unternehmen zusammen mit weiteren Anbietern im Mai 1990 noch nach DDR-Recht erhielt, bot schon häufiger Anlass zu Kontroversen über ihre Gültigkeit. In einem Grundsatzurteil des Bundesverwaltungsgerichts vom 22. Juni 2006 bekräftigte das Gericht einerseits die Gültigkeit der Lizenz für die neuen Bundesländer, erklärte aber Aktivitäten dieser Firmen in den alten Bundesländern für illegal, weil diese dort gegen das staatliche Wettmonopol verstoßen. Am 19. August 2009 gab das Unternehmen auf seiner Internetseite bekannt, künftig keine Wetten mehr im Internet anzunehmen bzw. anzubieten.
Die Stadt ist außerdem Mitglied des bundesweiten Gesunde-Städte-Netzwerks.

### Medien
In Gera erscheinen als Tageszeitungen die Ostthüringer Zeitung und die Thüringische Landeszeitung (TLZ), die einen gemeinsamen Lokalteil für die Stadt produzieren. Beide Zeitungen werden von der Zeitungsgruppe Thüringen herausgegeben, die zur Essener Funke Mediengruppe gehört. Andere regionale Tages- wie auch Boulevardzeitungen konnten sich nicht am Markt halten. Somit fehlt der drittgrößten Stadt Thüringens eine pluralistische Presselandschaft.
Der Mitteldeutsche Rundfunk (MDR) unterhält in Gera ein Rundfunkstudio. Von 1992 bis 1994 befand sich das Landesfunkhaus Thüringen des MDR-Fernsehens in der Hermann-Drechsler-Straße in Gera-Untermhaus (heutige Kammerspiele). Das Thüringer Privatradio Antenne Thüringen betreibt das Lokalstudio für Ostthüringen in Gera.
Lokale Fernsehsender sind Ostthüringen TV und der von der Thüringer Landesmedienanstalt finanzierte Offene Kanal Gera (OKG). Ein Bestandteil des OKG ist das PiXEL-Fernsehen, der zu seiner Gründung deutschlandweit einzige Offene Kanal für Kinder und Jugendliche. Mittlerweile sind Kinder und Jugendliche fester Bestandteil in fast allen Offenen Kanälen.
In Gera gibt die Zeitungsgruppe Thüringen das wöchentlich erscheinende Anzeigenblatt Allgemeiner Anzeiger als Lokalausgabe für Gera heraus. Seit 1993 erscheint in Gera das Anzeigenblatt Neues Gera, herausgegeben vom Verlag Dr. Frank GmbH. Sie hat neben einem Anzeigenanteil auch einen redaktionellen Teil mit Bekanntmachungen aus der Stadt Gera, Mitteilungen der im Stadtrat vertretenen Parteien, Berichte über lokale Ereignisse und ehrenamtliches Engagement in Gera.

### Öffentliche Einrichtungen

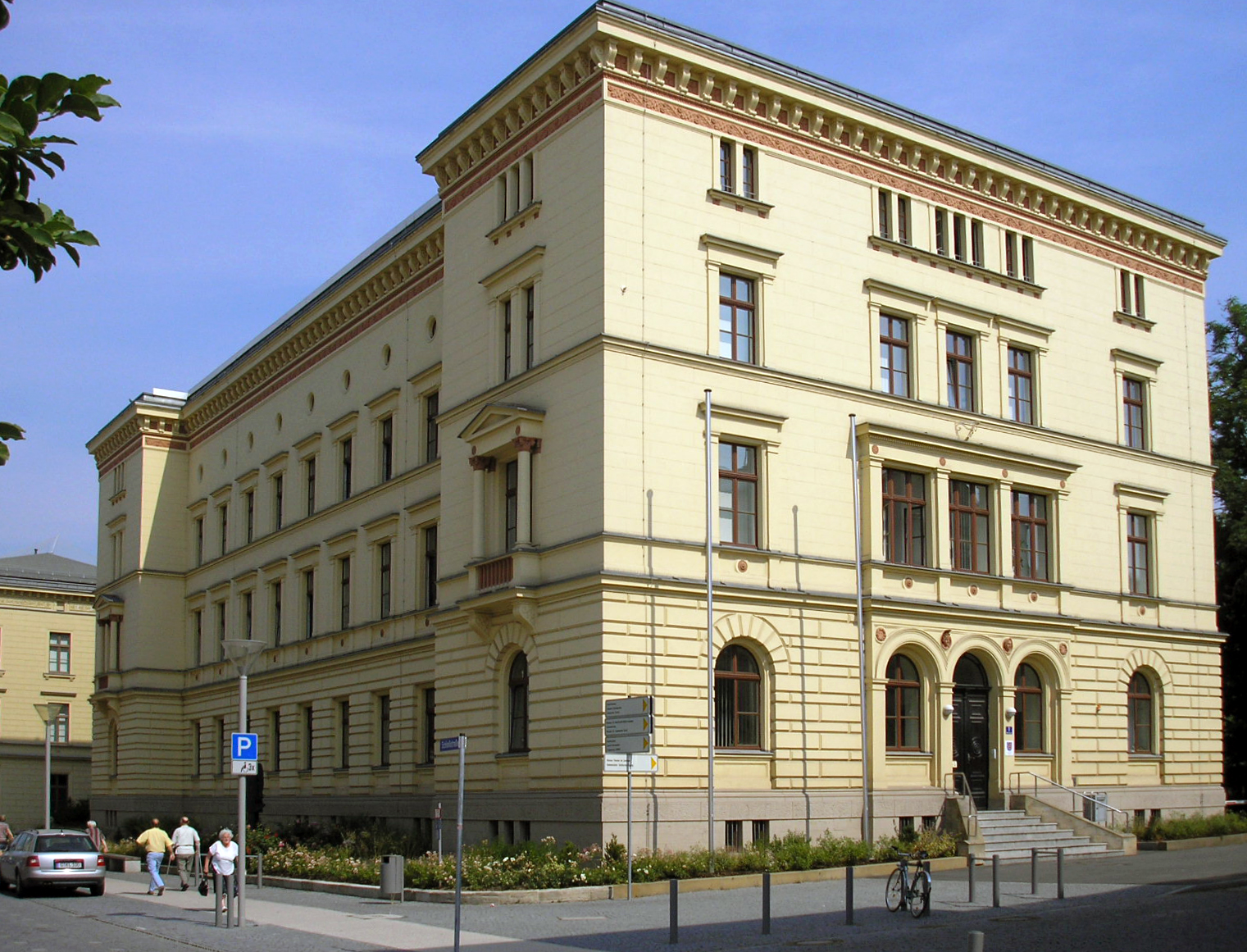
Amtsgericht

Gera ist Sitz eines Amtsgerichtes und eines Landgerichtes sowie eines Arbeitsgerichtes und eines Verwaltungsgerichtes. Die beiden erstgenannten Gerichte sind wesentlicher Bestandteil des am 22. April 2010 eingeweihten Justizzentrums Gera, das sich im Zentrum der Stadt im Quartier der Amthorstraße/Schloßstraße/Rudolf-Diener-Straße befindet. Zudem beherbergte Gera bis Oktober 2017 eine von ehemals sieben Thüringer Justizvollzugsanstalten.
In Gera befindet sich seit Januar 1999 eine der vier Dienststellen der Deutschen Rentenversicherung Bund (früher BfA) neben Berlin, Stralsund und Brandenburg an der Havel mit derzeit etwa 750 Beschäftigten. In direkter Nähe des Hauptbahnhofes befinden sich ein Standort des Bundesamtes für zentrale Dienste und offene Vermögensfragen und die Bezirksverwaltungen der Bergbau-Berufsgenossenschaft und der Berufsgenossenschaft Handel und Warenlogistik.
Das Bundesministerium des Innern, für Bau und Heimat gab in einer Pressemitteilung am 17. Juli 2020 bekannt, dass die Bundeszentrale für politische Bildung neben dem Hauptsitz in Bonn und dem Nebensitz in Berlin eine neue Nebenstelle in Gera erhalten wird.
An Körperschaften des öffentlichen Rechts gibt es die Industrie- und Handelskammer Ostthüringen zu Gera sowie die Handwerkskammer für Ostthüringen.
Gera hat eine lange Tradition als Garnisonsstadt. 1905 bildeten die Verbände der beiden Reuß zusammen mit den Truppen des Fürstentums Schwarzburg-Rudolstadt das 7. thüringische Infanterieregiment Nr. 96. 1961 wurde in Gera das Pionierregiment 3 der NVA stationiert. 1991 wurde das Pionierbataillon 701 bzw. das heutige Panzerpionierbataillon 701 der Bundeswehr aufgestellt, das in der Pionierkaserne Gera-Hain stationiert ist.
Eine besondere Einrichtung ist die Jugendstation Gera. In einem eigenen Gebäude arbeiten Polizei, Jugendgerichtshilfe und Staatsanwaltschaft unter einem Dach zusammen. Ziel dieser behördenübergreifenden Zusammenarbeit ist eine angemessene Reaktion auf die Straftaten junger Menschen. Diese Reaktion kann in der Jugendstation Gera zeitnah, erzieherisch und präventiv erfolgen und ist Teil der Kriminalprävention.

### Bildung

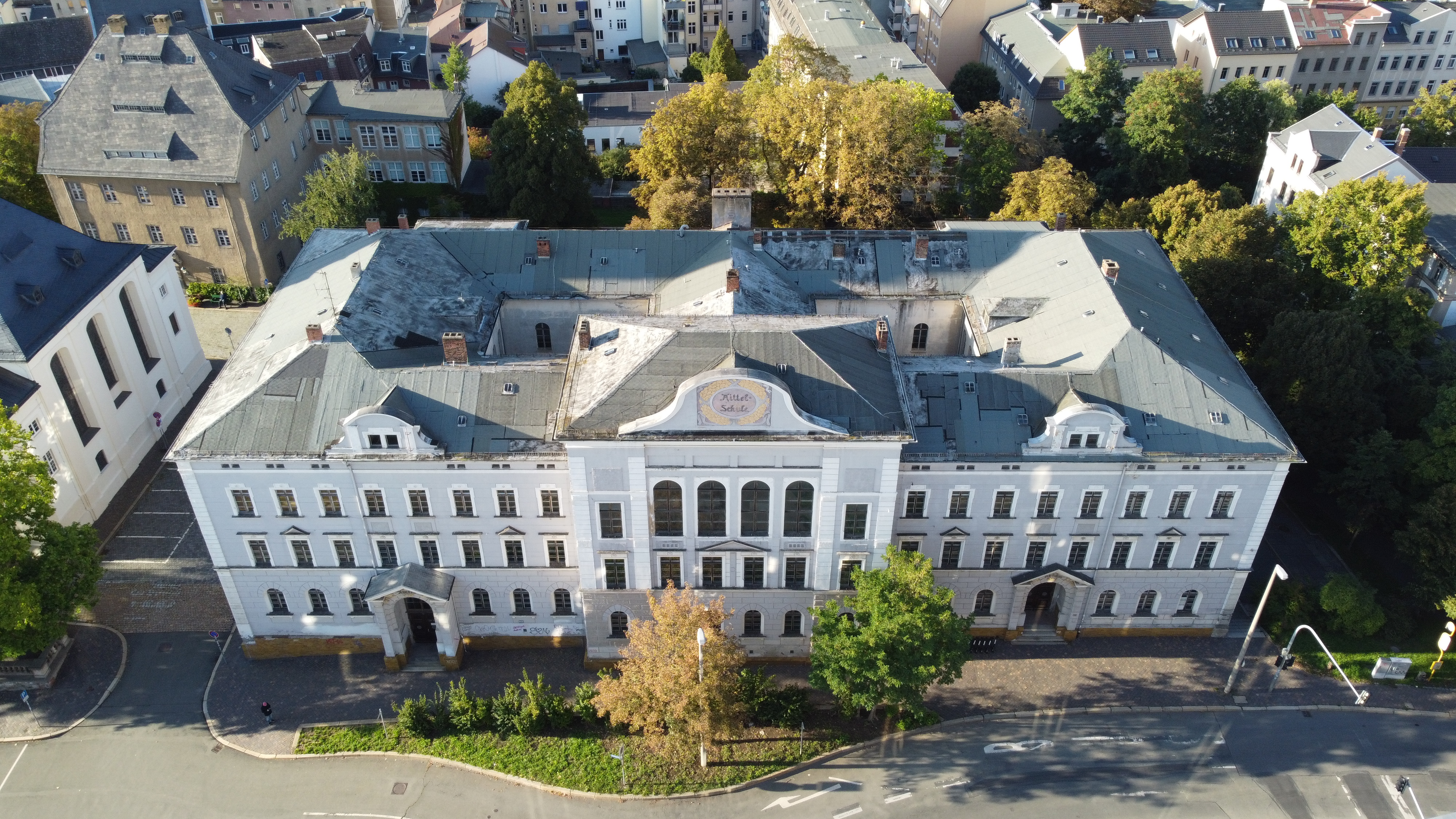
Das Rutheneum seit 1608, 2022

In Gera existieren 44 allgemeinbildende bzw. berufsbildende Schulen.

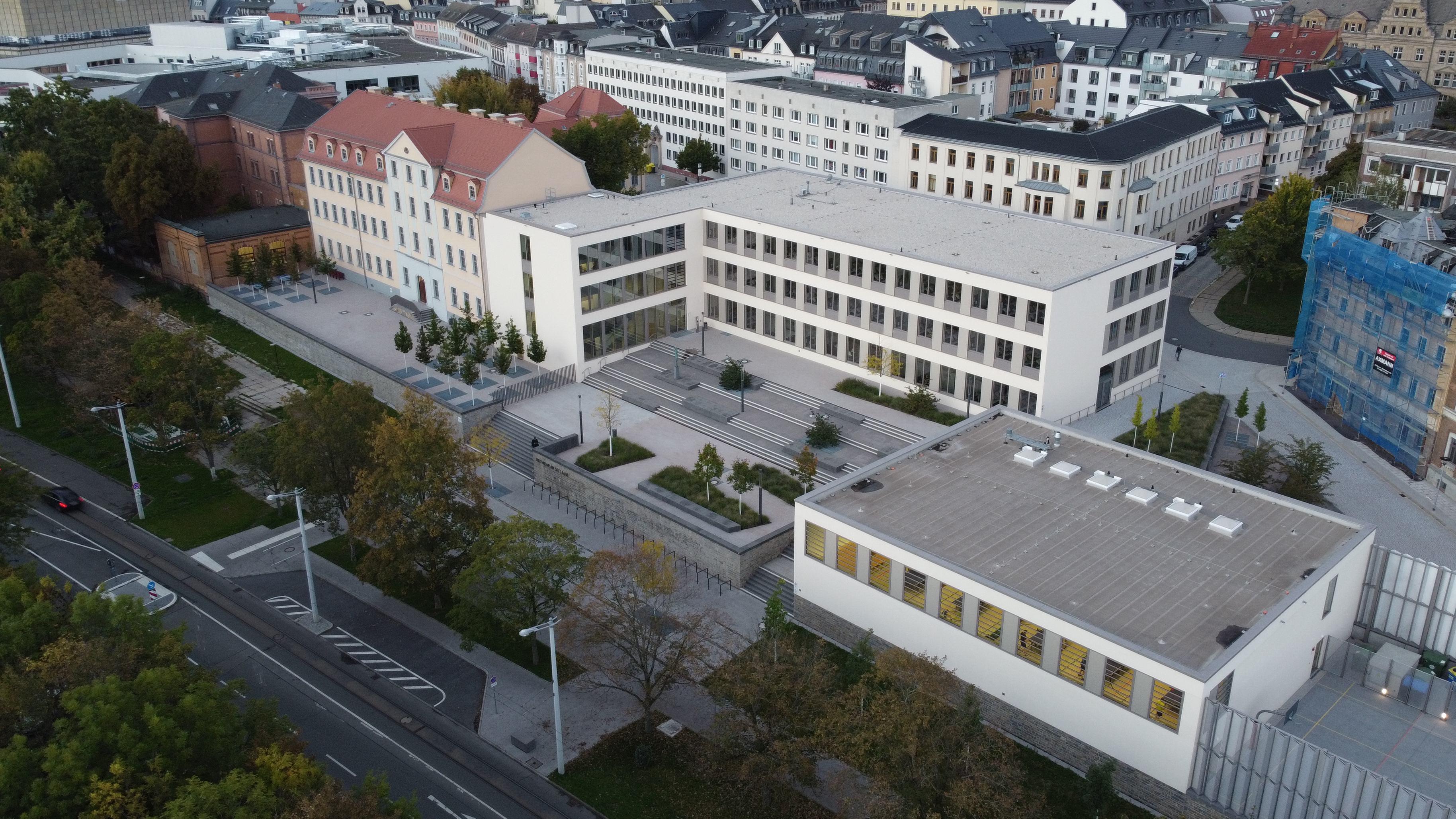
Luftaufnahme vom neu gebauten Campus des Rutheneums, 2022

Von den ursprünglich sechs städtischen Gymnasien sind seit dem Schuljahr 2007/08 nur noch drei vorhanden: das Goethe-Gymnasium/Rutheneum seit 1608, das älteste Geraer Gymnasium, mit eigenen Spezialklassen für Musik, das Zabel-Gymnasium im Stadtzentrum sowie das Karl-Theodor-Liebe-Gymnasium im Stadtteil Bieblach. Das Georg-Christoph-Lichtenberg-Gymnasium wurde 2005 geschlossen, das Albert-Schweitzer-Gymnasium 2007. Das ehemalige Friedrich-Schiller-Gymnasium wurde 2002 mit dem Zabel-Gymnasium vereinigt. Ein viertes Gymnasium, das Osterlandgymnasium, befindet sich zwar ebenfalls in Gera, gehört aber dem Landkreis Greiz und wird daher vorwiegend von Schülern aus dem Umland besucht. Als eine von nur drei Städten Thüringens verfügt Gera über eine Integrierte Gesamtschule.
Außerdem existieren in Gera in privater Trägerschaft mit besonderen Konzeptionen eine Grundschule (BIP Kreativitätsgrundschule Gera), eine Gesamtschule (Freie Waldorfschule Gera), eine freie Regelschule und eine Förderschule (Schule zur individuellen Lebensbewältigung).

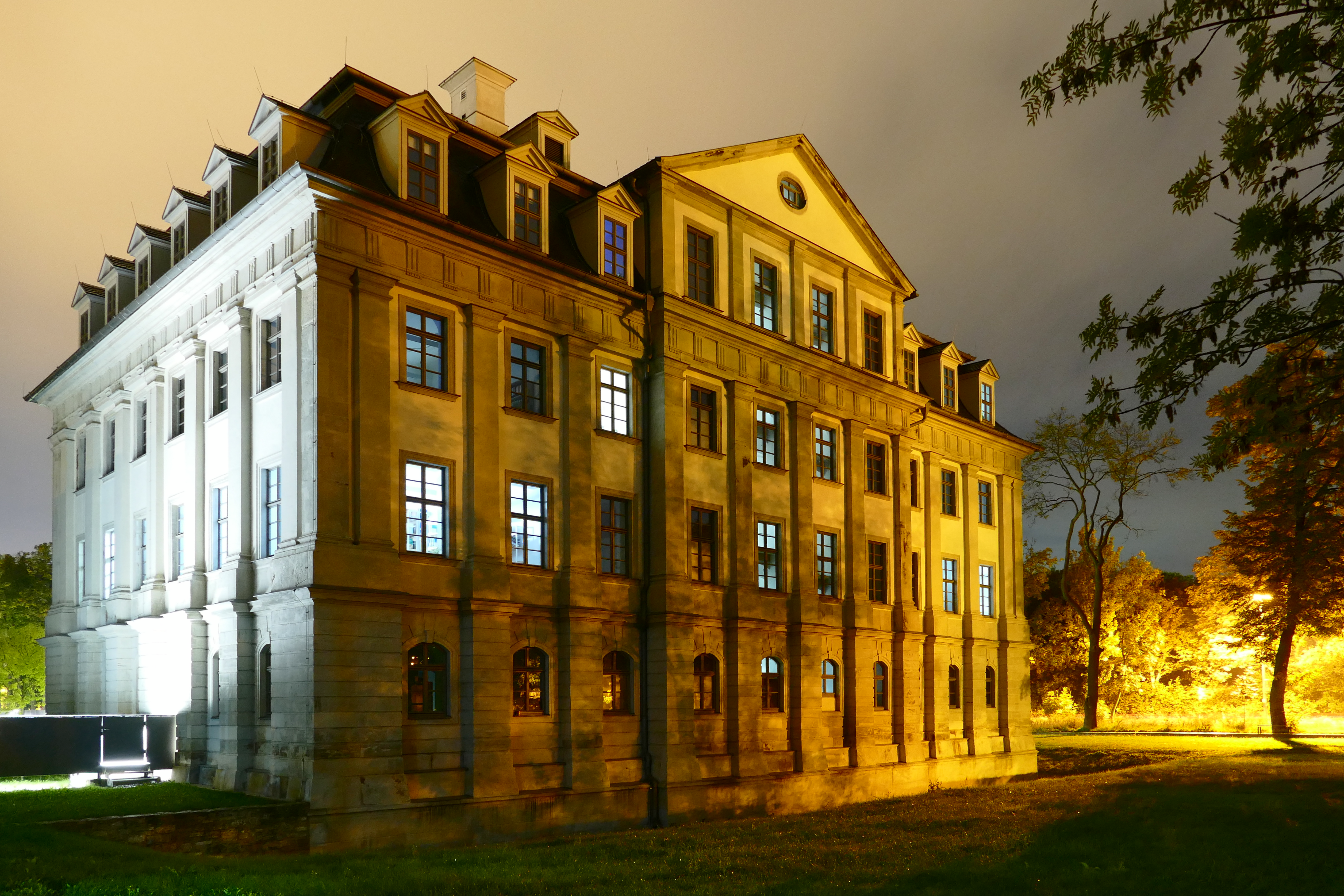
Schloss Tinz (Gebäude der Dualen Hochschule)

Neben einer Volkshochschule existieren in Gera außerdem eine Duale Hochschule (bis 2016 Berufsakademie) und das Staatliche Studienseminar für Lehrerausbildung. Im Frühjahr 2007 ging die private SRH Fachhochschule für Gesundheit Gera (heute: SRH Hochschule für Gesundheit Gera) in Betrieb. An ihr können seit dem Wintersemester 2007/2008 die Studiengänge Physiotherapie, Ergotherapie, Interdisziplinäre Frühförderung sowie Medizinpädagogik belegt werden. Am 26. Januar 2017 verlieh der Thüringer Landtag der Stadt Gera offiziell den Titel „Hochschulstadt“.
In Gera gibt es mehrere höhere Berufsfachschulen. Im Bildungswerk Kaimberg (befindet sich im gleichnamigen Stadtteil) werden Sozialassistenten, Erzieher, Heilerziehungspfleger und Altenpfleger ausgebildet; zudem werden Fortbildungen zum Heilpädagogen angeboten. In der Friedericistraße befindet sich ein Standort der Grundig Akademie für Wirtschaft und Technik gemeinnützige Stiftung e. V. Hier finden unter anderem Ausbildungen im kaufmännischen Bereich, im IT-Bereich und im Bereich der Automatisierung statt.
Die Stadt- und Regionalbibliothek Gera mit einer Hauptstelle am Puschkinplatz im Stadtzentrum und einer Zweigstelle in Lusan bietet ein umfangreiches Angebot an Literatur.
Im Stadtteil Ernsee befindet sich ein Jugend-Waldheim als Walderlebnis-Schule.

### Verkehr

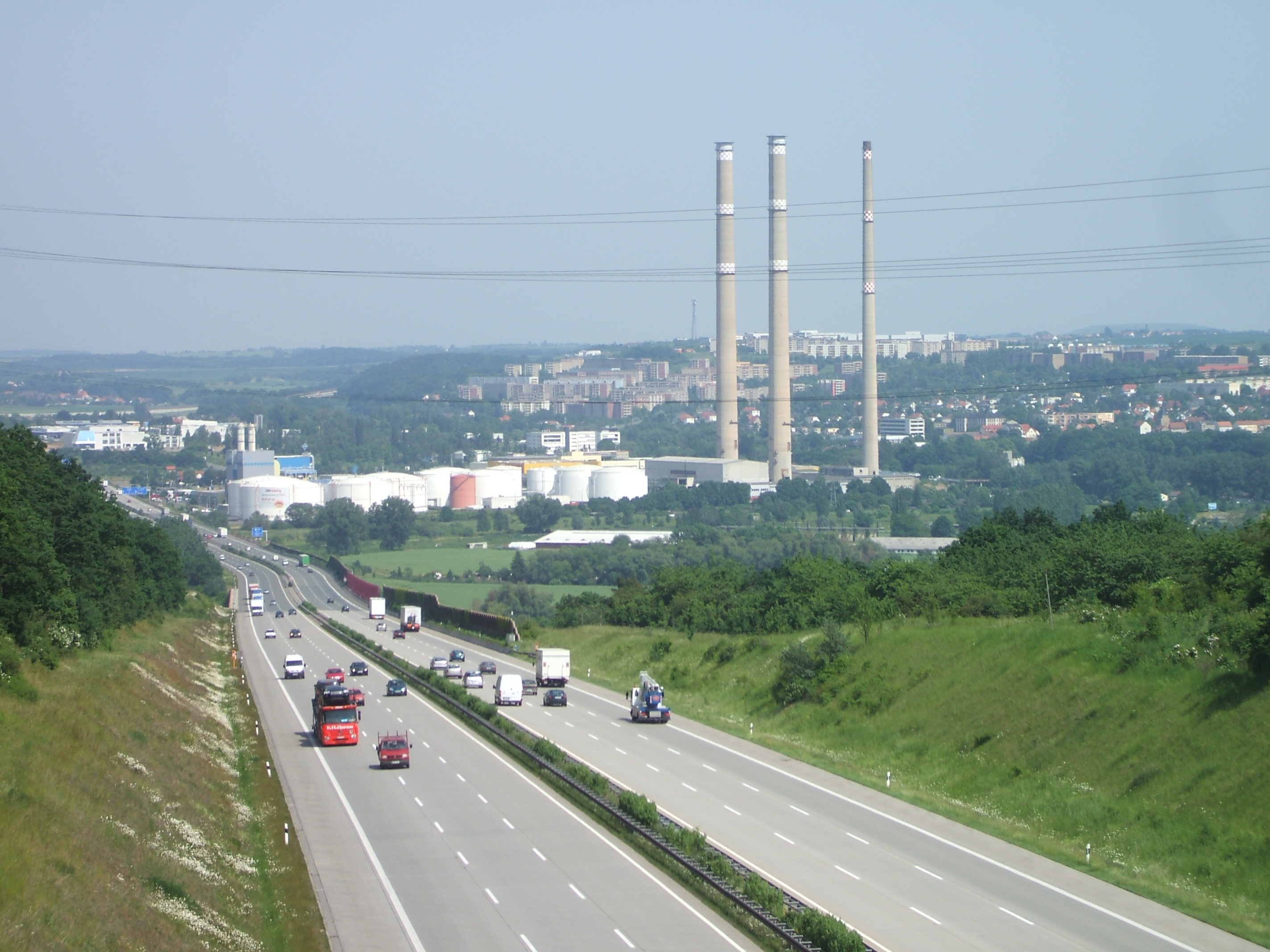
A 4 bei Gera

Durch das nördliche Stadtgebiet führt in West-Ost-Richtung die Bundesautobahn A 4 (Aachen–Görlitz) mit den Anschlussstellen Gera-Langenberg und Gera-Leumnitz. Die dazwischen liegende Anschlussstelle Geraer Kreuz wurde am 21. April 2007 durch Bundesverkehrsminister Wolfgang Tiefensee (SPD) für den Verkehr freigegeben. Ferner führen die Bundesstraßen B 2, B 7 und B 92 durch Gera. Vor der Kommunalwahl 2004 wurde der Bau einer östlichen Umfahrung der Stadt beschlossen, die im Norden der Stadt beim Stadtteil Cretzschwitz von der B 2 abzweigt, dann die A 4 bei der neuen Anschlussstelle Gera quert und schließlich beim Stadtteil Leumnitz in die Südosttangente mündet. Die Übergabe der Umgehungsstraße erfolgte 2007 zusammen mit dem Geraer Kreuz. Weitere Straßenneubauten wurden in Zusammenhang mit der Bundesgartenschau 2007 im Stadtzentrum vorgenommen.
Gera ist Teil der Ferienstraße „Reußische Fürstenstraße“.
In Gera befinden sich vier Bahnhöfe bzw. Haltepunkte, der Hauptbahnhof sowie die Bahnhöfe Gera Süd, Gera-Zwötzen und Gera-Langenberg. An letzterem halten lediglich Züge der Regionalbahnen von/nach Leipzig. An den Bahnhöfen Gera Ost (ehemals Zwötzen Ost) sowie Gera-Liebschwitz findet seit dem 24. Oktober 2016 kein Bahnbetrieb mehr statt, seitdem der Verkehr dieser Strecke nach Greiz und weiter nach Weischlitz über den Bahnhof Gera-Zwötzen führt. Der Bahnhof Thieschitz wurde bereits 1996 aufgegeben, Gera-Gessental folgte mit dem Fahrplanwechsel zum Dezember 2010. Von 1901 bis 1969 verkehrte von Gera nach Wuitz-Mumsdorf bei Meuselwitz die meterspurige Gera-Meuselwitz-Wuitzer Eisenbahn, die neben dem Ausgangsbahnhof in Pforten auf dem heutigen Stadtgebiet auch Zwischenstationen in Leumnitz und Trebnitz besaß.
Gera ist derzeit nach Remscheid im Bergischen Land die zweitgrößte deutsche Stadt ohne elektrifizierten Bahnanschluss.
Im Fernverkehr nahm 2002 der InterConnex von Gera über Berlin nach Rostock den Betrieb auf, stellte diesen allerdings zum 10. Dezember 2006 wieder ein. Seit dem 9. Dezember 2018 besteht eine Fernverbindung von Gera über Erfurt und Kassel ins Ruhrgebiet und nach Köln (IC 50). Regional-Express-Linien führen bis Greiz, Altenburg und Göttingen, außerdem im Taktverkehr (Stundentakt) zu den nahe gelegenen ICE-Bahnhöfen Leipzig Hauptbahnhof und Erfurt Hauptbahnhof. Die Regionalexpress-Linie aus Göttingen führt nach Osten bis Glauchau. Weitere Verbindungen führen nach Saalfeld (Saale) und Weischlitz.

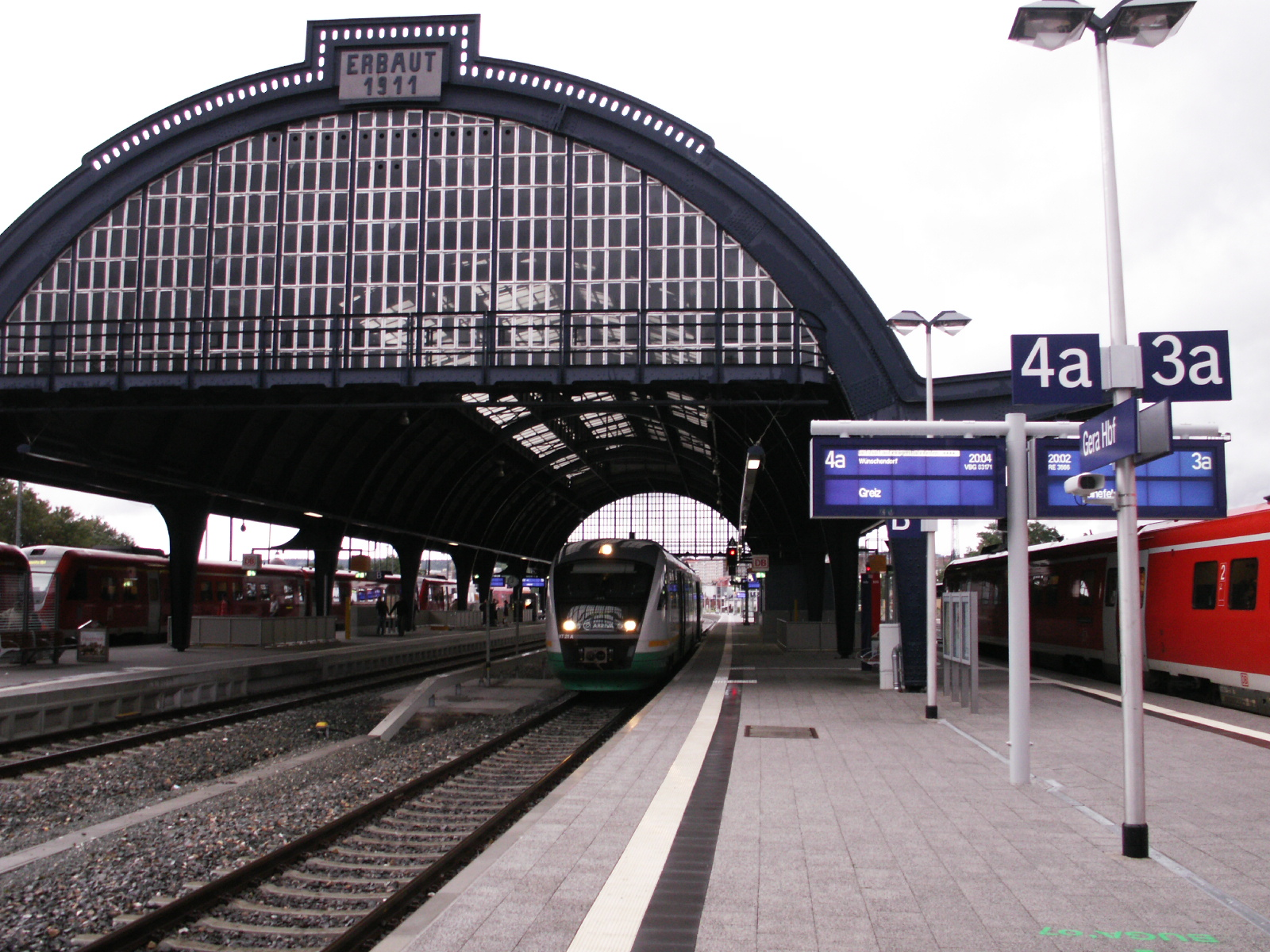
Gera Hauptbahnhof

Folgende Nahverkehrslinien des Landes Thüringen verkehren in Gera:
Stand Dezember 2021.
- RE 1 Göttingen – Mühlhausen (Thür) – Erfurt – Jena-Göschwitz – Gera – Ronneburg (Thür) – Glauchau auf einem Teilstück der Mitte-Deutschland-Verbindung
- RE 3 Erfurt – Weimar – Jena-Göschwitz – Gera – Greiz / – Ronneburg (Thür) – Altenburg
- RE 12 / RB 22 Leipzig – Zeitz – Gera – Weida – Pößneck ob Bf – Saalfeld (Saale)
- RB 13 Gera – Weida – Zeulenroda unt Bf – Mehltheuer – Hof
- RB 21 Gera – Hermsdorf-Klosterlausnitz – Jena-Göschwitz – Weimar
- RB 4 Gera – Berga (Elster) – Greiz – Plauen (Vogtl) Mitte – Weischlitz – Adorf

Im Osten der Stadt befindet sich der Flugverkehrslandeplatz Gera-Leumnitz für eine maximale Abflugmasse von 5,7 t, der auch zum Sportfliegen genutzt wird. Die Flughäfen Leipzig/Halle, Erfurt und Hof/Plauen sind alle etwa 90 Kilometer entfernt. Der nächstgelegene Flughafen ist Leipzig-Altenburg in etwa 40 Kilometern Entfernung, der seit März 2011 jedoch nicht mehr von Linienflügen bedient wird.

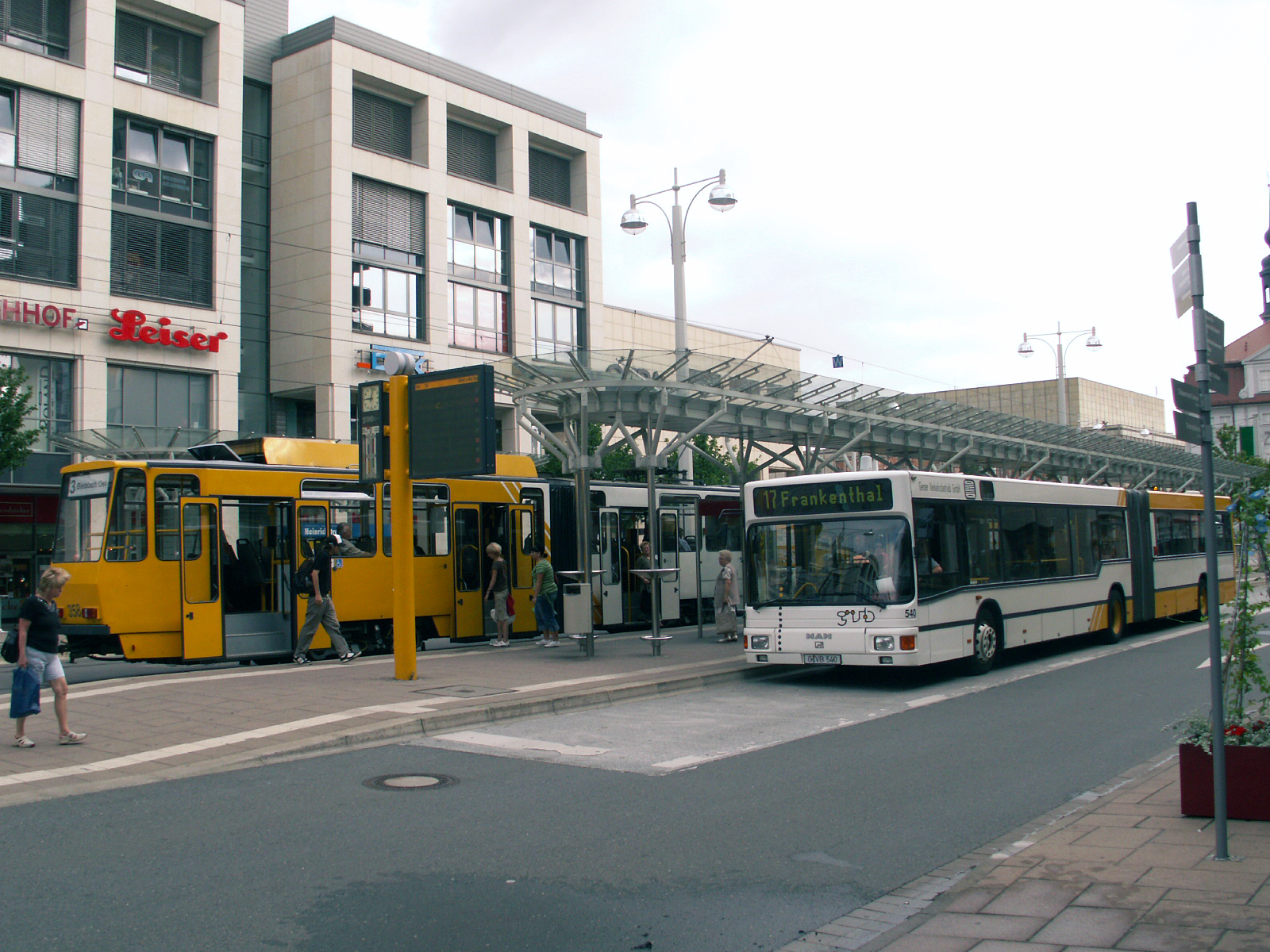
Zentrale Umsteigehaltestelle Heinrichstraße des ÖPNV

Den öffentlichen Personennahverkehr (ÖPNV) bedienen drei Straßenbahnlinien und 15 Stadtbuslinien der Verkehrs- und Betriebsgesellschaft Gera GmbH (GVB) sowie zwei Stadtbuslinien der RVG Regionalverkehr Gera/Land. Die Stadtlinien verkehren innerhalb des Stadtgebietes, mit Ausnahme der Linie 18 (Gemeinde Kauern) und der Linie 20 (Gemeinde Kraftsdorf). Von 1939 bis 1977 verkehrten auch Oberleitungsbusse. Die Busse in der Innenstadt sowie nach Liebschwitz, der Ringverkehr Lusan und die Straßenbahnlinie 2 fahren im Halbstundentakt (durch Linienüberlagerung bei den Bussen teilweise alle 7½ oder 15 Minuten), im Norden der Stadt im Stunden- und im sonstigen Ergänzungsnetz im Zweistundentakt. Die Straßenbahnlinie 1 verkehrt im 10-Minuten-Takt und die Linie 3 im 7½-Minuten-Takt. Die gegenwärtige Länge des Straßenbahnnetzes beträgt 20,1 km, die des Busnetzes 235,4 km. In Gera befinden sich 234 Haltestellen. Der GVB befördert täglich etwa 60.500 Personen, im Jahr 2010 wurden 18 Mio. Fahrgäste gezählt. Als Besonderheit verkehren die sogenannte „Spatzenbahn“ für Kinder und die „Partybahn“ nach einem festen Fahrplan.
Neben den Stadtbussen verkehren in Gera auch Regionalbuslinien der PRG Greiz, der RVG Gera und einiger weiterer Verkehrsunternehmen. Die meisten Regionalbusse fahren vom Busbahnhof neben dem Hauptbahnhof ab, einige bedienen mit der Haltestelle „Heinrichstraße“ zusätzlich die zentrale Umsteigestelle des Stadtverkehrs.
Seit Dezember 2010 ist Gera Teil des Verkehrsverbundes Mittelthüringen.

### Wasserver- und Abwasserentsorgung
Gera ist Mitglied im Zweckverband Wasser / Abwasser Mittleres Elstertal. Dieser übernimmt deshalb die Trinkwasserversorgung und Abwasserentsorgung.

## Persönlichkeiten

### Ehrenbürger seit 1945
- 1956: Curt Böhme, Oberbürgermeister
- 1966: Otto Dix, Maler
- 1969: Michail Andrejewitsch Scheltowski, ehemaliger Kommandant der sowjetischen Garnison Gera
- 1974: Alexej Mironowitsch Rybakow, 1. Sekretär der KPdSU des Gebiets Pskow
- 1995: Olaf Ludwig, Radsportler
- 1998: Werner Simsohn, Autor (Juden in Gera, 3 Bände)
- 1999: Bernhard Sahler, Dekan i. R.
- 2004: Karl Weschke, Maler
- 2005: Heike Drechsler, Leichtathletin
- 2016: Ulli Wegner, Boxer und Boxtrainer
- 2019: Roland Geipel, Oberpfarrer i. R. und Bürgerrechtler
- 2024: Lutz Seiler, Schriftsteller

### Persönlichkeiten, die vor Ort wirken oder gewirkt haben
- Johann Spies (um 1540–1623), Buchdrucker, Herausgeber der Historia von D. Johann Fausten (Faust-Volksbuch)
- Thomas Reinesius (1587–1667), Mediziner und Philologe; Leibarzt, Professor und Inspektor in Gera
- Johann Adam Tresenreuter (3. November 1676 in Neustadt am Kulm – 1754); Magister und evangelisch-lutherischer Theologe, Vater von Johann Ulrich Tresenreuter, besuchte die Gymnasien zu Hof und Gera[43]
- Johann Gottfried Hauptmann (1712–1782), klassischer Philologe und Gymnasialdirektor am Rutheneum
- Johann Wilhelm Bartsch (1750–1828), Lehrer am Rutheneum, Universalgelehrter und Gutsbesitzer
- Georg Walter Vincent von Wiese (1769–1824), Vizekanzler und Geheimrat des Gesamtfürstenhauses Reuß zu Gera
- Johann Ernst Daniel Bornschein (1774–1838), Dramatiker und Romanautor
- Johann Karl Immanuel Buddeus (1780–1844), Staatswissenschaftler, Stadthauptmann, Polizei- und Steuerdirektor von Gera
- Moritz Rudolph Ferber (1805–1875), Geraer Kaufmann und Mineraloge
- Auguste Zabel (1808–1884), Stifterin des heutigen Zabel-Gymnasiums in Gera
- Adolf Lorey (1813–1877), Pädagoge und Abgeordneter des Landtags von Sachsen-Weimar-Eisenach, erster Direktor der Bürgerschule am Nicolaiberg
- Karl Theodor Liebe (1828–1894), Geologe und Ornithologe
- Gustav Hartig (1843–1919), deutscher Uhrmacher und Politiker, Stadtrat in Gera
- Rudolf Schmidt (1862–1945), Architekt zahlreicher historistischer Villen in Gera
- Henry van de Velde (1863–1957), belgischer Architekt und Designer
- Wilhelm Leven (1867–1929), deutscher Journalist und Politiker (SPD, USPD), Erster Beigeordneter in Gera
- Hermann Paschold (1879–1965), Maler
- Alex Braune (1880–1942), Betreiber der Tonhalle seit 1926
- Thilo Schoder (1888–1979), Architekt
- Ernst Moritz Engert (1892–1986), Silhouettenkünstler
- Alexander Wolfgang (1894–1970, Maler und Grafiker)
- Lucie Neupert (1896–1978), Beigeordnete und Fraktionsvorsitzende im Landtag
- Aenne Biermann (1898–1933), Fotografin
- Carl Kuhn (1899–1980), Maler und Bildhauer
- Hans Otto (1900–1933), Schauspieler am Stadttheater Gera
- Rudolf Klose (1910–1976), Maler
- Johanna König (1921–2009), Schauspielerin
- Günther Grewe (* 1924), stellvertretender Oberbürgermeister 1953/54, Volkskammerabgeordneter (CDU)
- Horst Salomon (1929–1972), Schriftsteller
- Günter Kerzig (* 1932), Gebrauchsgrafiker
- Klaus Eberhardt (1933–2010), Szenenbildner
- Peter Kraft (* 1935), Maler und Grafiker
- Peter Willmaser (1941–1989), Maler und Grafiker
- Barbara Lechner (1942–2003), Grafikerin und Illustratorin
- Ulli Wegner (* 1942), Boxtrainer
- Theo Zwanziger (* 1945), Jurist und Ex-Präsident des Deutschen Fußball-Bundes, besitzt eine Anwaltskanzlei in Gera
- Hans Thiers (* 1946), Buchautor und Kriminalist
- Barbara Toch (* 1950), Malerin und Grafikerin
- Konstanze Lauterbach (1954–2025), Regisseurin
- Birgit Pohl (1954–2022), mehrfache Paralympics-Siegerin und Weltmeisterin in den Sportarten Behindertensport/Leichtathletik (Kugelstoßen, Diskus- und Speerwurf)
- Leander Haußmann (* 1959), Schauspieler, Bühnen der Stadt Gera
- Michael Schindhelm (* 1960), Theaterintendant in Gera
- Kay Kuntze (* 1966), Theaterintendant seit 2011
- Bianca Schmidt (* 1990), Fußballspielerin
- Balkonultra, Webvideoproduzent